# Império Russo
Império Russo (em russo: Росси́йская Импе́рия, Rossiyskaya Imperiya, grafado até 1918 como Pоссiйская Имперiя), também conhecido como Rússia Imperial, Rússia Czarista ou simplesmente Rússia, era um vasto reino que abrangia a maior parte do norte da Eurásia desde a sua proclamação em novembro de 1721 até a sua dissolução em março de 1917. No seu auge, no final do século XIX, cobria cerca de 22,800,000km2, aproximadamente um sexto da massa terrestre do mundo, tornando-o o terceiro maior império da história, superado apenas pelos impérios britânico e mongol; também manteve colônias na América do Norte entre 1799 e 1867. O censo do império de 1897, o único que realizou, encontrou uma população de 125,6 milhões com considerável diversidade étnica, linguística, religiosa e socioeconômica.
A ascensão do Império Russo coincidiu com o declínio das potências rivais vizinhas: o Império Sueco, a Comunidade Polaco-Lituana, Império Cajar, o Império Otomano e a China Qing. Dos séculos X ao XVII, os russos foram governados por uma classe nobre conhecida como boiardos, acima da qual estava um monarca absoluto intitulado czar. As bases do Império Russo foram lançadas por Ivã III (r. 1462–1505), que expandiu enormemente o seu domínio, estabeleceu um estado nacional russo centralizado e garantiu a independência contra os tártaros. Seu neto, Ivã IV (r. 1533–1584), tornou-se em 1547 o primeiro monarca russo a ser coroado “Czar de Toda a Rússia”. Entre 1550 e 1700, o Estado russo cresceu em média 35,000km2 por ano. Os principais eventos durante este período incluem a transição da Dinastia de Rurik para a Dinastia Romanov, a conquista da Sibéria e o reinado de Pedro I (r. 1682–1725).
Pedro I transformou o czarismo num império e travou inúmeras guerras que transformaram um vasto reino numa grande potência europeia. Ele mudou a capital russa de Moscou para a nova cidade modelo de São Petersburgo, que marcou o nascimento da era imperial, e liderou uma revolução cultural que introduziu um sistema moderno, científico, racionalista e de orientação ocidental. Catarina II (r. 1762-1796) presidiu a maior expansão do estado russo através da conquista, colonização e diplomacia, ao mesmo tempo que continuava a política de modernização de Pedro I em direção a um modelo ocidental. Alexandre I (r. 1801–1825) ajudou a derrotar as ambições militaristas de Napoleão e posteriormente constituiu a Santa Aliança, que visava conter a ascensão do secularismo e do liberalismo em toda a Europa. A Rússia expandiu-se ainda mais para oeste, sul e leste, fortalecendo a sua posição como potência europeia. As suas vitórias nas Guerras Russo-Turcas foram posteriormente frustradas pela derrota na Guerra da Crimeia (1853-1856), levando a um período de reformas e expansão intensificada na Ásia Central. Alexandre II (r. 1855–1881) iniciou numerosas reformas, mais notavelmente a emancipação de todos os 23 milhões de servos em 1861.
De 1721 a 1762, o Império Russo foi governado pela Casa de Romanov; seu ramo matrilinear de ascendência patrilinear alemã, a Casa de Holstein-Gottorp-Romanov, governou de 1762 até 1917. No início do século XIX, o território russo estendia-se desde o Oceano Ártico, no norte, até ao Mar Negro, no sul, e do Mar Báltico, a oeste, até ao Alasca, Havai e Califórnia, a leste. No final do século XIX, a Rússia tinha expandido o seu controlo sobre o Cáucaso, a maior parte da Ásia Central e partes do Nordeste Asiático. Apesar das suas extensas conquistas territoriais e do seu estatuto de grande potência, o império entrou no século XX num estado perigoso. Uma fome devastadora em 1891-1892 matou milhões e levou ao descontentamento popular. Sendo a última monarquia absoluta remanescente na Europa, o império assistiu a uma rápida radicalização política e à crescente popularidade de ideias revolucionárias como ocomunismo. Após a revolução de 1905, Nicolau II autorizou a criação de um parlamento nacional, a Duma Estatal, embora ainda mantivesse o poder político absoluto.
Quando a Rússia entrou na Primeira Guerra Mundial ao lado dos Aliados, sofreu uma série de derrotas que galvanizaram ainda mais a população contra o imperador. Em 1917, a agitação em massa entre a população e os motins no exército culminaram na Revolução de Fevereiro, que levou à abdicação de Nicolau II, à formação do Governo Provisório Russo e à proclamação da primeira República Russa. A disfunção política, o envolvimento contínuo na guerra amplamente impopular e a escassez generalizada de alimentos resultaram em manifestações em massa contra o governo em Julho . A república foi derrubada na Revolução de Outubro pelos bolcheviques, que acabaram com o envolvimento da Rússia na guerra, mas foram combatidos por várias facções conhecidas colecivamente como os Brancos. Durante a resultante Guerra Civil Russa, os bolcheviques executaram a família Romanov, encerrando três séculos de governo Romanov. Depois de saírem vitoriosos em 1923, os bolcheviques estabeleceram a União Soviética na maior parte do território do antigo Império Russo; seria um dos quatro impérios continentais a entrar em colapso após a Primeira Guerra Mundial, juntamente com a Alemanha, a Áustria-Hungria, e o Império Otomano.

## História
As fundações de um estado nacional russo foram lançadas no final do século XV, durante o reinado de Ivã III.  Moscou passou a dominar a região conhecida como Grande Rússia e, no início do século XVI, os estados russos foram unificados com Moscou.  Os súditos do governante moscovita eram predominantemente grão-russos em etnia e ortodoxos em religião. Como Moscou era a única potência ortodoxa independente após a queda do Império Bizantino em 1453, seus governantes já haviam dado os primeiros passos simbólicos para se tornarem um império ao se casarem com a dinastia imperial bizantina, adotando a águia de duas cabeças como seu símbolo e adotando o título de czar (césar). Durante o reinado de Ivã IV, os canatos de Kazan e Astrakhan foram conquistados pela Rússia em meados do século XVI, marcando o início da transformação de um reino quase monoétnico em um império multiétnico.  Os russos também começaram a expandir-se para a Sibéria, inicialmente em busca das peles lucrativas da região. Após o Tempo das Perturbações no início do século XVII, a aliança tradicional da monarquia autocrática, da igreja e da aristocracia foi amplamente vista como a única base para a preservação da ordem social e do estado russo, o que legitimou o governo da dinastia Romanov.

### População
Grande parte da expansão da Rússia ocorreu no século XVII, culminando na primeira colonização russa do Pacífico, na Guerra Russo-Polonesa de 1654-1667, que levou à incorporação da margem esquerda da Ucrânia, e na conquista russa da Sibéria. A Polônia foi dividida por seus rivais entre 1772 e 1815; a maior parte de suas terras e população foram tomadas sob o domínio russo. A maior parte do crescimento do império no século XIX veio da conquista de territórios na Ásia Central e Oriental, ao sul da Sibéria. Em 1795, após as Partições da Polônia, a Rússia se tornou o estado mais populoso da Europa, à frente da França.
| Ano  | População da Rússia (milhões) | Notas                                                         |
| ---- | ----------------------------- | ------------------------------------------------------------- |
| 1720 | 15.5                          | Inclui novos territórios bálticos e poloneses                 |
| 1795 | 37.6                          | Inclui parte da Polônia                                       |
| 1812 | 42.8                          | Inclui Grão-Ducado da Finlândia                               |
| 1816 | 73.0                          | Inclui Congresso da Polônia, Bessarábia                       |
| 1897 | 125.6                         | Censo do Império Russo, [e] exclui o Grão-Ducado da Finlândia |
| 1914 | 164.0                         | Inclui novos territórios asiáticos                            |

### Antecedentes

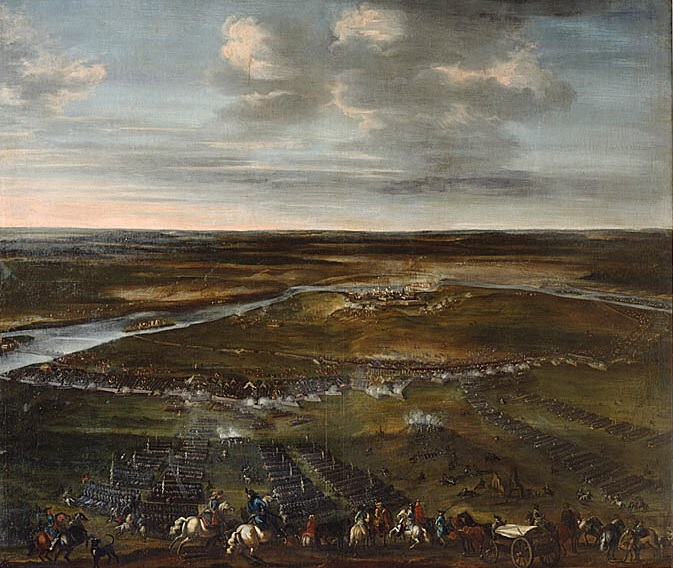
Uma pintura representando a Batalha de Narva (1700) na Grande Guerra do Norte

As fundações do Império Russo foram lançadas durante As reformas de Pedro I da Rússia, que alteraram significativamente a estrutura política e social da Rússia, e como resultado da Grande Guerra do Norte, que fortaleceram a posição da Rússia no cenário mundial. As transformações internas e as vitórias militares contribuíram para a transformação da Rússia numa grande potência, desempenhando um papel importante na política europeia. Em 2 de novembro [Calend. juliano: 22 de outubro] 1721, dia do anúncio do Tratado de Nystad, o Senado Governante e o Sínodo investiram o czar com os títulos de Pedro, o Grande, Pater Patriae (pai da pátria), [f] e Imperador de Todas as Rússias.[g]   A adopção do título de imperador por Pedro é geralmente vista como o início do período "imperial" da Rússia.[h] 
Após as reformas, o governo da Rússia por um monarca absoluto foi consagrado. O Regulamento Militar fez notar a natureza autocrática do regime. Durante o reinado de Pedro I, os últimos vestígios da independência dos boiardos foram perdidos. Ele os transformou na nova nobreza, que eram nobres obedientes que serviram ao estado pelo resto de suas vidas. Ele também introduziu a Tabela de Patentes e equiparou a votchina a uma propriedade. A frota moderna da Rússia foi construída por Pedro, o Grande, junto com um exército que foi reformado no estilo e nas instituições educacionais europeias (a Academia de Ciências de São Petersburgo). A escrita civil foi adotada durante o reinado de Pedro I, e o primeiro jornal russo, Vedomosti, foi publicado. Pedro I promoveu o avanço da ciência, particularmente da geografia e da geologia, do comércio e da indústria, incluindo a construção naval, bem como o crescimento do sistema educacional russo. Um em cada dez russos adquiriu educação durante o reinado de Pedro I, quando havia 15 milhões de pessoas no país. A cidade de São Petersburgo, construída em 1703 em um território ao longo da costa do Báltico que havia sido conquistado durante a Grande Guerra do Norte, serviu como capital do estado.
Este conceito do povo russo trino, composto pelos Grandes Russos, os Pequenos Russos e os Russos Brancos, foi introduzido durante o reinado de Pedro I e foi associado ao nome do Arquimandrita Zacharias Kopystensky (1621), o Arquimandrita da Lavra de Kiev Pechersk e expandido nos escritos de um associado de Pedro I, Arcebispo Professor Theophan Prokopovich. Vários associados de Pedro I são bem conhecidos, incluindo François Le Fort, Boris Sheremetev, Alexander Menshikov, Jacob Bruce, Mikhail Golitsyn, Anikita Repnin e Alexey Kelin. Durante o reinado de Pedro, a obrigação da nobreza de servir foi reforçada, e o trabalho servil desempenhou um papel significativo no crescimento da indústria, reforçando as estruturas socioeconômicas tradicionais. O volume do comércio internacional do país aumentou como resultado das reformas industriais de Pedro I. No entanto, as importações de bens ultrapassaram as exportações, reforçando o papel dos estrangeiros no comércio russo, em particular o domínio britânico.

### Século XVIII

#### Pedro, o Grande (1682–1725)

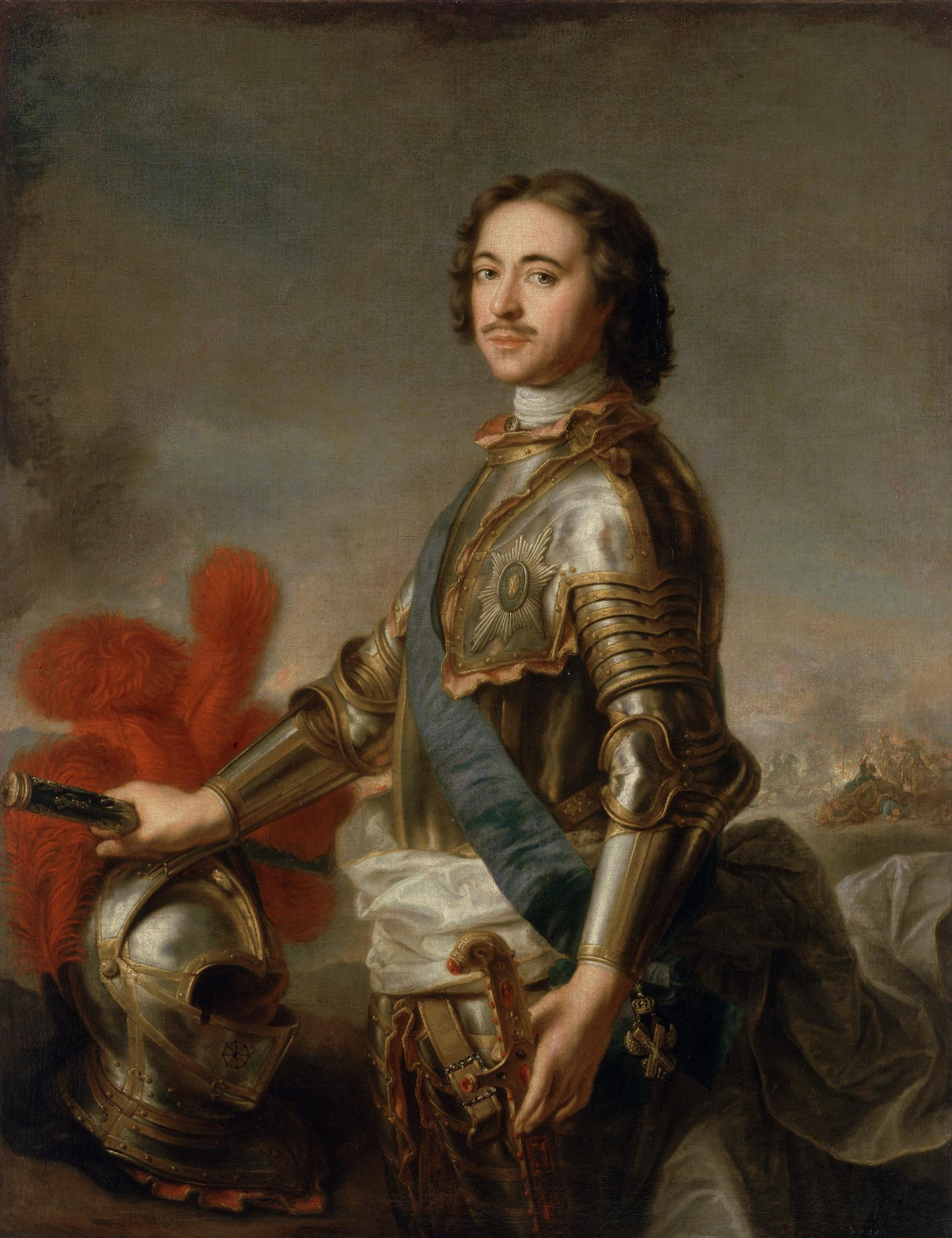
Pedro, o Grande, proclamou oficialmente o Império Russo em 1721 e se tornou seu primeiro imperador. Ele instituiu reformas abrangentes e supervisionou a transformação da Rússia em uma grande potência europeia. Pintura de Jean-Marc Nattier, 1717

Pedro I (r. 1682–1725), também conhecido como Pedro, o Grande, desempenhou um papel importante na introdução do sistema estatal europeu na Rússia. Enquanto as vastas terras do império tinham uma população de 14 milhões, os rendimentos dos cereais ficaram atrás dos do Ocidente. Quase toda a população se dedicava à agricultura, com apenas uma pequena porcentagem vivendo em cidades. A classe dos kholops, cujo status era próximo ao dos escravos, permaneceu como uma instituição importante na Rússia até 1723, quando Pedro converteu os kholops domésticos em servos domésticos, contando-os assim para fins de imposto eleitoral. Os kholops agrícolas russos foram formalmente convertidos em servos no início de 1679. Eles estavam amplamente ligados à terra, num sentido feudal, até o final do século XIX.
Os primeiros esforços militares de Pedro foram direcionados contra o Império Otomano . Sua atenção então se voltou para o norte. A Rússia não tinha um porto marítimo seguro no norte, exceto em Arkhangelsk, no Mar Branco, onde o porto ficava congelado durante nove meses por ano. O acesso ao Mar Báltico foi bloqueado pela Suécia, cujo território o cercava por três lados. As ambições de Pedro por uma "janela para o mar" levaram-no, em 1699, a fazer uma aliança secreta com a Saxônia, a Comunidade Polaco-Lituana e a Dinamarca-Noruega contra a Suécia; eles conduziram a Grande Guerra do Norte, que terminou em 1721 quando uma Suécia exausta pediu paz com a Rússia.
Como resultado, Pedro adquiriu quatro províncias situadas ao sul e leste do Golfo da Finlândia, garantindo acesso ao mar. Lá, ele construiu a nova capital da Rússia, São Petersburgo, no rio Neva, para substituir Moscou, que por muito tempo foi o centro cultural da Rússia. Essa mudança expressou sua intenção de adotar elementos europeus para seu império. Muitos dos edifícios governamentais e outros edifícios importantes foram projetados sob influência italiana . Em 1722, ele voltou suas aspirações para aumentar a influência russa no Cáucaso e no Mar Cáspio às custas dos enfraquecidos persas safávidas . Ele fez de Astrakhan a base dos esforços militares contra a Pérsia e travou a primeira guerra em grande escala contra eles em 1722-23. Pedro, o Grande, anexou temporariamente várias áreas do Irã à Rússia, que após a morte de Pedro foram devolvidas no Tratado de Resht de 1732 e no Tratado de Ganja de 1735 como um acordo para se opor aos otomanos.
Pedro reorganizou seu governo com base nos modelos políticos mais recentes da época, moldando a Rússia em um estado absolutista. Ele substituiu a antiga Duma Boyar (conselho de nobres) por um Senado de nove membros, na verdade um conselho supremo de estado. O campo foi dividido em novas províncias e distritos. Pedro disse ao Senado que sua missão era arrecadar impostos, e as receitas fiscais triplicaram ao longo de seu reinado. Enquanto isso, todos os vestígios de autogoverno local foram removidos. Pedro continuou e intensificou a exigência de seus predecessores de serviço estatal para todos os nobres, na Tabela de Patentes.
Como parte da reorganização de Pedro, ele também promulgou uma reforma na igreja. A Igreja Ortodoxa Russa foi parcialmente incorporada à estrutura administrativa do país, tornando-a efetivamente uma ferramenta do Estado. Pedro aboliu o patriarcado e substituiu-o por um corpo colectivo, o Santíssimo Sínodo, que era liderado por um funcionário do governo.
Pedro morreu em 1725, deixando uma sucessão incerta. Após um curto reinado de sua viúva, Catarina I, a coroa passou para a imperatriz Ana. Ela desacelerou as reformas e liderou uma guerra bem-sucedida contra o Império Otomano. Isso resultou em um enfraquecimento significativo do Canato da Crimeia, um vassalo otomano e adversário de longa data da Rússia.
O descontentamento com as posições dominantes dos alemães bálticos na política russa resultou na colocação da filha de Pedro I, Isabel no trono russo. Elizabeth apoiou as artes, a arquitetura e as ciências (por exemplo, a fundação da Universidade de Moscou). Mas ela não realizou reformas estruturais significativas. Seu reinado, que durou quase 20 anos, também é conhecido pelo envolvimento da Rússia na Guerra dos Sete Anos, onde obteve sucesso militar, mas pouco ganhou politicamente.

#### Catarina, a Grande (1762–1796)

A imperatriz Catarina, a Grande, que reinou de 1762 a 1796, continuou a expansão e modernização do império. Considerando-se uma absolutista esclarecida, ela desempenhou um papel fundamental no Iluminismo russo (pintado na década de 1780)

Catarina, a Grande, foi uma princesa alemã que se casou com Pedro III, o herdeiro alemão da coroa russa. Após a morte da Imperatriz Elizabeth, Catarina chegou ao poder após dar um golpe de estado contra seu marido muito impopular. Ela contribuiu para o ressurgimento da nobreza russa que começou após a morte de Pedro, o Grande, abolindo o serviço estatal e concedendo-lhes o controle da maioria das funções estatais nas províncias. Ela também removeu o imposto sobre a barba instituído por Pedro, o Grande.

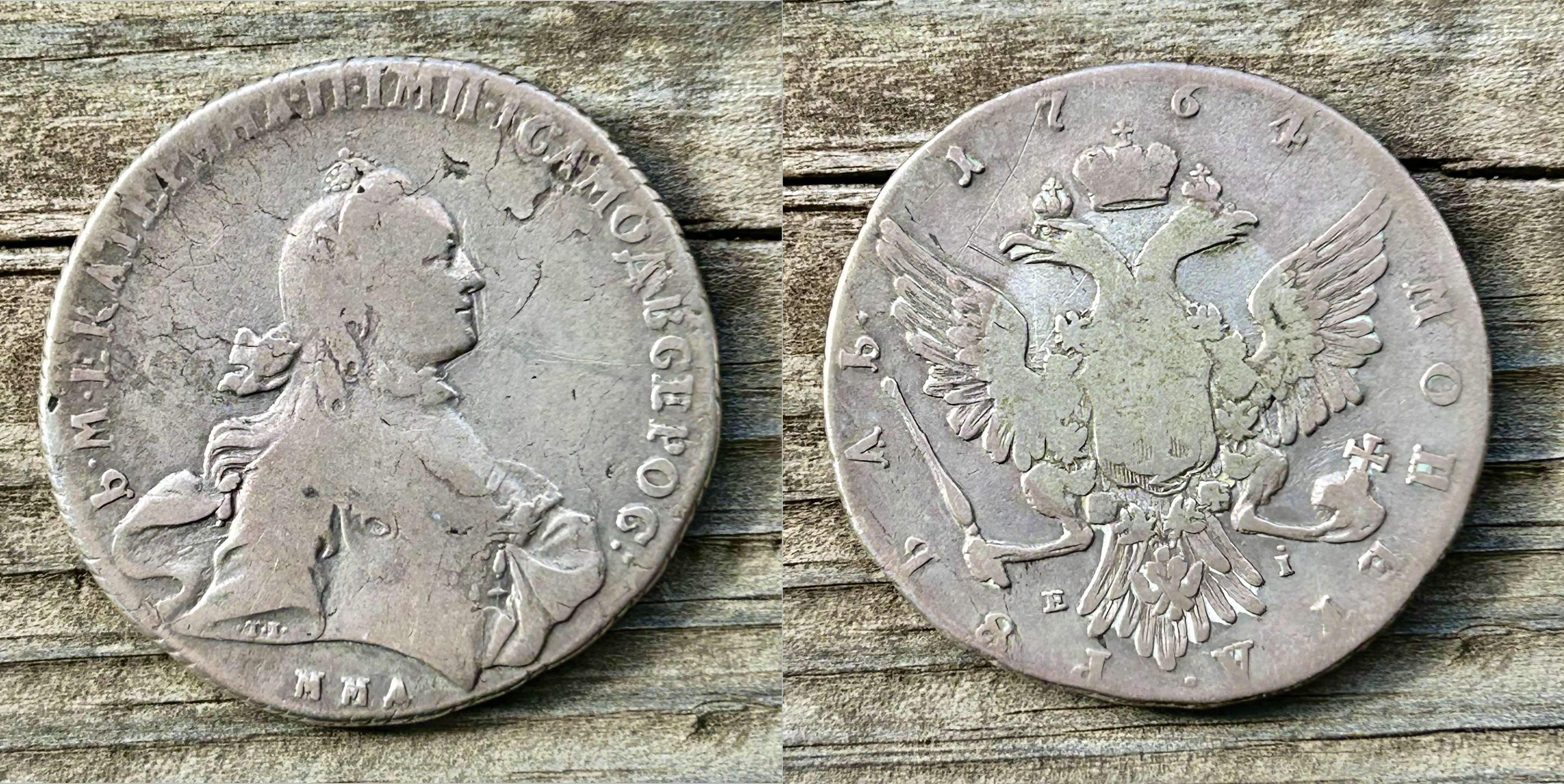
1764, rublo de Catarina II

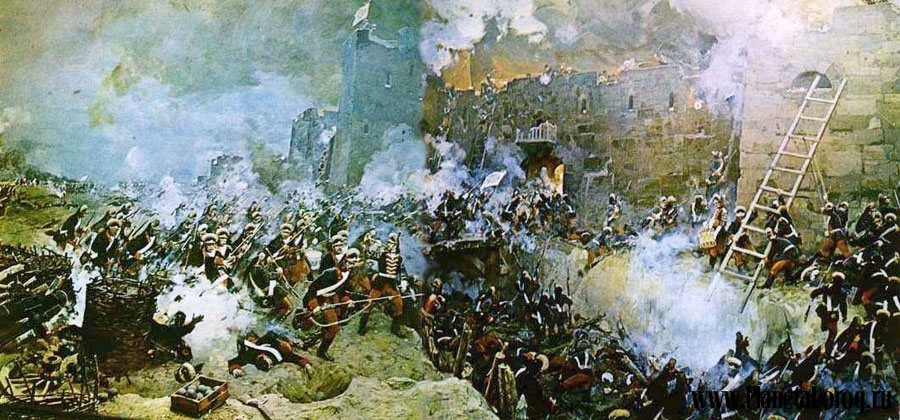
A tomada de Izmail em 22 de dezembro de 1790, pelas tropas russas sob o comando de Alexander Suvorov. A vitória de Suvorov foi imortalizada com o novo hino nacional do império: "Que o Trovão da Vitória Ressoe!"

Catarina estendeu o controle político russo sobre as terras da Comunidade Polaco-Lituana, apoiando a Confederação Targowica. No entanto, o custo dessas campanhas sobrecarregou ainda mais o sistema social já opressivo, no qual os servos eram obrigados a passar quase todo o seu tempo trabalhando nas terras de seus donos. Uma grande revolta camponesa ocorreu em 1773, depois que Catarina legalizou a venda de servos separadamente de terras. Inspirados por um cossaco chamado Yemelyan Pugachev e proclamando "Enforquem todos os latifundiários!", os rebeldes ameaçaram tomar Moscou antes de serem implacavelmente reprimidos. Em vez de impor a punição tradicional de esquartejamento, Catarina emitiu instruções secretas para que os carrascos executassem as sentenças de morte rapidamente e com o mínimo de sofrimento, como parte de seu esforço para introduzir a compaixão na lei.
Ela promoveu esses esforços ao ordenar o julgamento público de Darya Nikolayevna Saltykova, uma nobre de alta patente, sob acusações de torturar e assassinar servos. Embora esses gestos tenham atraído muita atenção positiva da Europa para Catarina durante o Iluminismo, o espectro da revolução e da desordem continuou a assombrá-la e a seus sucessores. De fato, seu filho Paulo introduziu uma série de decretos cada vez mais erráticos em seu curto reinado, direcionados diretamente contra a disseminação da cultura francesa em resposta à revolução.
Para garantir o apoio contínuo da nobreza, que era essencial para seu reinado, Catarina foi obrigada a fortalecer sua autoridade e poder às custas dos servos e outras classes mais baixas. No entanto, Catarina percebeu que a servidão deveria acabar eventualmente, chegando ao ponto de dizer em seu Nakaz ("Instrução") que os servos eram "tão bons quanto nós" — um comentário recebido com desgosto pela nobreza. Catarina avançou as fronteiras sul e oeste da Rússia, travando com sucesso uma guerra contra o Império Otomano por territórios próximos ao Mar Negro e incorporando territórios da Comunidade Polaco-Lituana durante as Partições da Polônia, juntamente com a Áustria e a Prússia. Como parte do Tratado de Georgievsk, assinado com o Reino Georgiano de Cártlia-Caquécia, e suas próprias aspirações políticas, Catarina travou uma nova guerra contra a Pérsia em 1796, depois que eles invadiram o leste da Geórgia. Após obter a vitória, ela estabeleceu o domínio russo sobre o país e expulsou as recém-estabelecidas guarnições persas no Cáucaso.
A política expansionista de Catarina fez com que a Rússia se tornasse uma grande potência europeia, assim como o Iluminismo e a Idade de Ouro na Rússia. Mas depois que Catarina morreu em 1796, ela foi sucedida por seu filho, Paulo. Ele levou a Rússia a uma grande guerra de coalizão contra a recém-revolucionária República Francesa em 1798. O comandante russo, marechal de campo Suvorov, liderou a expedição italiana e suíça, infligindo uma série de derrotas aos franceses; em particular, a Batalha de Trebbia em 1799.

#### Nicolau II

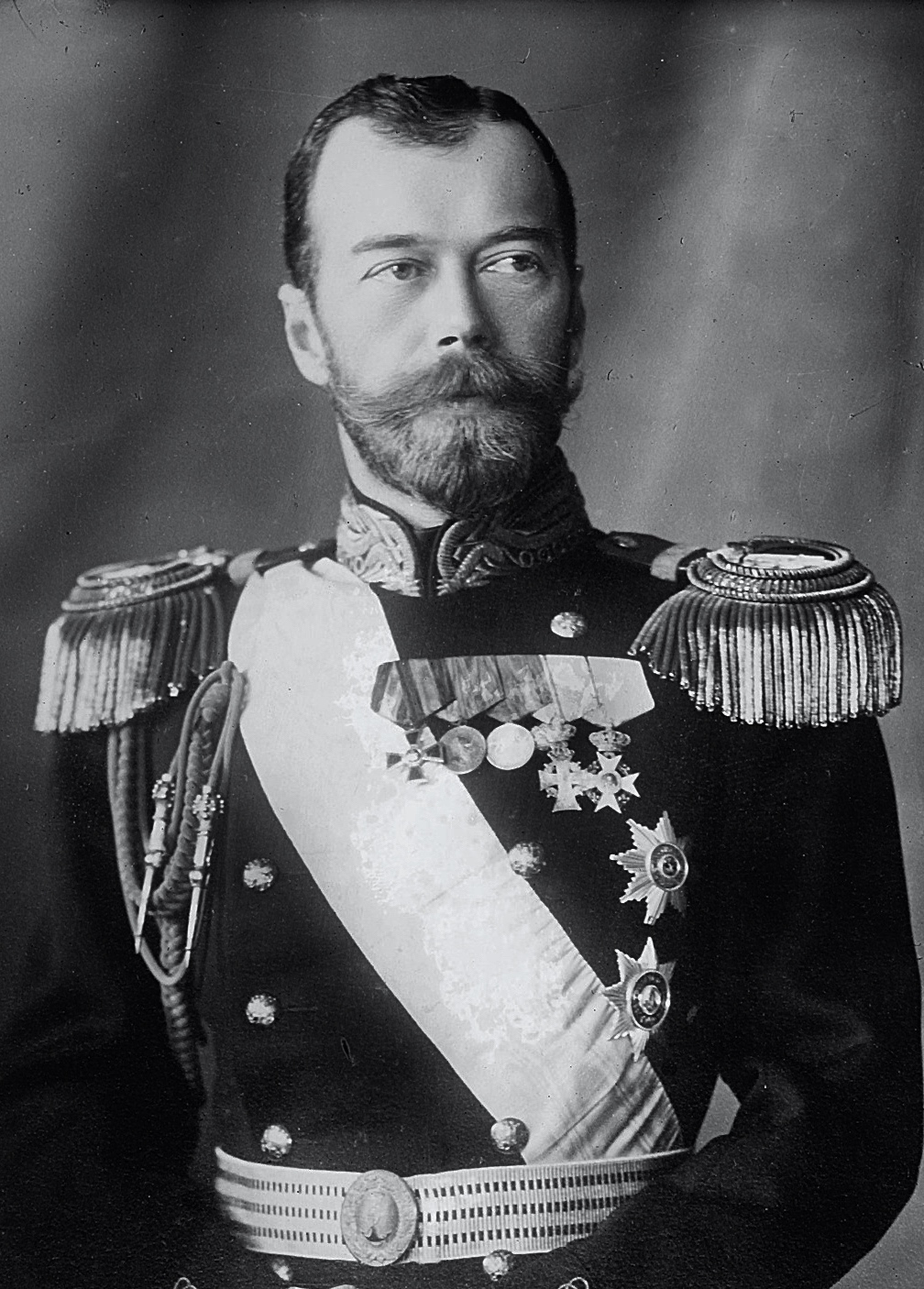
Nicolau II

Nicolau II, também conhecido como Nikolai Alexandrovich Romanov, foi o último imperador da Rússia, rei do Congresso da Polônia e grão-duque da Finlândia. Seu reinado começou em 1º de novembro de 1894 e terminou com sua abdicação em 15 de março de 1917. Nascido em 18 de maio de 1868 no Palácio de Alexandre, Tsarskoye Selo, Império Russo, ele era o filho mais velho e sucessor de Aleksandr Aleksandrovich (mais tarde conhecido como Alexandre III da Rússia) e sua esposa Maria Fyodorovna (anteriormente Dagmar da Dinamarca).
Durante seu governo, Nicolau II apoiou as reformas econômicas e políticas propostas por seus primeiros-ministros, Serguei Witte e Piotr Stolypin. Ele favoreceu a modernização através de empréstimos estrangeiros e laços fortes com a França, mas estava relutante em dar papéis significativos ao novo parlamento (a Duma). Ele assinou a Convenção Anglo-Russa de 1907 para combater a influência da Alemanha no Oriente Médio, encerrando o Grande Jogo entre a Rússia e o Império Britânico.
No entanto, seu reinado foi marcado por críticas à repressão do governo à dissidência política e às falhas ou inação percebidas durante eventos como a Tragédia de Khodynka, os pogroms antijudaicos, o Domingo Sangrento (1905) e a repressão violenta da Revolução Russa de 1905. A Guerra Russo-Japonesa, que resultou na destruição da Frota Russa do Báltico na Batalha de Tsushima, corroeu ainda mais sua popularidade. Em março de 1917, o apoio público a Nicolau II diminuiu, levando à sua abdicação forçada e ao fim do governo de 304 anos da dinastia Romanov na Rússia (1613-1917).
Nicolau II era profundamente devotado à sua esposa, Alexandra, com quem se casou em 26 de novembro de 1894. Eles tiveram cinco filhos: as grã-duquesas Olga, Tatiana, Maria, Anastasia e o czarevich Alexei. A família imperial russa Romanov foi executada por aqueles que se acreditava serem revolucionários bolcheviques bêbados sob o comando de Yakov Yurovsky, conforme ordenado pelo Soviete Regional dos Urais em Yekaterinburg na noite de 16 a 17 de julho de 1918. Isto marcou o fim do Império Russo e da Rússia Imperial.

#### Orçamento estatal

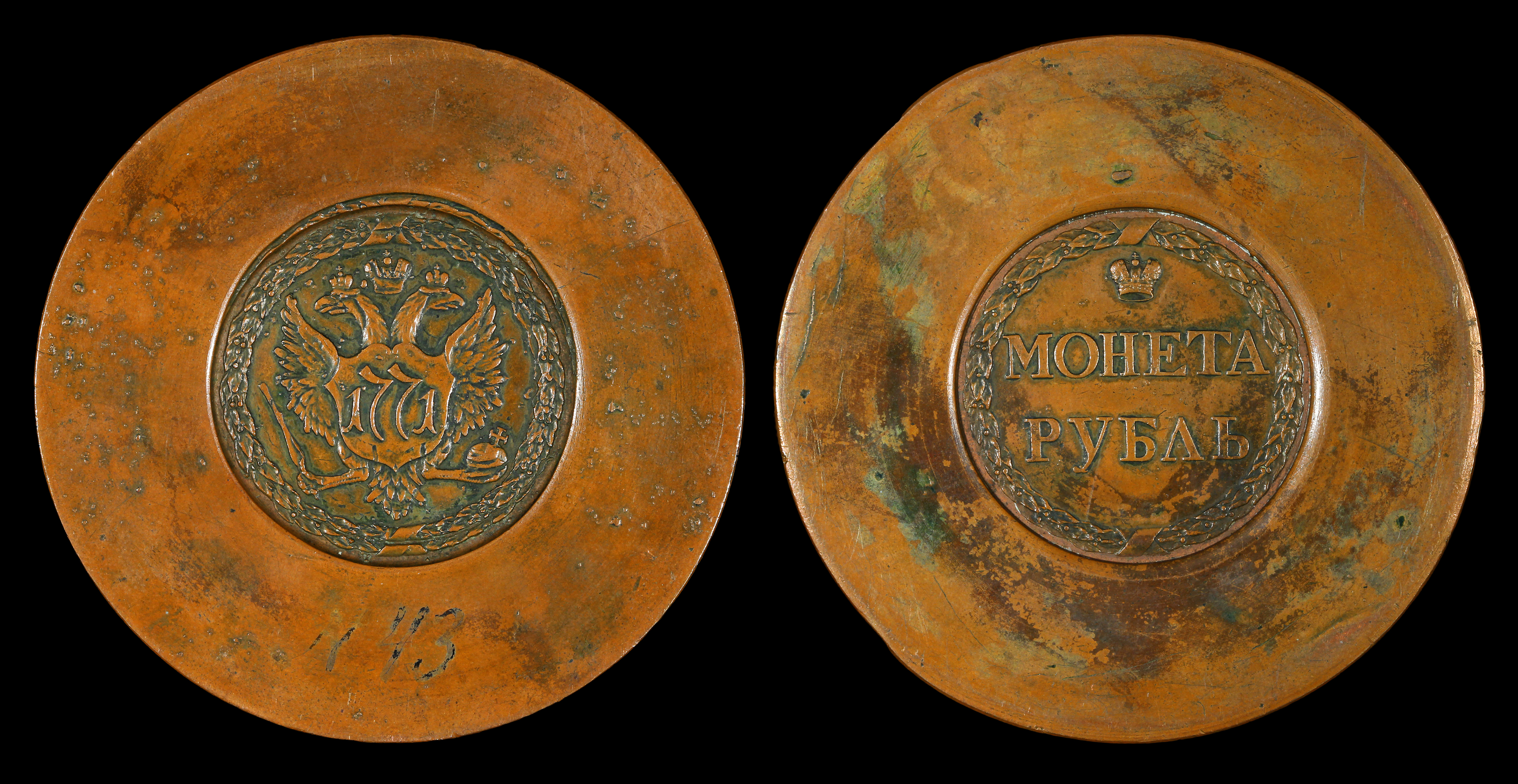
O rublo de Catarina II Sestroretsk (1771) de cobre sólido.

A Rússia estava em um estado contínuo de crise financeira. Enquanto a receita aumentou de 9 milhões de rublos em 1724 a 40 milhões em 1794, as despesas cresceram mais rapidamente, atingindo 49 milhões em 1794. O orçamento destinou 46% aos militares, 20% às atividades econômicas do governo, 12% à administração e nove por cento à Corte Imperial em São Petersburgo. O déficit exigiu empréstimos, principalmente de banqueiros em Amsterdã; cinco por cento do orçamento foi alocado para pagamentos de dívidas. O papel-moeda foi emitido para pagar guerras caras, causando assim inflação. Como resultado de seus gastos, a Rússia desenvolveu um exército grande e bem equipado, uma burocracia muito grande e complexa e uma corte que rivalizava com as de Versalhes e Londres. Mas o governo vivia muito acima das suas possibilidades e a Rússia do século XVIII continuava a ser "um país pobre, atrasado, predominantemente agrícola e analfabeto".

### Primeira metade do século XIX

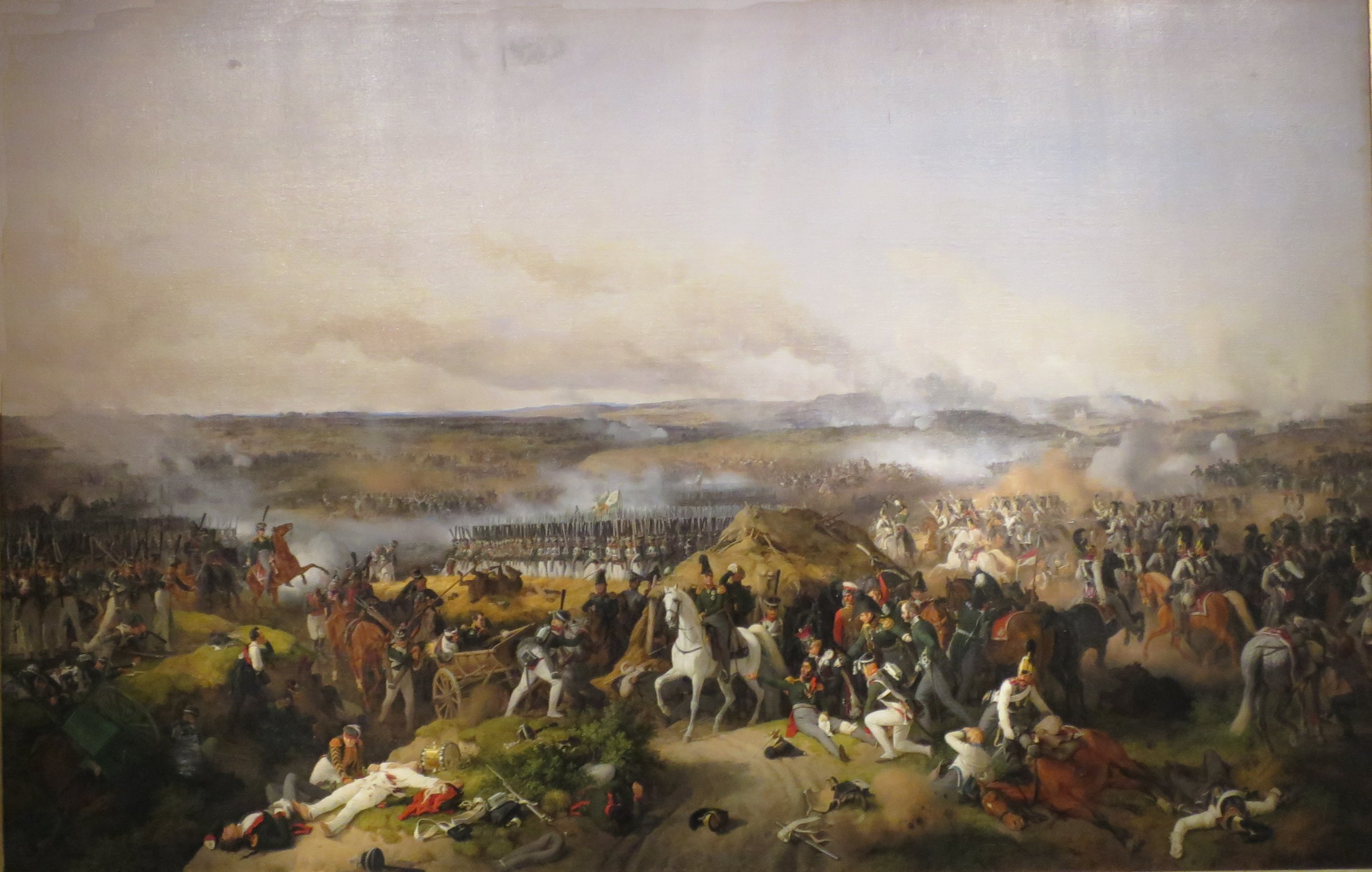
Uma pintura de 1843 imaginando o general russo Pyotr Bagration, dando ordens durante a Batalha de Borodino (1812) enquanto estava ferido

Em 1801, mais de quatro anos depois de Paulo se tornar imperador da Rússia, ele foi morto no Castelo de São Miguel em um golpe. Paulo foi sucedido por seu filho de 23 anos, Alexandre. A Rússia estava em estado de guerra com a República Francesa, sob a liderança do Primeiro Cônsul Napoleão Bonaparte, nascido na Córsega. Depois de se tornar imperador, Napoleão derrotou a Rússia em Austerlitz em 1805, Eylau e Friedland em 1807. Depois que Alexandre foi derrotado em Friedland, ele concordou em negociar e pediu a paz com a França; os Tratados de Tilsit levaram à aliança franco-russa contra a Coalizão e se juntaram ao Sistema Continental. Em 1812, a Rússia ocupou muitos territórios na Europa Oriental, mantendo parte da Galícia Oriental da Áustria e da Bessarábia do Império Otomano;  do Norte da Europa, ganhou a Finlândia da guerra contra uma Suécia enfraquecida; também ganhou algum território no Cáucaso.
Após uma disputa com o Imperador Alexandre I, em 1812, Napoleão lançou uma invasão à Rússia. Foi catastrófico para a França, cujo exército foi dizimado durante o inverno russo. Embora a Grande Armée de Napoleão tenha chegado a Moscou, a estratégia de terra arrasada dos russos impediu que os invasores sobrevivessem do país. No inverno rigoroso e amargo, milhares de soldados franceses foram emboscados e mortos por guerrilheiros camponeses. As tropas russas perseguiram então as tropas de Napoleão até às portas de Paris, presidindo ao redesenho do mapa da Europa no Congresso de Viena (1815), que acabou por fazer de Alexandre o monarca da Polónia do Congresso. A "Santa Aliança" foi proclamada, unindo as grandes potências monarquistas da Áustria, Prússia e Rússia.

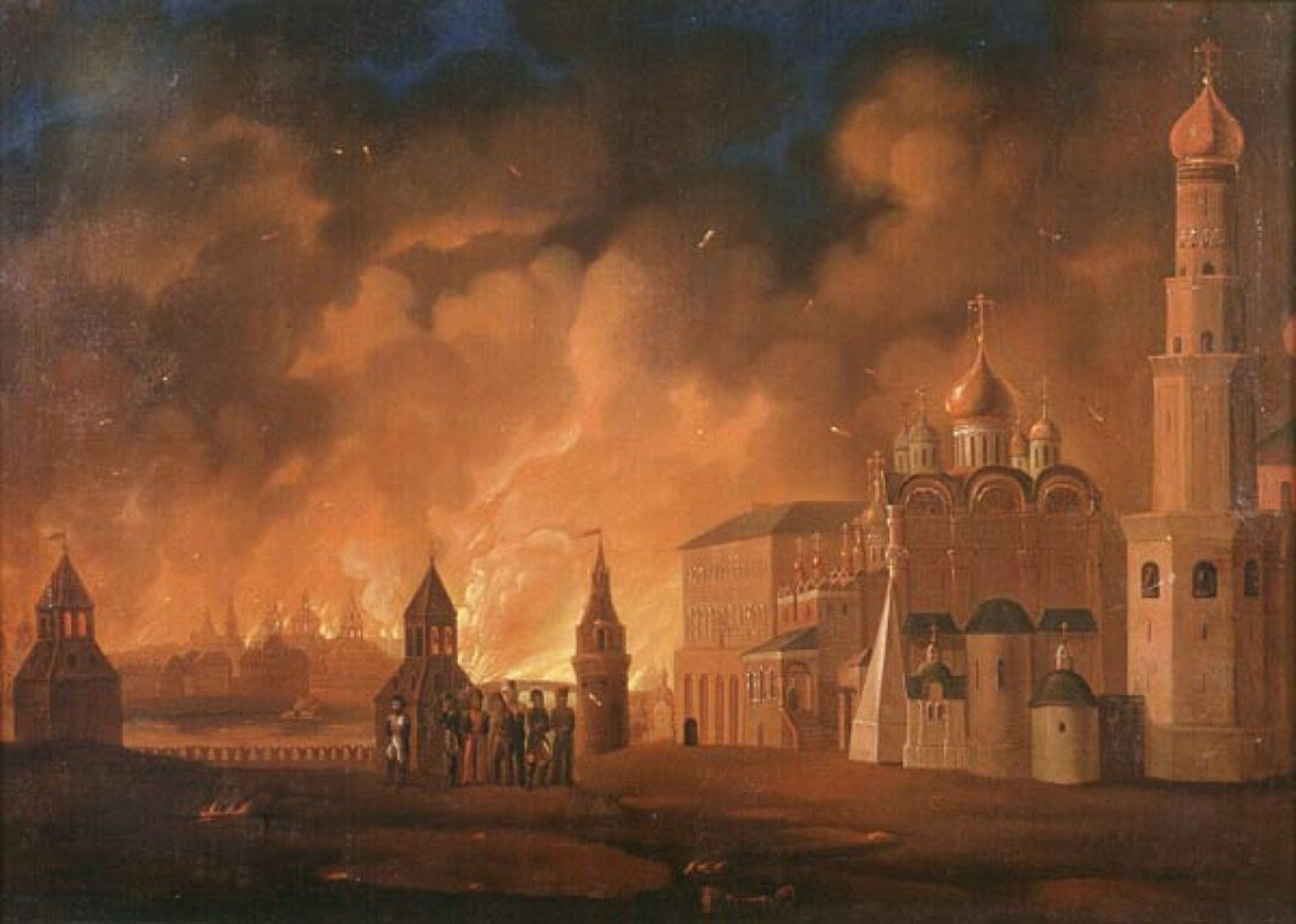
Uma pintura de 1813 retratando o Incêndio de Moscou, a Rússia queimou a cidade pouco antes de Napoleão conseguir alcançá-la e ocupá-la

Embora o Império Russo tenha desempenhado um papel político de liderança no século seguinte, graças ao seu papel na derrota da França napoleônica, sua manutenção da servidão impediu o progresso econômico em qualquer grau significativo. À medida que o crescimento econômico da Europa Ocidental acelerava durante a Revolução Industrial, a Rússia começou a ficar cada vez mais para trás, criando novas fraquezas para o império que buscava desempenhar um papel como grande potência. O status da Rússia como grande potência escondia a ineficiência de seu governo, o isolamento de seu povo e seu atraso econômico e social. Após a derrota de Napoleão, Alexandre I estava pronto para discutir reformas constitucionais, mas embora algumas tenham sido introduzidas, nenhuma mudança importante foi tentada.

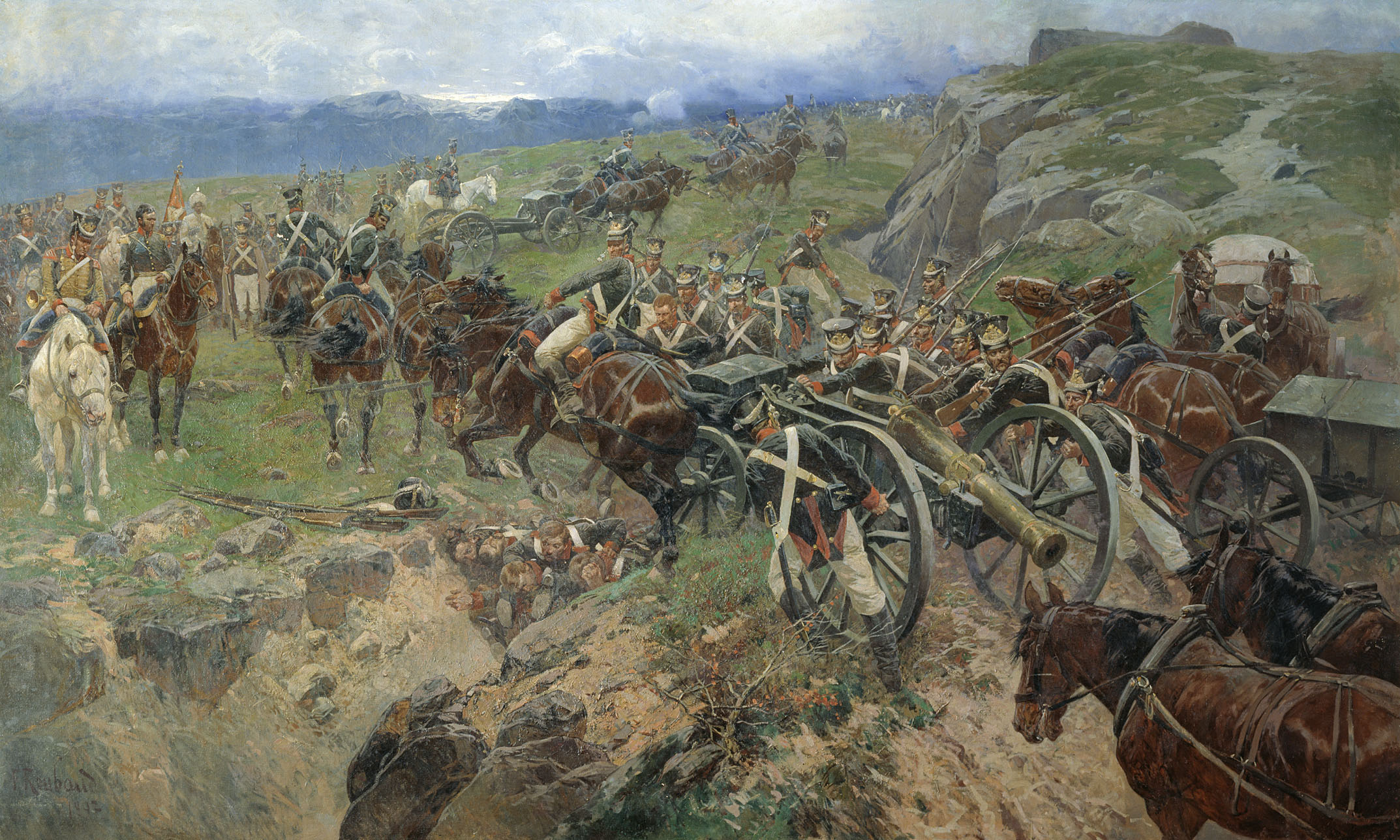
Esta pintura de 1892 imagina uma cena de tropas russas formando uma ponte com seus corpos, movendo equipamentos para se preparar para a invasão das forças persas durante a Guerra Russo-Persa (1804–1813), que ocorreu simultaneamente à invasão francesa da Rússia

O liberal Alexandre I foi substituído por seu irmão mais novo, Nicolau I (1825–1855), que no início de seu reinado foi confrontado com uma revolta. O pano de fundo dessa revolta está nas Guerras Napoleônicas, quando vários oficiais russos bem-educados viajaram pela Europa durante campanhas militares, onde sua exposição ao liberalismo da Europa Ocidental os encorajou a buscar mudanças em seu retorno à Rússia autocrática. O resultado foi a revolta dezembrista (dezembro de 1825), obra de um pequeno círculo de nobres liberais e oficiais do exército que queriam instalar o irmão de Nicolau, Constantino, como monarca constitucional. A revolta foi facilmente esmagada, mas fez com que Nicolau se afastasse do programa de modernização iniciado por Pedro, o Grande, e defendesse a doutrina da Ortodoxia, Autocracia e Nacionalidade.
Para reprimir novas revoltas, a censura foi intensificada, incluindo a vigilância constante de escolas e universidades. Os livros didáticos eram rigorosamente regulamentados pelo governo. Espiões da polícia foram colocados em todos os lugares. Sob Nicolau I, os aspirantes a revolucionários foram enviados para a Sibéria, com centenas de milhares enviados para campos de katorga. A retaliação à revolta fez do "14 de dezembro" um dia lembrado por muitos movimentos revolucionários posteriores.
A questão da direção da Rússia vem ganhando atenção desde o programa de modernização de Pedro, o Grande. Alguns eram a favor de imitar a Europa Ocidental, enquanto outros eram contra e pediam um retorno às tradições do passado. O último caminho foi defendido pelos eslavófilos, que desprezavam o Ocidente "decadente". Os eslavófilos eram opositores da burocracia, que preferiam o coletivismo da obshchina ou mir medieval russa ao individualismo do Ocidente. Doutrinas sociais mais extremas foram elaboradas por radicais russos de esquerda, como Alexander Herzen, Mikhail Bakunin e Peter Kropotkin.

#### Política externa (1800–1864)

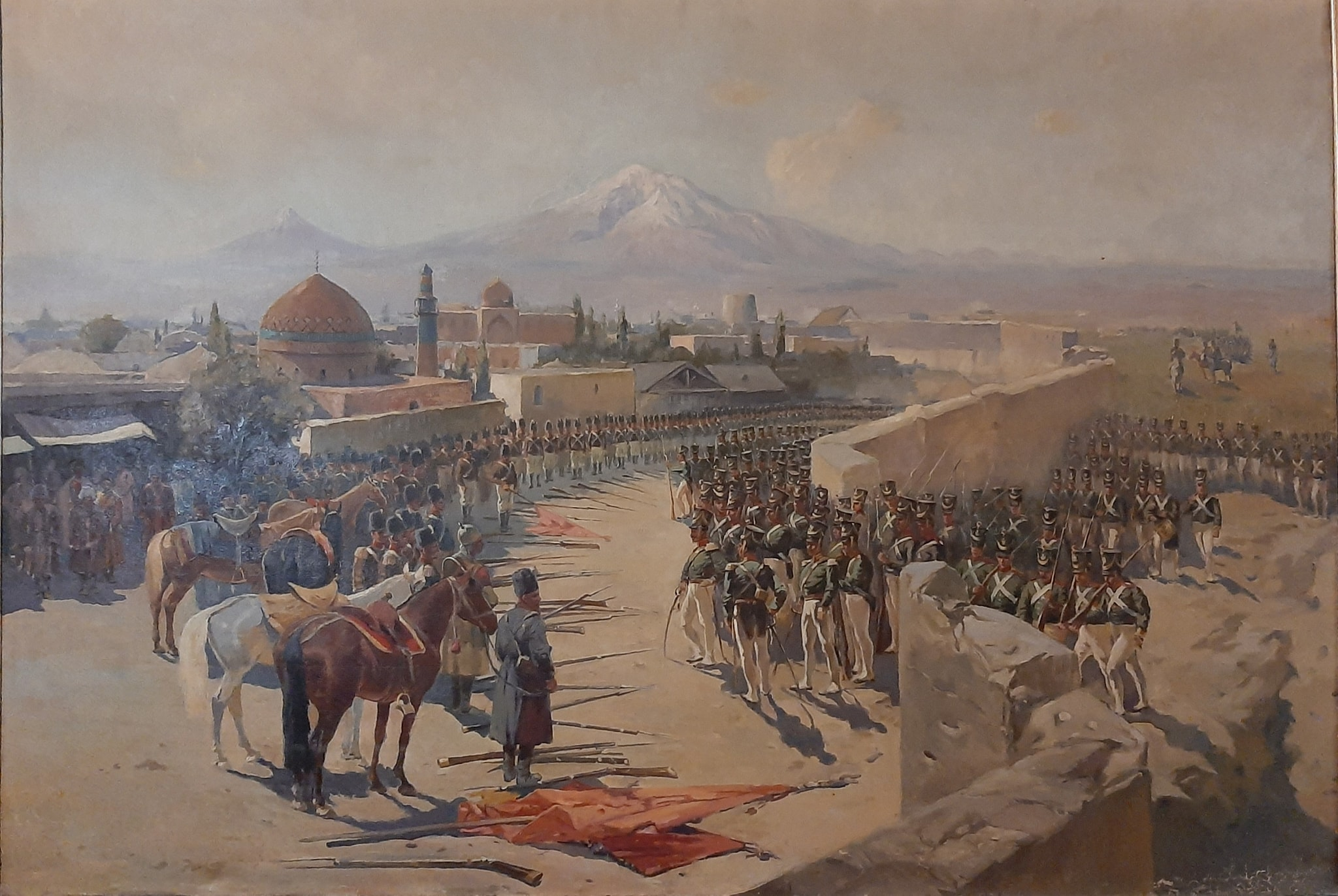
Pintura de Franz Roubaud de 1893 sobre o cerco da Fortaleza de Erivan em 1827 pelas forças russas sob a liderança de Ivan Paskevich durante a Guerra Russo-Persa (1826–1828)

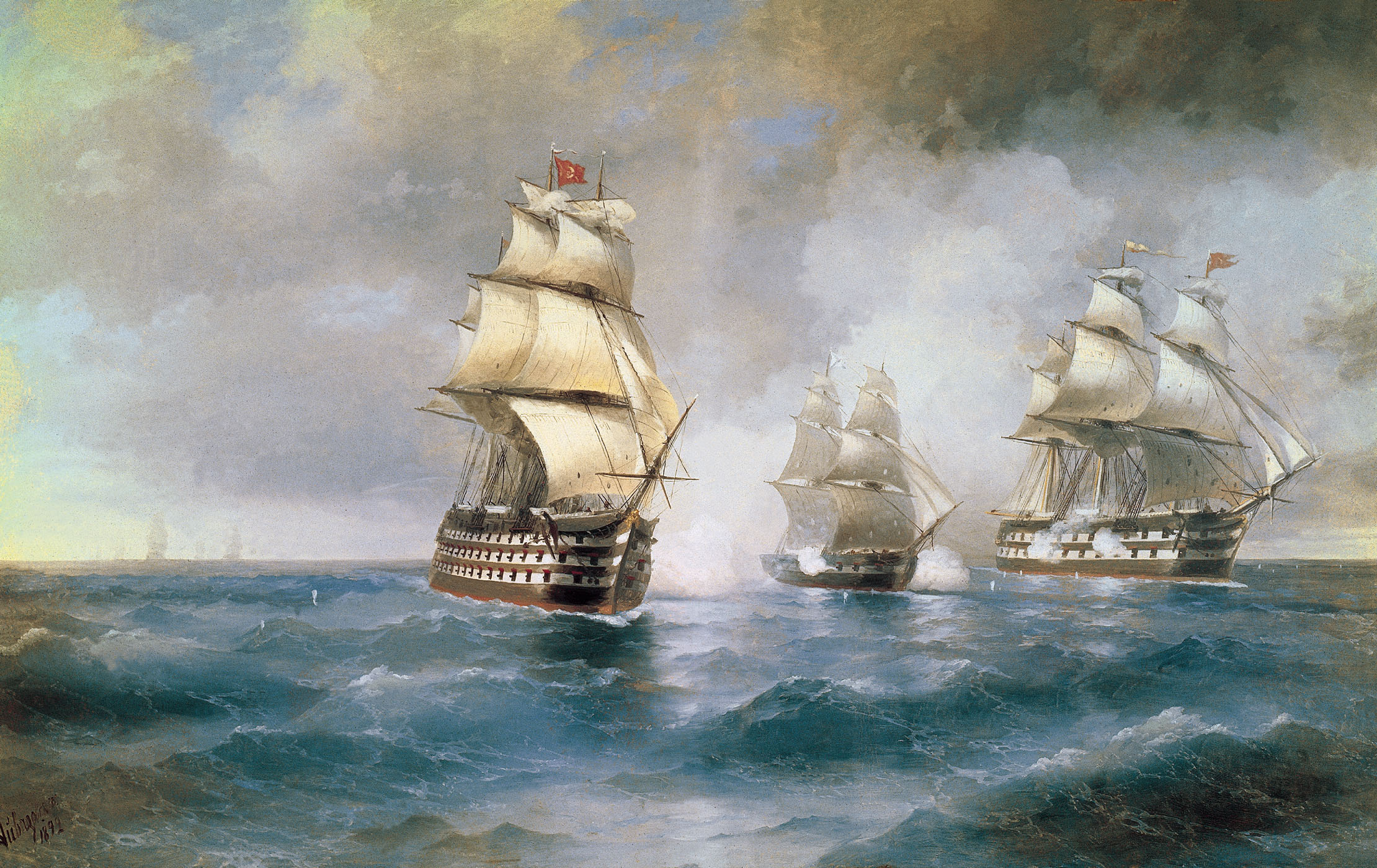
Pintura de 1892 representando o Brig "Mercury" da Marinha Imperial Russa atacado por dois navios turcos em uma cena da Guerra Russo-Turca (1828–1829), de Ivan Aivazovsky

Depois que os exércitos russos libertaram o Reino da Geórgia Oriental (aliado desde o Tratado de Georgievsk de 1783) da ocupação da dinastia Cajar em 1802, durante a Guerra Russo-Persa (1804–1813), eles entraram em conflito com a Pérsia pelo controle e consolidação da Geórgia, e também se envolveram na Guerra do Cáucaso contra o Imamato do Cáucaso. No final da guerra, a Pérsia cedeu irrevogavelmente o que é hoje o Daguestão, a Geórgia oriental e a maior parte do Azerbaijão à Rússia, ao abrigo do Tratado do Gulistão. A Rússia tentou se expandir para o sudoeste, às custas do Império Otomano, usando a Geórgia, recentemente adquirida, como base para sua frente no Cáucaso e na Anatólia. O final da década de 1820 foi um ano de sucesso militar. Apesar de perder quase todos os territórios recentemente consolidados no primeiro ano da Guerra Russo-Persa de 1826-1828, a Rússia conseguiu pôr fim à guerra favoravelmente com o Tratado de Turcamanchai, incluindo a aquisição formal do que são hoje a Arménia, o Azerbaijão e a província de Eder. Na Guerra Russo-Turca de 1828-1829, a Rússia invadiu o nordeste da Anatólia e ocupou as estratégicas cidades otomanas de Karin e Gümüşhane (Argiroupoli) e, se passando por protetora da população ortodoxa grega, recebeu amplo apoio dos gregos pônticos da região. Após uma breve ocupação, o exército imperial russo retirou-se para a Geórgia.
Os imperadores russos reprimiram duas revoltas em seus territórios poloneses recém-adquiridos: a Revolta de Novembro de 1830 e a Revolta de Janeiro de 1863. Em 1863, a autocracia russa deu aos artesãos e à pequena nobreza polaca motivos para se rebelarem, ao atacar os valores nacionais fundamentais da língua, da religião e da cultura. França, Grã-Bretanha e Áustria tentaram intervir na crise, mas não conseguiram. A imprensa russa e a propaganda estatal usaram a revolta polaca para justificar a necessidade de unidade no império. O regime semi-autónomo da Polónia do Congresso perdeu posteriormente os seus direitos políticos e judiciais distintivos, tendo a russificação sido imposta às suas escolas e tribunais. Contudo, as políticas de russificação na Polónia, na Finlândia e entre os alemães do Báltico falharam em grande parte e apenas reforçaram a oposição política.

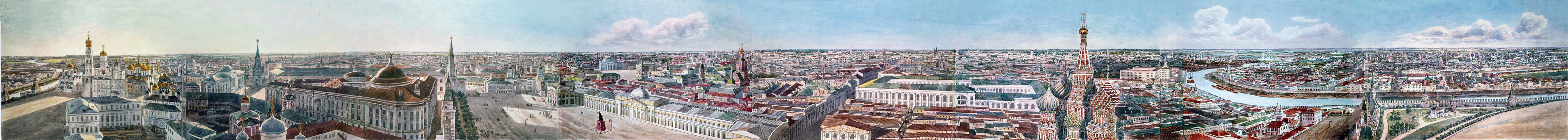
Uma vista panorâmica de Moscou a partir da Torre Spasskaya em 1819 (litografia desenhada à mão)

### Segunda metade do século XIX

O Estandarte Imperial do Czar entre 1858 e 1917. Variações anteriores da águia negra sobre fundo dourado foram usadas já na época de Pedro, o Grande

Em 1854-1855, a Rússia lutou contra a Grã-Bretanha, a França e o Império Otomano na Guerra da Crimeia, que a Rússia perdeu. A guerra foi travada principalmente na península da Crimeia e, em menor extensão, no Báltico, durante a Guerra de Åland. Por ter desempenhado um papel importante na derrota de Napoleão, a Rússia era considerada militarmente invencível, mas, diante de uma coalizão das grandes potências da Europa, os reveses sofridos em terra e no mar expuseram a fraqueza do regime do Imperador Nicolau I.

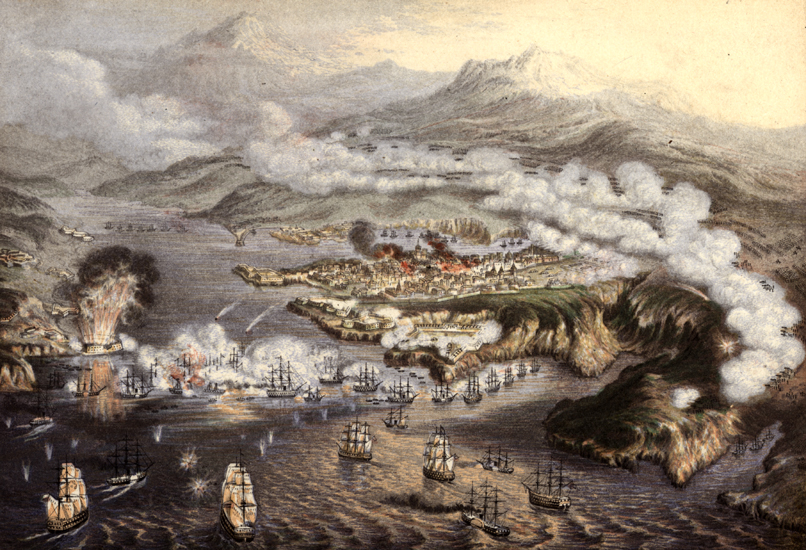
O cerco de onze meses de uma base naval russa em Sebastopol durante a Guerra da Crimeia

Quando o Imperador Alexandre II ascendeu ao trono em 1855, o desejo por reforma era generalizado. Um crescente movimento humanitário atacou a servidão como ineficiente. Em 1859, havia mais de 23 milhões de servos em condições de vida geralmente precárias. Alexandre II decidiu abolir a servidão de cima, com amplas provisões para os proprietários de terras, em vez de esperar que fosse abolida de baixo pela revolução.

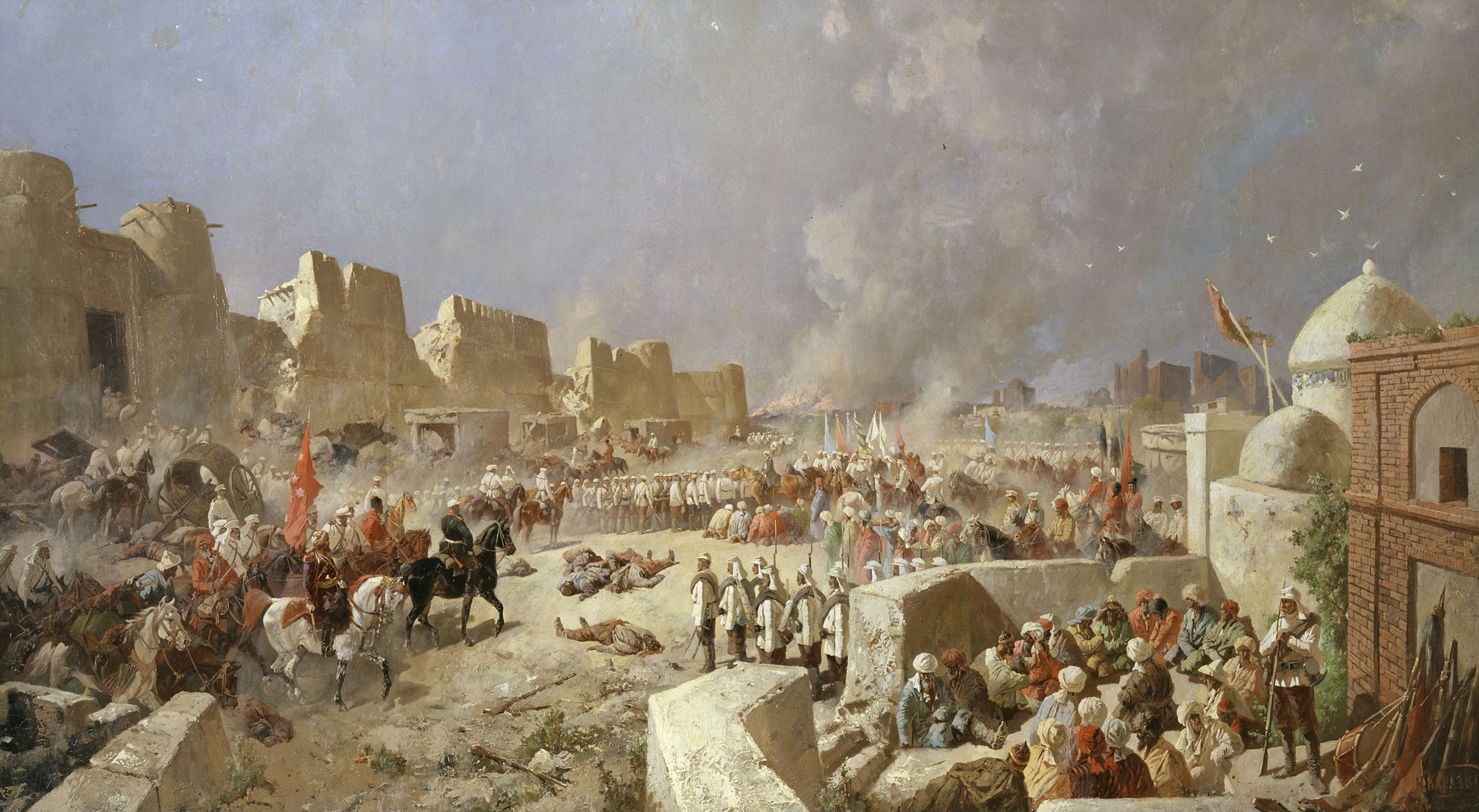
Tropas russas tomando Samarcanda (8 de junho de 1868)

A Reforma da Emancipação de 1861, que libertou os servos, foi o evento mais importante na história russa do século XIX e o início do fim do monopólio do poder da aristocracia fundiária. A década de 1860 viu novas reformas socioeconómicas para clarificar a posição do governo russo no que diz respeito aos direitos de propriedade. A emancipação trouxe um suprimento de mão de obra gratuita para as cidades, estimulando a indústria, enquanto a classe média crescia em número e influência. Entretanto, em vez de receber suas terras como um presente, os camponeses libertos tiveram que pagar um imposto especial vitalício ao governo, que por sua vez pagou aos proprietários um preço generoso pelas terras que eles haviam perdido. Em vários casos, os camponeses acabaram ficando com quantidades relativamente pequenas de terra menos produtiva. Todas as propriedades entregues aos camponeses eram de propriedade coletiva do mir, a comunidade da aldeia, que dividia a terra entre os camponeses e supervisionava as várias propriedades. Embora a servidão tenha sido abolida, sua abolição foi alcançada em termos desfavoráveis aos camponeses; assim, as tensões revolucionárias permaneceram. Os revolucionários acreditavam que os servos recentemente libertados estavam apenas a ser vendidos como escravos assalariados no início da revolução industrial, e que a burguesia urbana tinha efectivamente substituído os proprietários de terras.

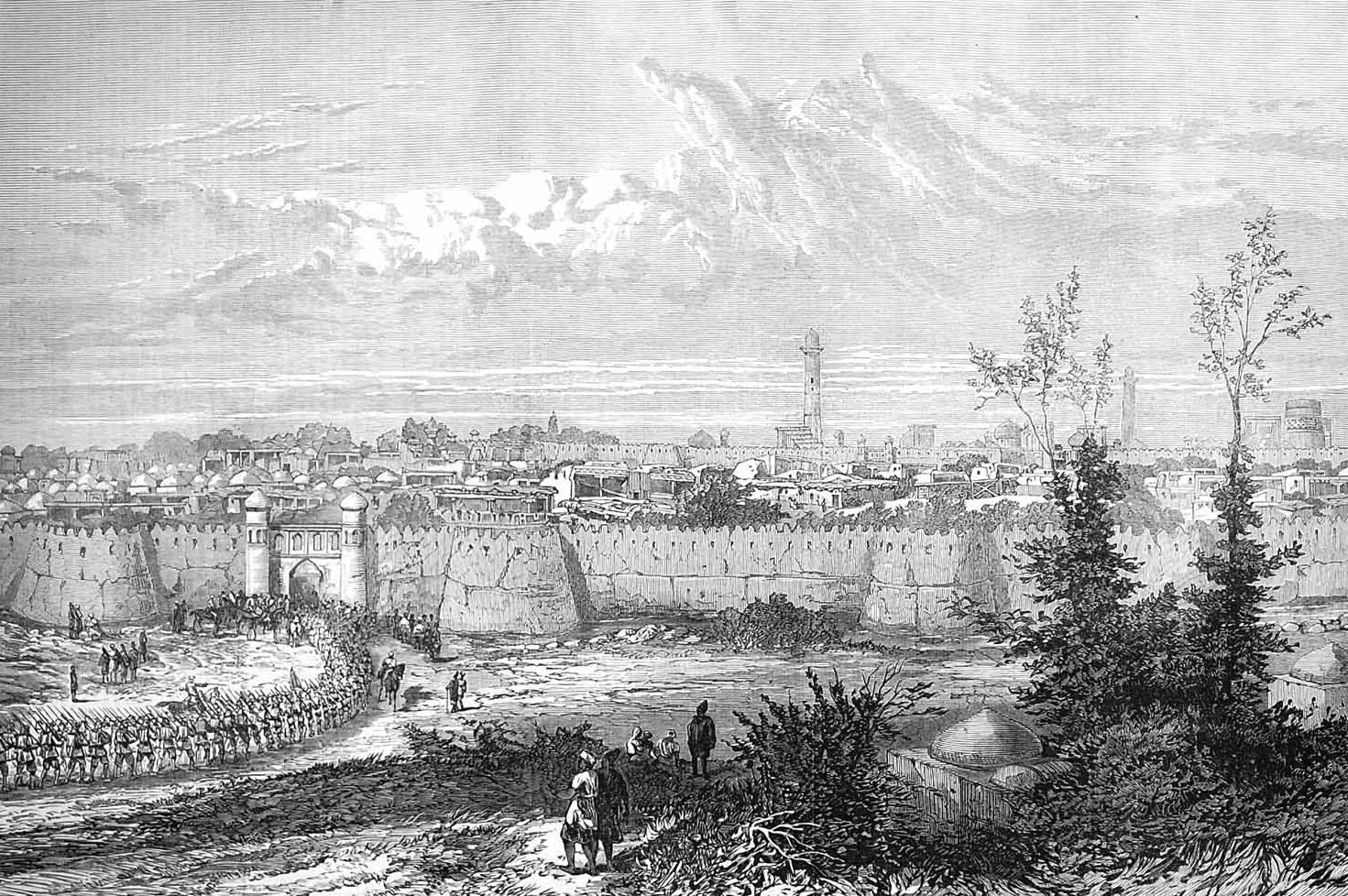
Tropas russas entrando em Quiva em 1873

Buscando mais territórios, a Rússia obteve Priamurye (Manchúria Exterior) da enfraquecida China Qing liderada pelos Manchus, que havia sido ocupada lutando contra a Rebelião Taiping. Em 1858, o Tratado de Aigun cedeu grande parte da terra natal Manchu ao Império Russo e, em 1860, o Tratado de Pequim também cedeu o moderno Krai de Primorsky, que forneceu a terra para o estabelecimento do posto avançado do futuro Vladivostok. Entretanto, a Rússia sob Alexandre II decidiu vender o que considerava a indefensável América Russa aos Estados Unidos por 11 milhões de rublos (7,2 milhões de dólares) em 1867 ao governo americano de Lincoln na Compra do Alasca. Inicialmente, muitos americanos consideraram este território recém-conquistado como um deserto e inútil, e viram o governo desperdiçando dinheiro, pelo que a transação foi por vezes chamada de "Loucura de Seward" pelo Secretário de Estado homónimo William H. Seward, que intermediou o acordo, mas mais tarde, muito ouro e petróleo foram descobertos.

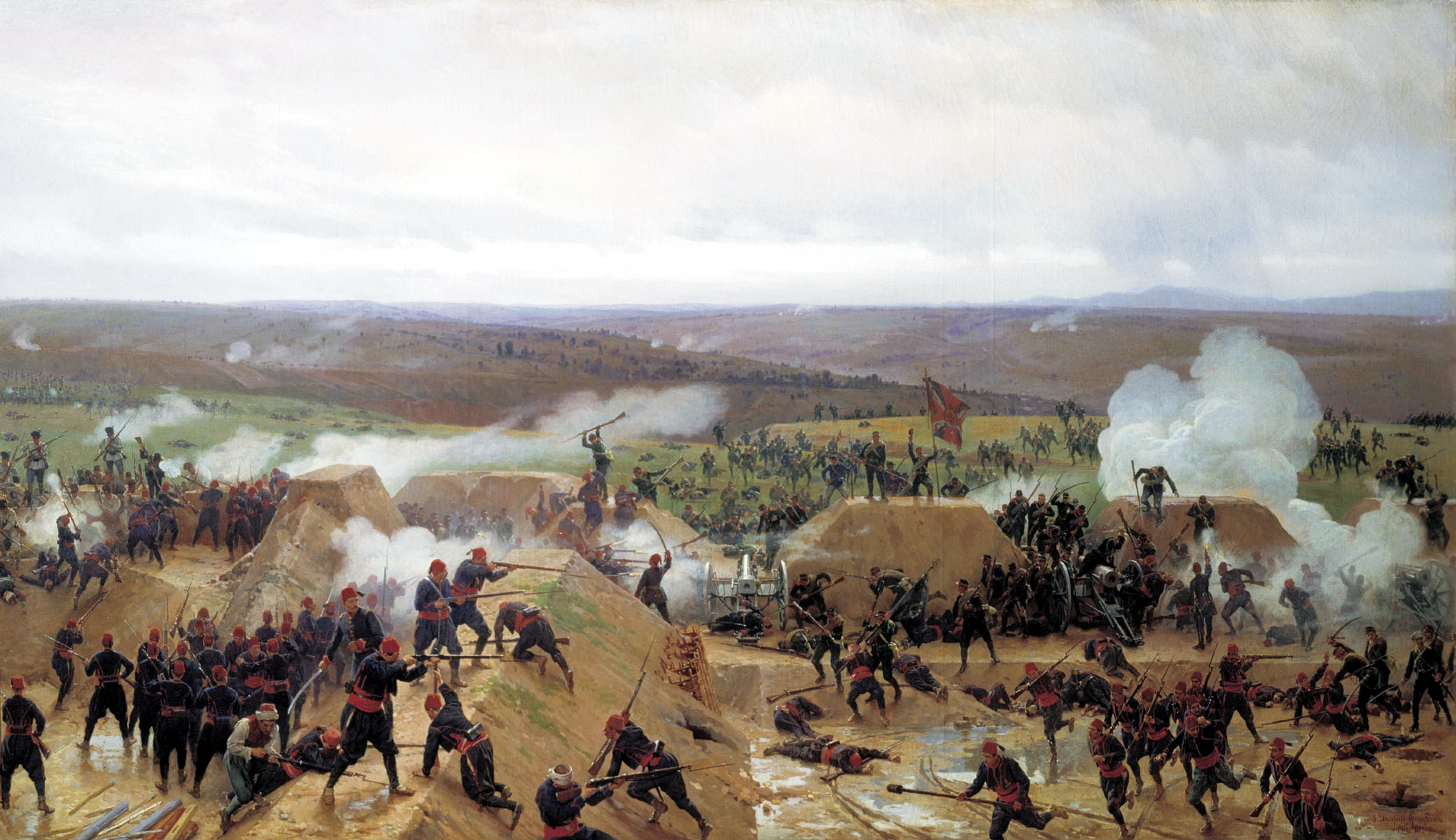
Captura do reduto turco otomano durante o cerco de Pleven (1877)

No final da década de 1870, a Rússia e o Império Otomano entraram em confronto novamente nos Bálcãs. De 1875 a 1877, a crise dos Balcãs intensificou-se, com rebeliões contra o domínio otomano por parte de várias nacionalidades eslavas,  que os turcos otomanos dominavam desde o século XV. Isso foi visto como um risco político na Rússia, que também reprimiu seus muçulmanos na Ásia Central e no Cáucaso. A opinião nacionalista russa se tornou um importante fator doméstico com seu apoio à libertação dos cristãos balcânicos do domínio otomano e à independência da Bulgária e da Sérvia. No início de 1877, a Rússia interveio em nome das forças voluntárias sérvias e russas,  levando à Guerra Russo-Turca (1877-78). Em um ano, as tropas russas estavam se aproximando de Constantinopla e os otomanos se renderam. Os diplomatas e generais nacionalistas da Rússia persuadiram Alexandre II a forçar os otomanos a assinar o Tratado de San Stefano em março de 1878, criando uma Bulgária alargada e independente que se estendia até aos Balcãs do sudoeste. Quando a Grã-Bretanha ameaçou declarar guerra por causa dos termos do tratado, uma Rússia exausta recuou. No Congresso de Berlim, em julho de 1878, a Rússia concordou com a criação de uma Bulgária menor e de uma Rumélia Oriental, como um estado vassalo e um principado autônomo dentro do Império Otomano, respectivamente.  Como resultado, os pan-eslavistas ficaram com um legado de amargura contra a Áustria-Hungria e a Alemanha por não apoiarem a Rússia. A decepção com os resultados da guerra estimulou tensões revolucionárias e ajudou a Sérvia, a Roménia e o Montenegro a ganharem a independência e a fortalecerem-se contra os otomanos.

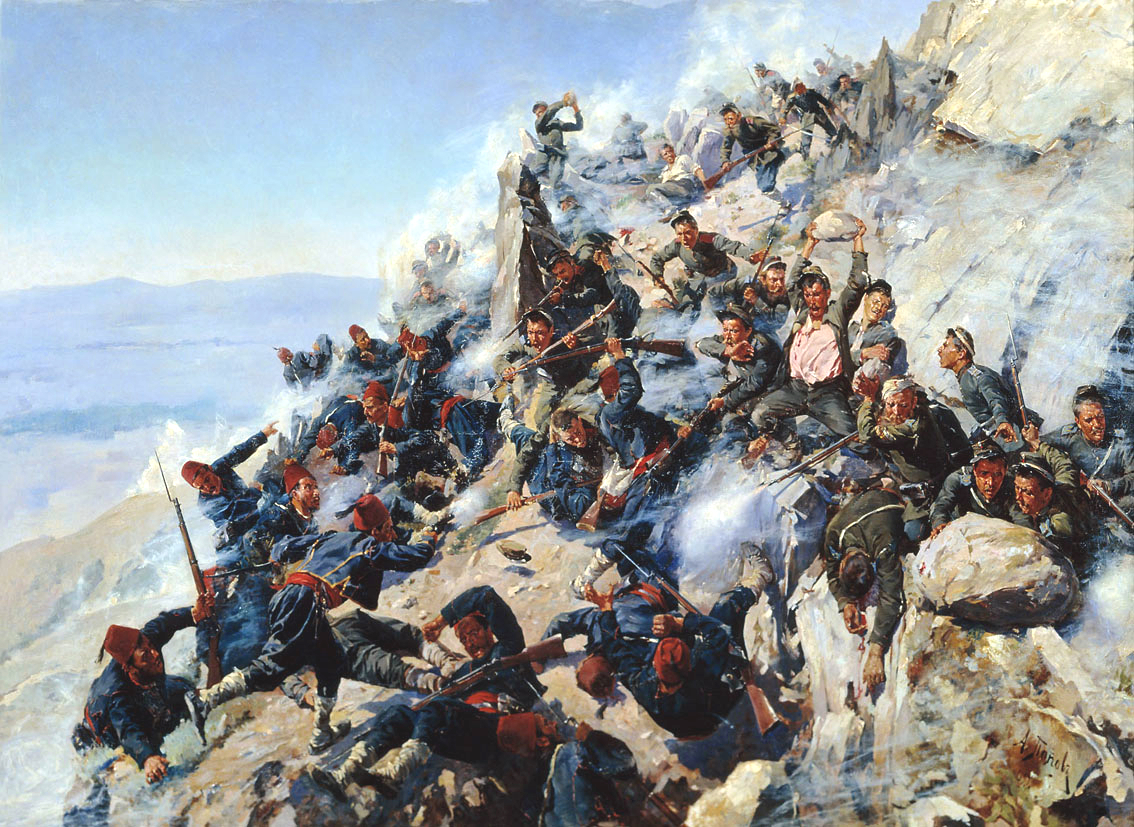
Tropas russas lutando contra tropas otomanas na Batalha do Passo de Shipka (1877)

Outro resultado significativo da guerra foi a aquisição dos otomanos das províncias de Batumi, Ardacane e Carse na Transcaucásia, que foram transformadas nas regiões administradas militarmente de Oblast de Batum e Oblast de Carse. Para substituir os refugiados muçulmanos que haviam fugido pela nova fronteira para o território otomano, as autoridades russas estabeleceram um grande número de cristãos de comunidades etnicamente diversas no Oblast de Carse, particularmente georgianos, gregos do Cáucaso e armênios, cada um dos quais esperava obter proteção e promover suas próprias ambições regionais.

#### Alexandre III
Em 1881, Alexandre II foi assassinado pela Narodnaia Volia, uma organização terrorista niilista. O trono passou para Alexandre III (1881–1894), um reacionário que reviveu a máxima de "Ortodoxia, Autocracia e Nacionalidade" de Nicolau I. Um eslavófilo convicto, Alexandre III acreditava que a Rússia só poderia ser salva da turbulência se se isolasse das influências subversivas da Europa Ocidental. Durante seu reinado, a Rússia formou a Aliança Franco-Russa para conter o crescente poder da Alemanha; completou a conquista da Ásia Central ; e exigiu importantes concessões territoriais e comerciais da China. O conselheiro mais influente do imperador foi Konstantin Pobedonostsev, tutor de Alexandre III e seu filho Nicolau, e procurador do Santo Sínodo de 1880 a 1895. Pobedonostsev ensinou seus alunos imperiais a temer a liberdade de expressão e a imprensa, bem como a não gostar da democracia, das constituições e do sistema parlamentar. Sob Pobedonostsev, os revolucionários foram perseguidos — pela polícia secreta imperial, com milhares de pessoas sendo exiladas na Sibéria — e uma política de russificação foi levada a cabo em todo o império.

#### Política externa (1864–1907)
A Rússia teve pouca dificuldade em expandir-se para o sul, incluindo a conquista do Turquestão, até que a Grã-Bretanha ficou alarmada quando a Rússia ameaçou o Afeganistão, com a ameaça implícita à Índia; e décadas de manobras diplomáticas resultaram, chamadas de Grande Jogo. Considera-se que a rivalidade entre os dois impérios incluía territórios distantes, como a Mongólia Exterior e o Tibete. As manobras terminaram em grande parte com a Convenção Anglo-Russa de 1907.
A expansão para vastas extensões da Sibéria foi lenta e cara, mas finalmente se tornou possível com a construção da Ferrovia Transiberiana, de 1890 a 1904. Isso abriu o Leste Asiático; e os interesses russos se concentraram na Mongólia, Manchúria e Coreia. A China estava fraca demais para resistir e foi cada vez mais atraída para a esfera russa. A Rússia obteve portos de tratados como Dalian / Port Arthur. Em 1900, o Império Russo invadiu a Manchúria como parte da intervenção da Aliança das Oito Nações contra a Rebelião dos Boxers. O Japão se opôs fortemente à expansão russa e derrotou a Rússia na Guerra Russo-Japonesa de 1904-1905. O Japão assumiu o controlo da Coreia e a Manchúria continuou a ser uma área disputada.
Enquanto isso, a França, buscando aliados contra a Alemanha depois de 1871, formou uma aliança militar em 1894, com empréstimos em larga escala à Rússia, vendas de armas e navios de guerra, além de apoio diplomático. Depois que o Afeganistão foi informalmente dividido pela Convenção Anglo-Russa em 1907, a Grã-Bretanha, a França e a Rússia se aproximaram cada vez mais em oposição à Alemanha e à Áustria-Hungria. Os três mais tarde formariam a aliança Tríplice Entente na Primeira Guerra Mundial.

### Início do século XX

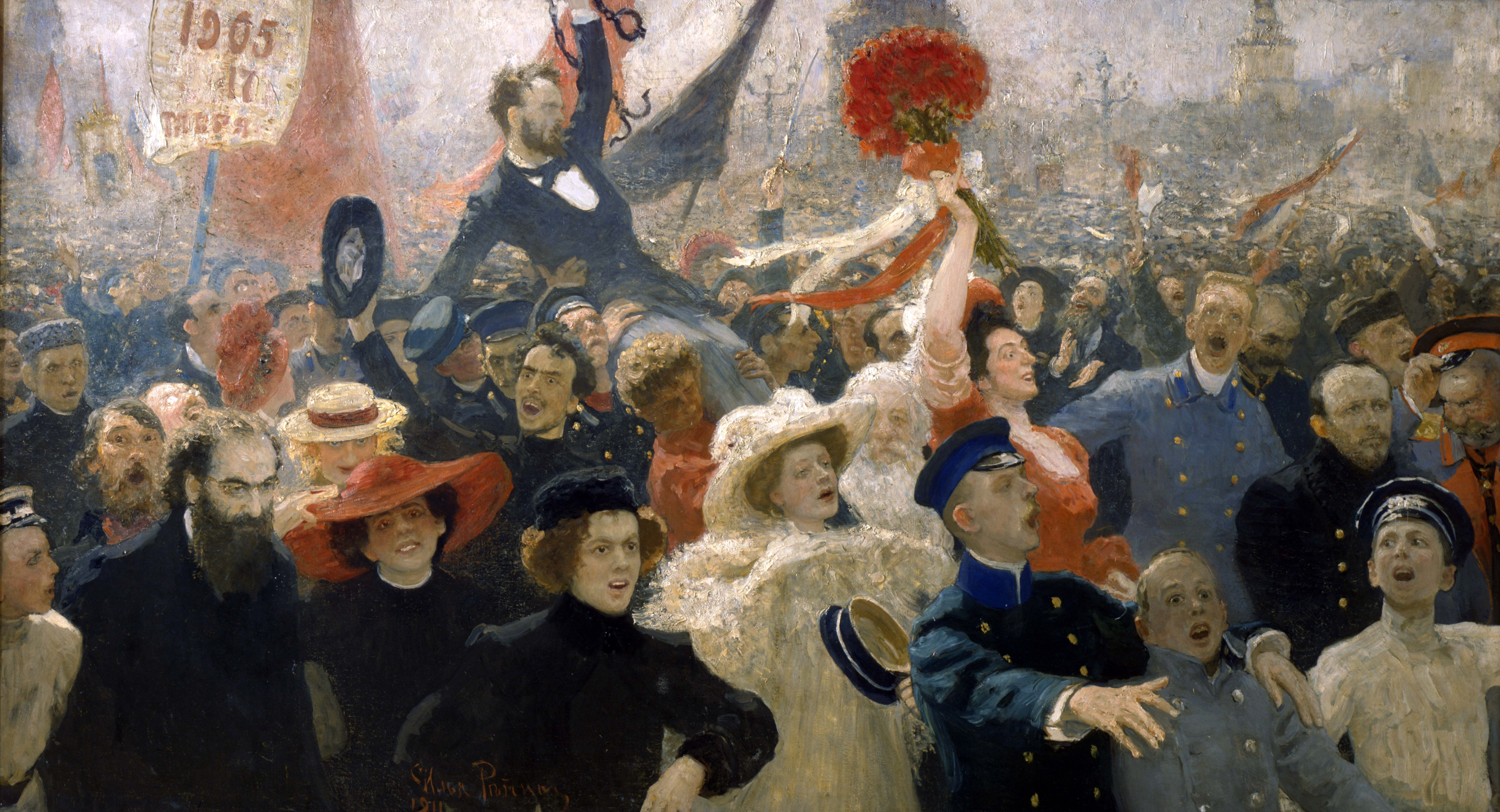
Uma cena da Primeira Revolução Russa, por Ilya Repin

Em 1894, Alexandre III foi sucedido por seu filho, Nicolau II, que estava comprometido em manter a autocracia que seu pai lhe havia deixado. Nicolau II provou ser um governante ineficaz e, no final, sua dinastia foi derrubada pela Revolução Russa. A Revolução Industrial começou a mostrar influência significativa na Rússia, mas o país permaneceu rural e pobre.
As condições econômicas melhoraram gradualmente depois de 1890, graças a novas safras, como beterraba, e ao novo acesso ao transporte ferroviário. A produção total de grãos aumentou, assim como as exportações, mesmo com o aumento da demanda interna devido ao crescimento populacional. Como resultado, houve uma lenta melhora nos padrões de vida dos camponeses russos nas duas últimas décadas do império antes de 1914. Pesquisas recentes sobre a estatura física dos recrutas do Exército mostram que eles eram maiores e mais fortes. Houve variações regionais, com mais pobreza na região central densamente povoada da terra preta; e houve recessões temporárias em 1891-93 e 1905-1908.
No final do século XIX, o Império Russo dominava sua extensão territorial, cobrindo uma superfície de 22.800.000 km2, tornando-se o terceiro maior império do mundo.
Na direita política, os elementos reacionários da aristocracia favoreciam fortemente os grandes proprietários de terras, que, no entanto, estavam lentamente vendendo suas terras aos camponeses por meio do Banco de Terras dos Camponeses. O partido Outubrista era uma força conservadora, com uma base de proprietários de terras e empresários. Eles aceitaram a reforma agrária, mas insistiram que os proprietários fossem integralmente pagos. Eles eram a favor de reformas de longo alcance e esperavam que a classe dos proprietários de terras desaparecesse, ao mesmo tempo em que concordavam que deveriam ser pagos por suas terras. Elementos liberais entre os capitalistas industriais e a nobreza, que acreditavam numa reforma social pacífica e numa monarquia constitucional, formaram o Partido Democrático Constitucional ou Cadetes.
À esquerda, os Socialistas Revolucionários (SRs) e os Social-democratas Marxistas queriam expropriar a terra, sem pagamento, mas debatiam se deveriam distribuir a terra entre os camponeses (a solução Narodnik), ou colocá-la em propriedade local coletiva. Os socialistas revolucionários também diferiam dos social-democratas no sentido em que os SR acreditavam que uma revolução deveria depender dos trabalhadores urbanos e não do campesinato.
Em 1903, no 2º Congresso do Partido Trabalhista Social-Democrata Russo, em Londres, o partido se dividiu em duas alas: os mencheviques gradualistas e os bolcheviques mais radicais. Os mencheviques acreditavam que a classe trabalhadora russa não estava suficientemente desenvolvida e que o socialismo só poderia ser alcançado após um período de governo democrático burguês. Eles, portanto, tendiam a se aliar às forças do liberalismo burguês. Os bolcheviques, sob Vladimir Lenin, apoiaram a ideia de formar uma pequena elite de revolucionários profissionais, sujeitos a uma forte disciplina partidária, para agirem como vanguarda do proletariado, a fim de tomar o poder pela força.

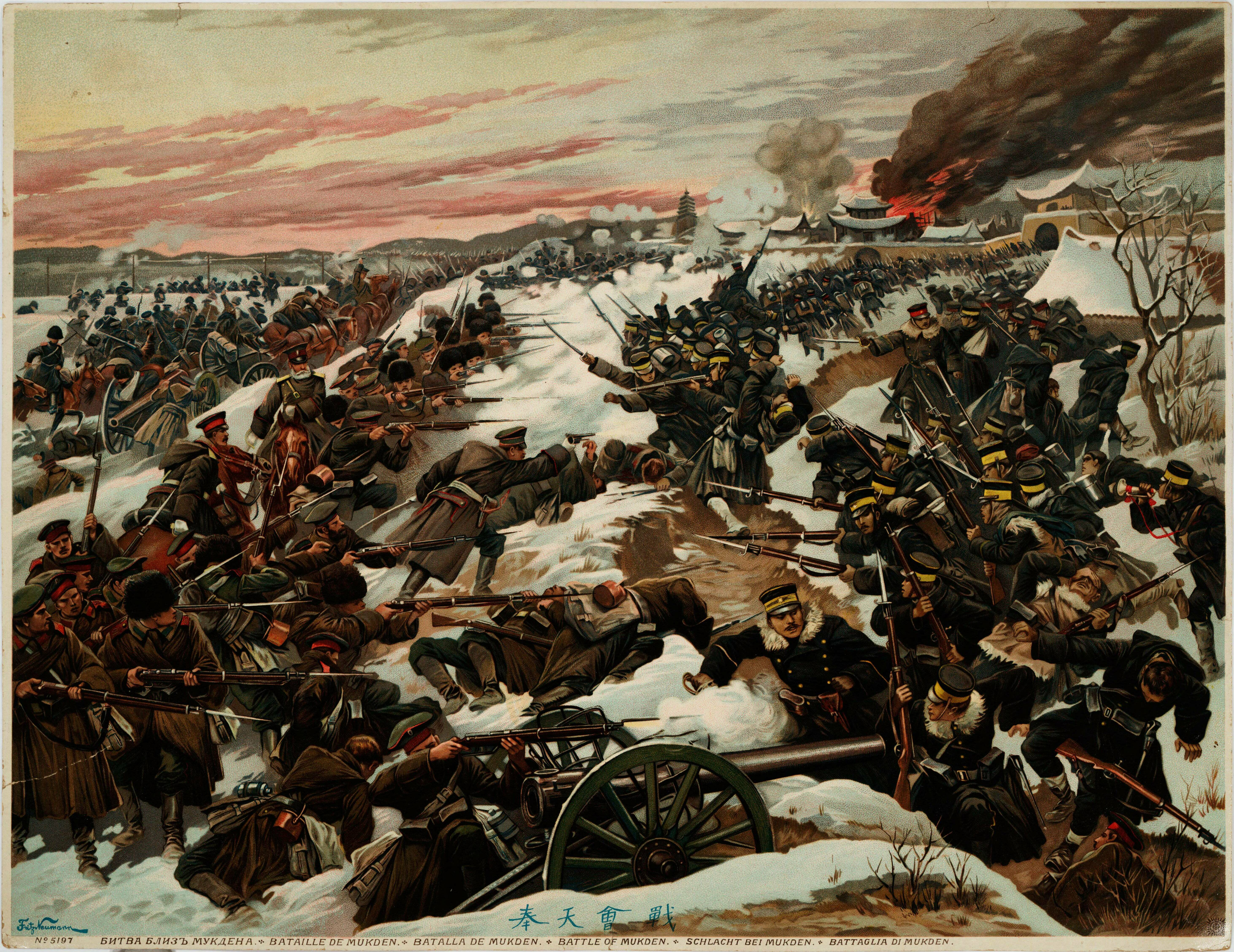
Soldados russos em combate contra japoneses em Mukden (dentro da China), durante a Guerra Russo-Japonesa (1904–1905)

A derrota na Guerra Russo-Japonesa (1904-1905) foi um grande golpe para o regime czarista e aumentou ainda mais o potencial de agitação. Em janeiro de 1905, ocorreu um incidente conhecido como "Domingo Sangrento", quando o padre Georgy Gapon liderou uma enorme multidão ao Palácio de Inverno em São Petersburgo para apresentar uma petição ao imperador. Quando a procissão chegou ao palácio, os soldados abriram fogo contra a multidão, matando centenas. As massas russas ficaram tão furiosas com o massacre que uma greve geral foi declarada, exigindo uma república democrática. Isto marcou o início da Revolução de 1905. Os sovietes (conselhos de trabalhadores) surgiram na maioria das cidades para dirigir a atividade revolucionária. A Rússia estava paralisada e o governo estava desesperado.
Em outubro de 1905, Nicolau emitiu relutantemente o Manifesto de Outubro, que admitia que a criação de uma Duma (legislatura) nacional fosse convocada sem demora. O direito de voto foi estendido e nenhuma lei se tornaria definitiva sem a confirmação da Duma. Os grupos moderados ficaram satisfeitos, mas os socialistas rejeitaram as concessões por considerá-las insuficientes e tentaram organizar novas greves. No final de 1905, houve desunião entre os reformadores, e a posição do imperador foi fortalecida, permitindo-lhe reverter algumas das concessões com a nova Constituição Russa de 1906.

### Guerra, revolução e colapso

#### Origens das causas
A Rússia, juntamente com a França e a Grã-Bretanha, foi membro da Entente antes da Primeira Guerra Mundial; essas três potências foram formadas em resposta à Tríplice Aliança rival da Alemanha, composta por ela própria, Áustria-Hungria e Itália. Anteriormente, São Petersburgo e Paris, juntamente com Londres, foram beligerantes na Guerra da Crimeia . As relações com a Grã-Bretanha estavam em inquietação desde o Grande Jogo na Ásia Central até a Convenção Anglo-Russa de 1907, quando ambos concordaram em resolver suas diferenças e se uniram para se opor à nova potência emergente da Alemanha. As relações entre a Rússia e a França permaneceram isoladas antes da década de 1890, quando ambos os lados concordaram em se aliar quando a paz foi ameaçada. A França também concedeu empréstimos para a construção de infra-estruturas, especialmente ferroviárias.
As relações entre a Rússia e a Tríplice Aliança, especialmente a Alemanha e a Áustria, eram semelhantes às da Liga dos Três Imperadores. As relações da Rússia com a Alemanha estavam a deteriorar-se,  e as tensões sobre a questão oriental tinham atingido um ponto de ruptura com a Áustria-Hungria. A crise da Bósnia de 1908 quase levou à guerra e em 1912-13 as relações entre São Petersburgo e Viena foram tensas durante as Guerras dos Balcãs.
O assassinato do herdeiro austro-húngaro, o arquiduque Francisco Fernando, aumentou as tensões na Europa, o que levou ao confronto entre a Áustria e a Rússia. A Sérvia rejeitou um ultimato austríaco que exigia uma obrigação pela morte do herdeiro, e a Áustria-Hungria cortou todos os laços diplomáticos e declarou guerra em 28 de julho de 1914. A Rússia apoiou a Sérvia porque era um estado eslavo e, dois dias depois, o Imperador Nicolau II ordenou uma mobilização para tentar forçar a Áustria-Hungria a recuar.

#### Declaração de guerra

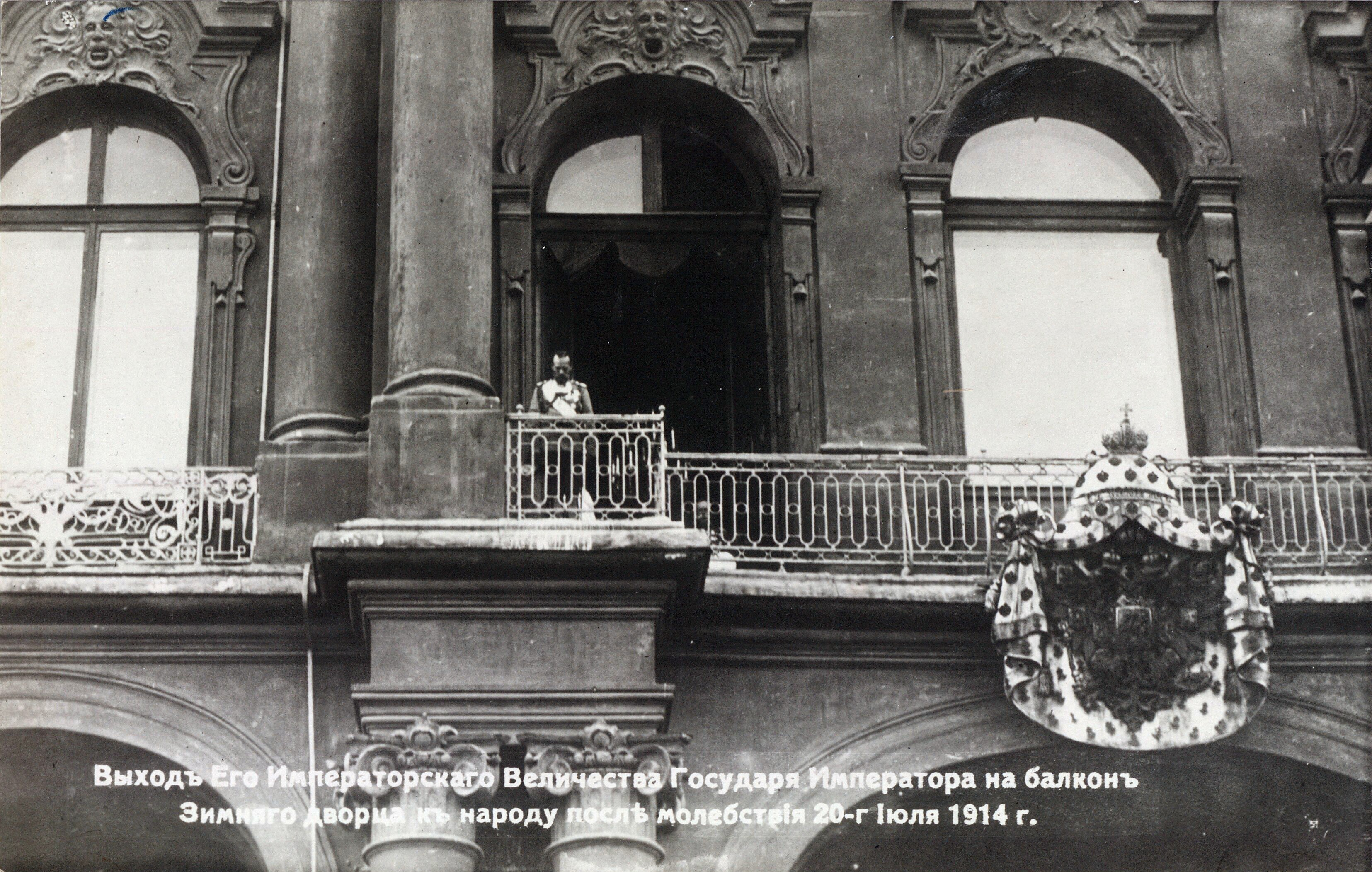
O imperador russo Nicolau II declarou guerra à Alemanha, na sacada do Palácio de Inverno, em 2 de agosto de 1914

Como resultado da declaração de guerra de Viena à Sérvia, Nicolau II ordenou a mobilização de 4,9 milhões de homens. A Alemanha, aliada da Áustria-Hungria, viu o apelo às armas como uma ameaça; quando a Rússia reuniu as suas tropas, a Alemanha afirmou o estado de "perigo iminente de guerra", seguido da declaração de guerra em 1 de agosto de 1914. Os russos estavam imbuídos de seriedade patriótica e sentimento germanofóbico, incluindo o nome da capital, São Petersburgo, que soava muito alemão para o bem das palavras Sankt- e -burg; e foi renomeado Petrogrado.
A entrada da Rússia na Primeira Guerra Mundial foi seguida pela França, que estava aliada à Rússia desde 1892, temendo a ascensão da Alemanha como a nova potência. O Estado-Maior Alemão concebeu, portanto, o Plano Schlieffen, que primeiro eliminou a França através da Bélgica não alinhada antes de se deslocar para leste para atacar a Rússia, cujo enorme exército era muito mais lento a mobilizar.

#### Teatros de operações

##### Frente alemã

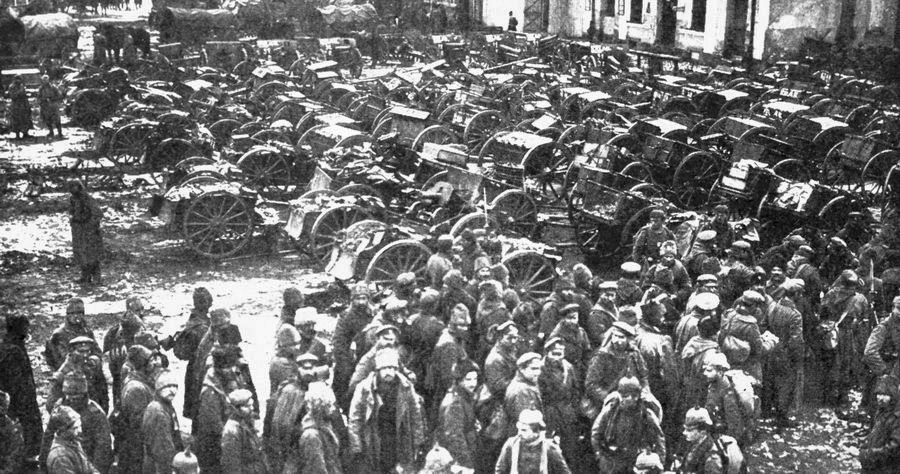
Prisioneiros de guerra russos e equipamentos que foram capturados pela Alemanha após a Batalha de Tannenberg, um grande desastre para a Rússia

Em agosto de 1914, a Rússia invadiu com velocidade inesperada a província alemã da Prússia Oriental, terminando com uma derrota humilhante em Tannenberg, devido a uma mensagem enviada sem fiação e codificação, causando a destruição de todo o segundo exército. A Rússia sofreu uma derrota maciça nos Lagos Masurianos duas vezes, a primeira terminando com cem mil baixas;  e a segunda sofrendo 200.000. Em outubro, o Nono Exército alemão estava perto de Varsóvia, e o recém-formado Décimo Exército havia recuado da fronteira na Prússia Oriental. OGrão-Duque Nicolau, o comandante-chefe russo, tinha agora a ordem de invadir a Silésia com os seus Quinto, Quarto e Nono exércitos. O Nono Exército, liderado por Mackensen, recuou da linha de frente na Galícia e se concentrou entre as cidades de Posen e Thorn. O avanço ocorreu em 11 de novembro contra o flanco direito e a retaguarda do exército principal; o Primeiro e o Segundo exércitos foram severamente atacados, e o Segundo exército foi quase cercado em Łódź em 17 de novembro.
As tropas russas exaustas começaram a retirar-se da Polônia controlada pelos russos, permitindo aos alemães capturar muitas cidades, incluindo a capital do reino, Varsóvia, em 5 de agosto de 1915. No mesmo mês, o imperador demitiu o Grão-Duque Nicolau e assumiu o comando pessoal; este foi um ponto de viragem para o exército russo e o início do pior desastre. Os alemães continuaram a avançar na frente até serem detidos na linha de Riga a Tarnopol. A Rússia perdeu todo o território da Polónia e da Lituânia, parte dos estados bálticos e de Grodno, e parte da Volínia e da Podólia na Ucrânia; a partir daí, a frente com a Alemanha manteve-se estável até 1917.

##### Frente austríaca
A Áustria-Hungria entrou em guerra com a Rússia em 6 de agosto. Os russos começaram a invadir a Galícia, ocupada pela Cisleitânia austríaca em 20 de agosto, e aniquilaram o exército austro-húngaro em Lemberg, levando à ocupação da Galícia. Enquanto a Fortaleza de Przemyśl estava sitiada, a primeira tentativa de captura da fortaleza falhou, mas a segunda tentativa tomou o reduto em março de 1915. Em 2 de maio, o exército russo foi derrotado por forças conjuntas austro-alemãs, recuando da linha de Gorlice para Tarnów e perdendo Przemyśl.
Em 4 de junho de 1916, o general Aleksei Brusilov realizou uma ofensiva visando Kovel. Sua ofensiva foi um grande sucesso, fazendo 76.000 prisioneiros no ataque principal e 1.500 na cabeça de ponte austríaca. Mas a ofensiva foi interrompida pela falta de munições e de suprimentos. A ofensiva homônima foi o ataque aliado mais bem-sucedido da Primeira Guerra Mundial,  destruindo praticamente o exército austro-húngaro como uma força independente, mas o massacre de muitas baixas (aproximadamente um milhão de homens) forçou as forças russas a não se reconstruir ou lançar mais ataques.

##### Frente turca
Em 29 de outubro de 1914, um prelúdio à frente russo-turca, a frota turca, com apoio alemão, começou a atacar cidades costeiras russas em Odessa, Sebastopol, Novorossiysk, Feodosia, Kerch e Yalta  Isso levou a Rússia a declarar guerra ao Império Otomano em 2 de novembro. Ao longo da guerra, o Estado-Maior Russo viu o Cáucaso como um teatro secundário e priorizou tropas para outras regiões. Os russos, liderados pelo general alemão do Báltico Georgy Bergmann, abriram a frente cruzando a fronteira, mas não conseguiram capturar Köprüköy. Em dezembro de 1914, a Rússia obteve sucesso em Sarecamixe, onde o general russo Nikolai Yudenich derrotou Enver Paxá. Yudenich capturou Köprüköy em janeiro de 1916 e capturou Erzurum cerca de um mês depois, em fevereiro.
A Frota do Mar Negro da Marinha Russa estava na defensiva em 1914, mas isso mudou na primavera de 1915, quando o alto comando ordenou que a frota atacasse a costa turca para ajudar os desembarques da Entente Ocidental em Galípoli. Os ataques navais russos não fizeram nenhuma diferença na campanha de Galípoli, mas foram muito bem-sucedidos em interromper os embarques de carvão para Constantinopla vindos de outras partes da Anatólia. A escassez de carvão causada pelos ataques de submarinos e contratorpedeiros russos ameaçou a participação contínua do Império Otomano na guerra. Depois da Bulgária ter entrado na guerra e da Sérvia ter caído, esta escassez foi parcialmente compensada pelos embarques terrestres de carvão da Alemanha. Em 1916, a frota concentrou-se em auxiliar as operações terrestres no Cáucaso.

#### Problemas no império

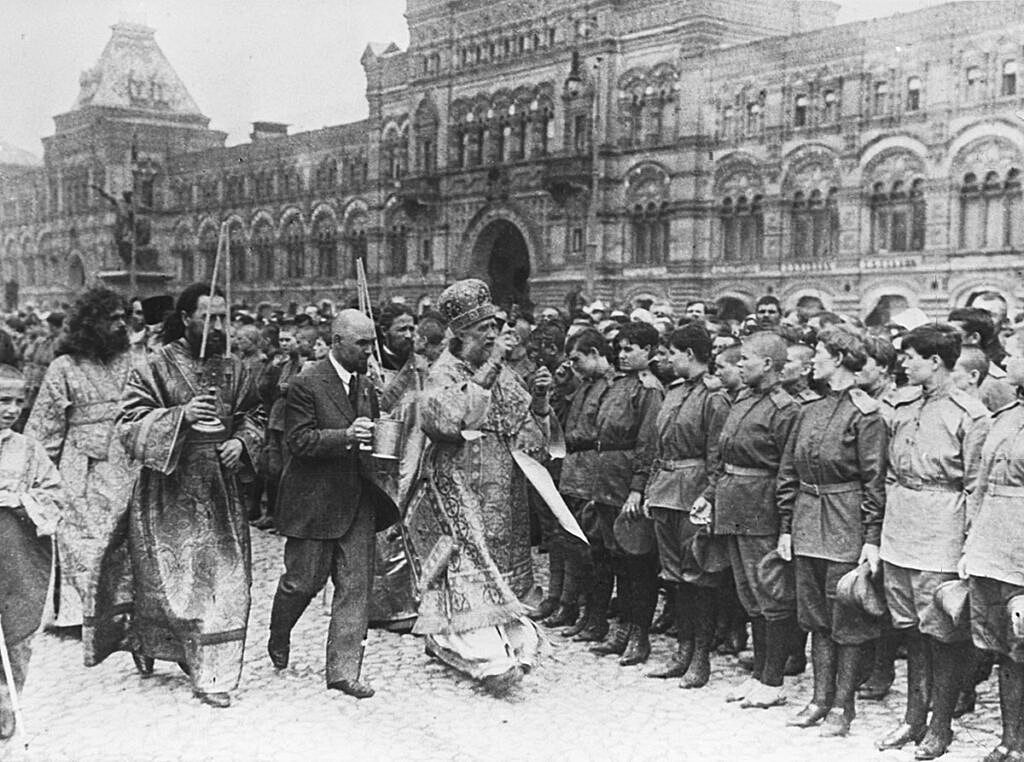
Patriarca Tikhon de Moscou em 1917

Em meados de 1915, o impacto da guerra foi desmoralizante. Havia escassez de alimentos e combustível, o número de vítimas aumentava e a inflação estava aumentando. Greves aumentaram entre trabalhadores de fábricas com baixos salários, e houve relatos de que os camponeses, que queriam reformas na propriedade da terra, estavam inquietos. O imperador finalmente decidiu assumir o comando pessoal do exército e foi para a frente de batalha, deixando sua esposa, a Imperatriz Alexandra, no comando da capital. Ela caiu sob o feitiço de um monge, Grigori Rasputin (1869–1916). O seu assassinato no final de 1916 por uma camarilha de nobres não conseguiu restaurar o prestígio perdido do imperador.

#### Fim do domínio imperial
Em 3 de março de 1917, Dia Internacional da Mulher, uma greve foi organizada em uma fábrica na capital, seguida por milhares de pessoas que foram às ruas de Petrogrado para protestar contra a escassez de alimentos. Um dia depois, os manifestantes chegaram a duzentos mil, exigindo que a Rússia se retirasse da guerra e que o imperador fosse deposto. Oitenta mil soldados russos, metade dos homens enviados para restaurar a ordem, entraram em greve e recusaram as ordens dos oficiais superiores. Todos os símbolos imperiais foram destruídos e queimados. A capital estava fora de controlo e tomada por protestos e conflitos.
Na cidade de Pskov, 262km a sudoeste da capital, muitos generais e políticos aconselharam o Imperador a abdicar em favor do Czarevich; Nicolau aceitou, mas legou o trono ao Grão-Duque Miguel como seu sucessor legítimo. Michael declarou que só aceitaria o trono se este lhe fosse oferecido por uma assembleia constituinte. A forma de organização política que surgiu foi descrita como " poder dual", com o Governo Provisório Russo coexistindo com os sovietes. O quadro constitucional da Rússia permaneceu no limbo até que Alexander Kerensky finalmente confirmou o estatuto da Rússia como república em 1 de Setembro. Em julho de 1918, após a Revolução de Outubro, a família Romanov foi executada pelos bolcheviques em Ecaterimburgo.

## Território
No final do século XIX, a área do império era de cerca de 22,400,000km2, ou quase um sexto da massa terrestre da Terra; seu único rival em tamanho na época era o Império Britânico. A maioria da população vivia na Rússia europeia. Mais de 100 grupos étnicos diferentes viviam no Império Russo, com os russos étnicos constituindo cerca de 45% da população.

### Geografia
As fronteiras administrativas da Rússia Europeia, com exceção da Finlândia e da sua porção da Polónia, coincidiam aproximadamente com os limites naturais das planícies do Leste Europeu. Ao norte ficava o Oceano Ártico. Novaya Zemlya e as ilhas Kolguyev e Vaygach eram consideradas parte da Rússia Europeia, mas o mar de Kara fazia parte da Sibéria. A leste ficavam os territórios asiáticos do império: a Sibéria e as estepes do Quirguistão, de ambas as quais estava separada pelos Montes Urais, pelo Rio Ural, e pelo Mar Cáspio — a fronteira administrativa, contudo, estendia-se parcialmente para a Ásia, na encosta siberiana dos Urais. Ao sul, ficavam o mar Negro e o Cáucaso, sendo separados deste último pela depressão do rio Manych, que na época pós- Plioceno ligava o mar de Azov com o Cáspio. A fronteira ocidental era puramente arbitrária: atravessava a Península de Kola desde o Fiorde de Varanger até ao Golfo de Bótnia. Correu então para a Lagoa da Curlândia, no sul do Mar Báltico, e depois para a foz do Danúbio, fazendo uma grande curva circular para oeste para abraçar o centro-leste da Polónia e separando a Rússia da Prússia, da Galiza austríaca e da Roménia.
Uma característica importante da Rússia são as poucas saídas gratuitas para o mar aberto, fora das costas geladas do Oceano Ártico. As profundas reentrâncias dos golfos de Bótnia e da Finlândia estavam rodeadas pelo que é território etnicamente finlandês, e foi apenas na cabeceira deste último golfo que os russos se firmaram ao erigir a sua capital na foz do rio Neva. O Golfo de Riga e o Báltico pertencem também a território que não foi habitado por eslavos, mas sim por povos bálticos e finlandeses, e por alemães. A costa leste do Mar Negro pertencia à Transcaucásia, uma grande cadeia de montanhas que a separava da Rússia. Mas mesmo este lençol de água é um mar interior, cuja única saída, o Bósforo, estava em mãos estrangeiras, enquanto o Mar Cáspio, um imenso lago raso, na sua maioria rodeado por desertos, possuía mais importância como ligação entre a Rússia e os seus assentamentos asiáticos do que como um canal de relações com outros países.

### Desenvolvimento territorial
De 1860 a 1905, o Império Russo ocupou todos os territórios da atual Federação Russa, com exceção do atual Oblast de Kaliningrado, Ilhas Curilas e Tuva. Em 1905, a Rússia perdeu o sul de Sacalina para o Japão, mas ganhou Tuva como protetorado em 1914. Antes de 1917, o Império Russo incluía a maior parte da Ucrânia do Dniepre, Bielorrússia, Bessarábia, o Grão-Ducado da Finlândia, Armênia, Azerbaijão, Geórgia, os estados da Ásia Central do Turquestão Russo, a maioria das províncias do Báltico, uma parte significativa da Polônia e as antigas províncias otomanas de Ardacane, Artvim, Eder, Carse e a parte nordeste da província de Erzurum.
Henry Kissinger observou que o procedimento metodológico usado pelo Império Russo para começar a expandir seu território era comparável ao que os Estados Unidos fizeram. O estadista russo Alexander Gorchakov justificou a expansão russa em consonância com o destino manifesto dos Estados Unidos; depois disso, a expansão territorial russa só encontrou sociedades nômades ou feudais, o que é surpreendentemente semelhante à expansão para o oeste dos Estados Unidos.
Entre 1742 e 1867, a Companhia Russo-Americana administrou o Alasca como uma colônia. A empresa também estabeleceu assentamentos no Havaí, incluindo Fort Elizabeth (1817), e no sul da América do Norte até a Colônia Fort Ross (estabelecida em 1812) no Condado de Sonoma, Califórnia, ao norte de São Francisco. Tanto Fort Ross quanto o Rio Russo, na Califórnia, receberam seus nomes em homenagem aos colonos russos, que reivindicavam uma região reivindicada até 1821 pelos espanhóis como parte da Nova Espanha.
Após a derrota sueca na Guerra Finlandesa de 1808-1809 e a assinatura do Tratado de Fredrikshamn em 17 de setembro de 1809, a metade oriental da Suécia, a área que então se tornou a Finlândia, foi incorporada ao Império Russo como um grão-ducado autônomo. O imperador acabou governando a Finlândia como um monarca semi-constitucional por meio do Governador-Geral da Finlândia e de um Senado nativo nomeado por ele. O imperador nunca reconheceu explicitamente a Finlândia como um estado constitucional por direito próprio, embora seus súditos finlandeses passassem a considerar o grão-ducado como tal.

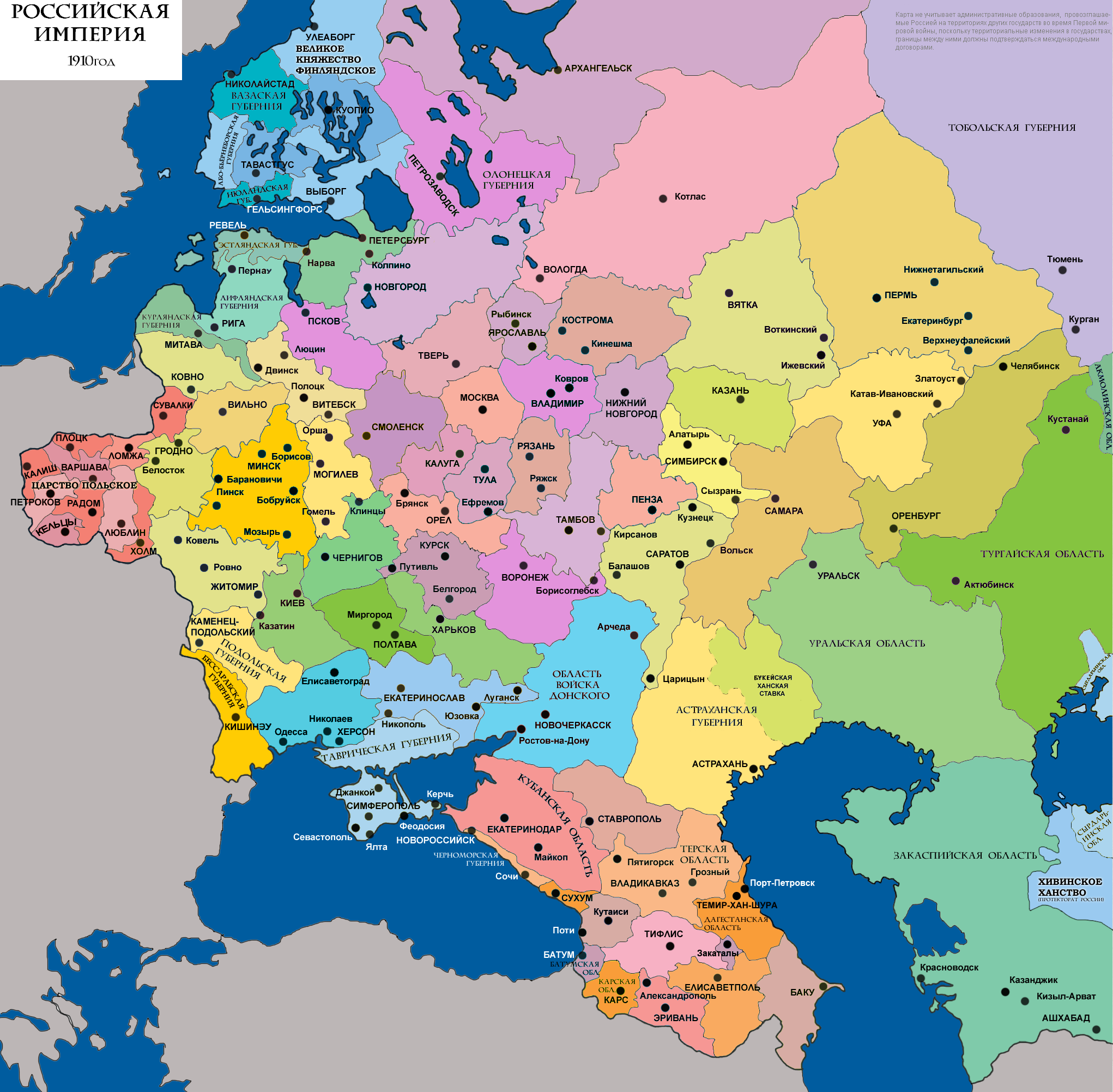
Mapa das províncias do Império Russo Ocidental em 1910

Após a Guerra Russo-Turca (1806-1812) e o subsequente Tratado de Bucareste (1812), as partes orientais do Principado da Moldávia, um estado vassalo otomano, juntamente com algumas áreas anteriormente sob domínio otomano direto, ficaram sob o domínio do império. Esta área (Bessarábia) foi uma das últimas aquisições territoriais do Império Russo na Europa. No Congresso de Viena (1815), a Rússia ganhou soberania sobre a Polônia do Congresso, que no papel era um reino autônomo em união pessoal com a Rússia. Entretanto, essa autonomia foi corroída após a Revolta de Novembro de 1831 e foi finalmente abolida em 1867.
São Petersburgo gradualmente estendeu e consolidou seu controle sobre o Cáucaso ao longo do século XIX, às custas da Pérsia através da Guerra Russo-Persa (1804-13) e da Guerra Russo-Persa (1826-1828) e dos tratados subsequentes de Gulistão e Turcamanchai,  bem como através da Guerra do Cáucaso (1817-1864).
O Império Russo expandiu sua influência e possessões na Ásia Central, especialmente no final do século XIX, conquistando grande parte do Turquestão Russo em 1865 e continuando a adicionar território até 1885.
As ilhas árticas recém-descobertas tornaram-se parte do Império Russo: as Ilhas da Nova Sibéria, no início do século XVIII; Severnaya Zemlya ("Terra do Imperador Nicolau II"), mapeada e reivindicada pela primeira vez em 1913.
Durante a Primeira Guerra Mundial, a Rússia ocupou brevemente uma pequena parte da Prússia Oriental, então parte da Alemanha; uma porção significativa da Galícia austríaca; e porções significativas da Armênia otomana. Embora a moderna Federação Russa atualmente controle o Oblast de Kaliningrado, que compreendia a parte norte da Prússia Oriental, isso difere da área capturada pelo império em 1914, embora houvesse alguma sobreposição: Gusev (Gumbinnen em alemão) foi o local da vitória russa inicial.

### Territórios imperiais

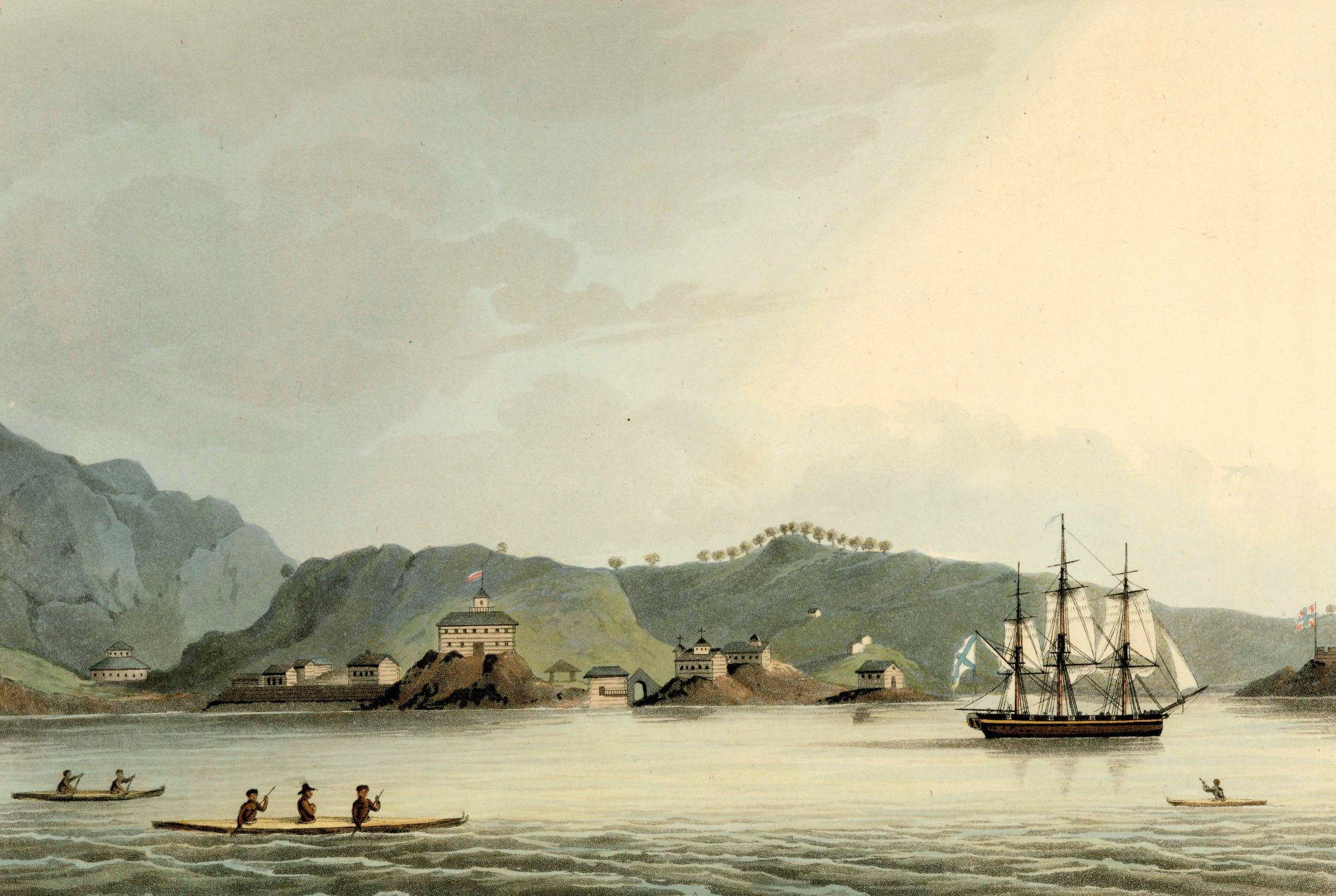
Obra de arte de 1814 representando o navio de guerra russo Neva e o assentamento russo de St. Paul's Harbor (atual cidade de Kodiak), Ilha Kodiak

De acordo com o 1º artigo da Lei Orgânica, o Império Russo era um estado indivisível. Além disso, o artigo 26 afirmava que "Com o trono imperial russo são indivisíveis o Reino da Polônia e o Grão-Principado da Finlândia". As relações com o Grão-Principado da Finlândia também eram reguladas pelo 2º artigo, "O Grão-Principado da Finlândia constituía uma parte indivisível do estado russo, em seus assuntos internos governados por regulamentos especiais com base em leis especiais", e pela lei de 10 de junho de 1910.
Entre 1744 e 1867, o império também controlou a América Russa. Com exceção deste território – Alasca moderno – o Império Russo era uma massa contígua de terra que abrangia a Europa e a Ásia. Nisso ele diferia dos impérios contemporâneos de estilo colonial. O resultado disso foi que, enquanto os impérios britânico e francês declinaram no século XX, uma grande parte do território do Império Russo permaneceu unido, primeiro dentro da União Soviética e, depois de 1991, na menor Federação Russa.
Além disso, o império às vezes controlava territórios de concessão, notadamente o Território Arrendado de Kwantung e a Ferrovia Oriental Chinesa, ambos concedidos pela China Qing, bem como a concessão russa de Tianjin.
Em 1815, Georg Anton Schäffer, um empresário russo, foi a Kauai e negociou um tratado de proteção com o governador da ilha, Kaumualii, vassalo do rei Kamehameha I do Havaí, mas o imperador russo se recusou a ratificar o tratado. Ver também Igreja Ortodoxa no Havaí e Forte Elizabeth, na Rússia.
Em 1889, um aventureiro russo, Nikolay Ivanovitch Achinov, tentou estabelecer uma colônia russa na África, Sagallo, situada no Golfo de Tadjoura, no atual Djibuti. No entanto, essa tentativa enfureceu os franceses, que enviaram duas canhoneiras contra a colônia. Após uma breve resistência, a colônia se rendeu e os colonos russos foram deportados para Odessa.

## Governo e administração
Desde sua criação inicial até a Revolução de 1905, o Império Russo foi liderado pelo imperador (também conhecido como czar ), que governou como monarca absoluto. Após a Revolução de 1905, a Rússia desenvolveu um novo tipo de governo, que se tornou difícil de categorizar. No Almanaque de Gota de 1910, a Rússia foi descrita como "uma monarquia constitucional sob um czar autocrático". Essa contradição de termos demonstrou a dificuldade de definir com precisão o sistema, transitório e sui generis, estabelecido no Império Russo depois de outubro de 1905. Antes dessa data, as leis fundamentais da Rússia descreviam o poder do imperador como "autocrático e ilimitado". Depois de outubro de 1905, enquanto o estilo imperial ainda era "Imperador e Autocrata de Todas as Rússias", as leis fundamentais foram alteradas pela remoção da palavra ilimitado . Embora o imperador tenha mantido muitas de suas antigas prerrogativas, incluindo o veto absoluto sobre toda a legislação, ele igualmente concordou com o estabelecimento de um parlamento eleito, sem cujo consentimento nenhuma lei seria promulgada na Rússia. Não que o regime na Rússia tenha se tornado verdadeiramente constitucional, muito menos parlamentar. Mas a "autocracia ilimitada" deu lugar a uma "autocracia autolimitada". Se essa autocracia seria permanentemente limitada pelas novas mudanças, ou apenas a critério contínuo do autocrata, tornou-se um assunto de acalorada controvérsia entre as partes conflitantes no estado. Provisoriamente, então, o sistema governamental russo pode ser melhor definido como "uma monarquia limitada sob um imperador autocrático".
O conservadorismo era a ideologia da maior parte da liderança russa, embora com algumas atividades reformistas de tempos em tempos. A estrutura do pensamento conservador baseava-se no antirracionalismo dos intelectuais, na religiosidade enraizada na Igreja Ortodoxa Russa, no tradicionalismo enraizado nas propriedades rurais cultivadas pelos servos e no militarismo enraizado no corpo de oficiais do exército. Em relação à irracionalidade, a Rússia evitou toda a força do Iluminismo europeu, que deu prioridade ao racionalismo, preferindo o romantismo de um estado-nação idealizado que refletisse as crenças, valores e comportamentos de cada povo. A noção distintamente liberal de "progresso" foi substituída por uma noção conservadora de modernização baseada na incorporação de tecnologia moderna para servir ao sistema estabelecido. A promessa de modernização ao serviço da autocracia assustou o intelectual socialista Alexander Herzen, que alertou para uma Rússia governada por “Genghis Khan com um telégrafo”.

### Imperador

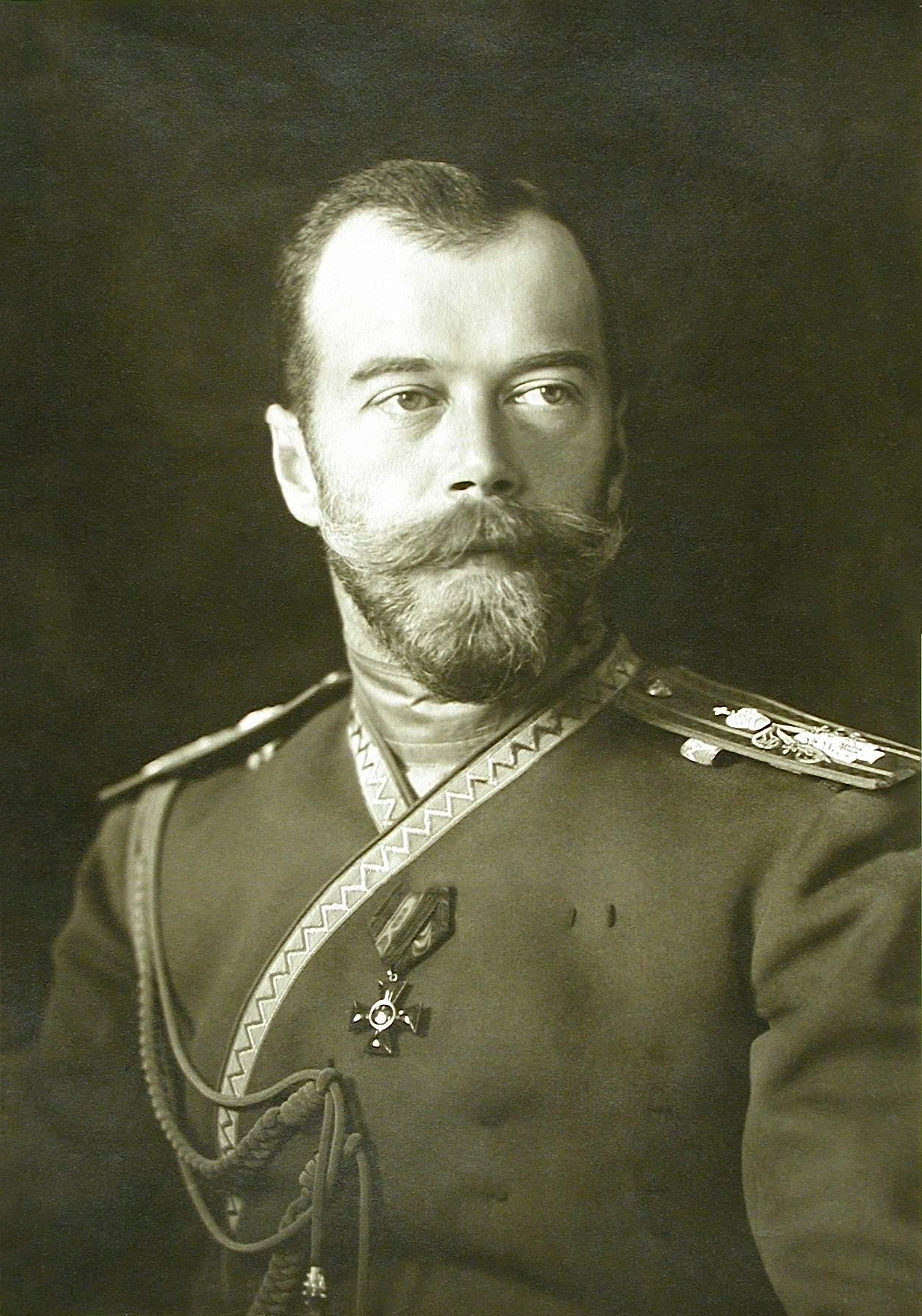
Nicolau II foi o último imperador da Rússia, reinando de 1894 a 1917

Pedro, o Grande, mudou seu título de czar para imperador para garantir a posição da Rússia no sistema de estados europeus. Embora governantes posteriores não tenham descartado o novo título, o monarca russo era comumente conhecido como czar ou czarina até que o sistema imperial foi abolido durante a Revolução de Fevereiro de 1917. Antes da emissão do Manifesto de Outubro, o imperador governava como um monarca absoluto, sujeito a apenas duas limitações em sua autoridade, ambas destinadas a proteger o sistema existente: o imperador e sua consorte devem pertencer à Igreja Ortodoxa Russa, e ele deve obedecer às Leis Paulinas de sucessão estabelecidas por Paulo I Além disso, o poder do autocrata russo era virtualmente ilimitado.
Em 17 de outubro de 1905, a situação mudou: o governante limitou voluntariamente seu poder legislativo ao decretar que nenhuma medida se tornaria lei sem o consentimento da Duma Imperial, uma assembleia nacional livremente eleita estabelecida pela Lei Orgânica emitida em 28 de abril de 1906. No entanto, ele manteve o direito de dissolver a recém-criada Duma e exerceu esse direito mais de uma vez. Ele também manteve o poder de veto absoluto sobre toda a legislação, e somente ele poderia iniciar quaisquer mudanças na própria Lei Orgânica. Seus ministros eram responsáveis somente perante ele, e não perante a Duma ou qualquer outra autoridade, que poderia questioná-los, mas não removê-los. Assim, embora os poderes pessoais do imperador tenham sido limitados em escopo após 28 de abril de 1906, eles permaneceram formidáveis.

### Conselho Imperial

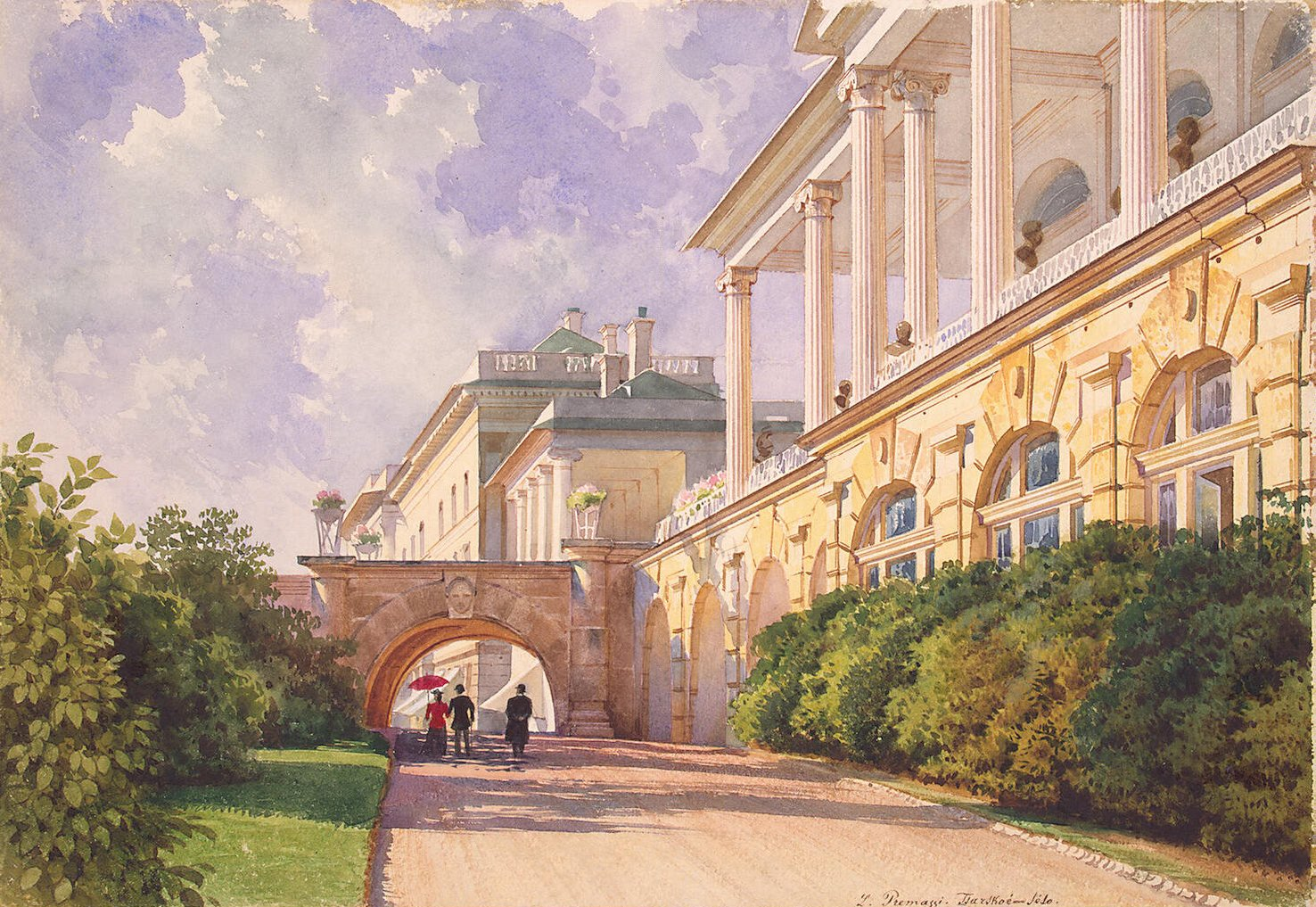
O Palácio de Catarina, localizado em Tsarskoe Selo, era a residência de verão da família imperial. Recebeu o nome em homenagem à Imperatriz Catarina I, que reinou de 1725 a 1727 (pintura em aquarela do século XIX)

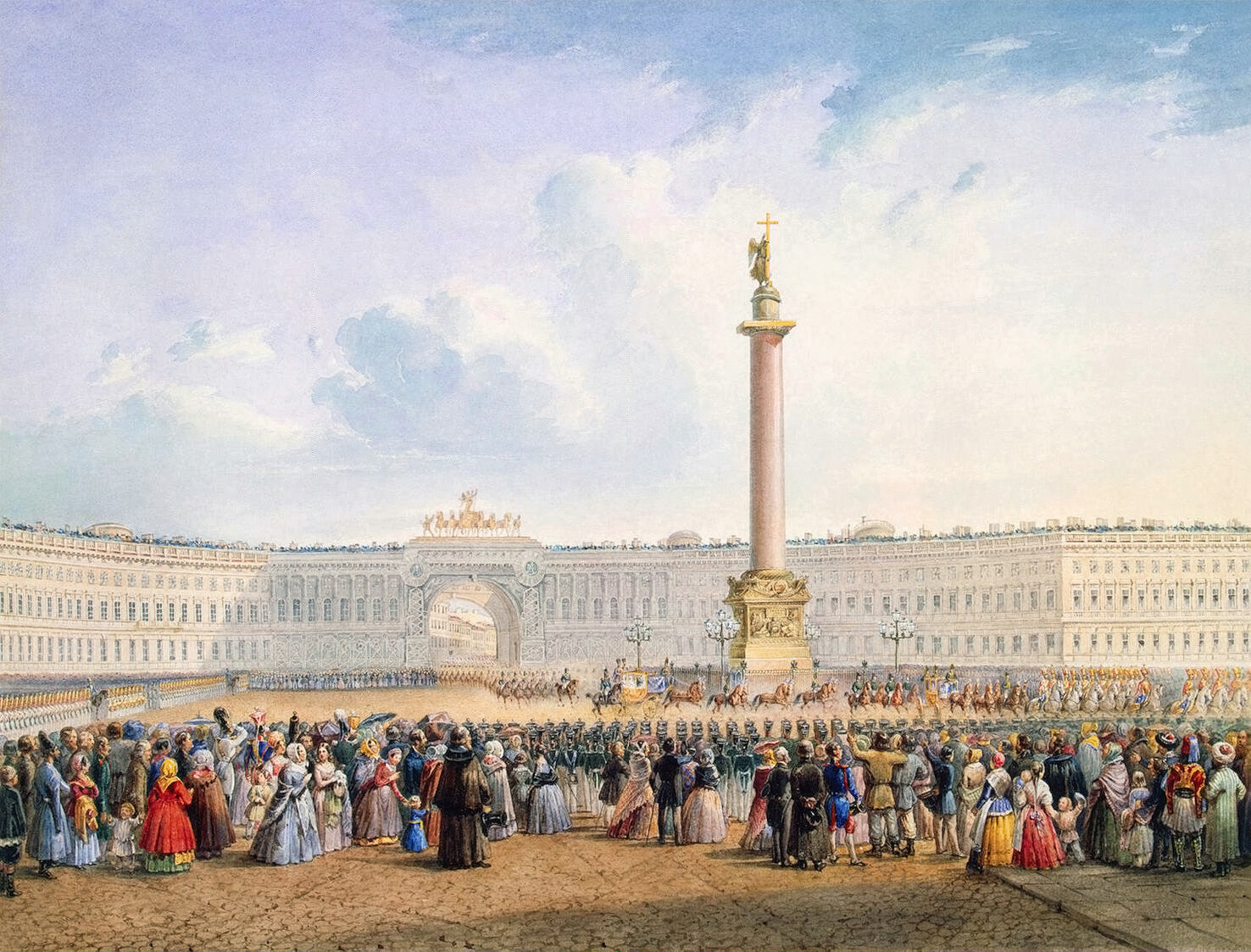
Esta pintura de c. 1847 retrata o Edifício do Estado-Maior em frente ao Palácio de Inverno, que era a sede do Estado-Maior do Exército. Hoje, abriga a sede do Distrito Militar Ocidental/Comando Estratégico Conjunto Oeste

De acordo com a Lei Fundamental revista da Rússia de 20 de fevereiro de 1906, o Conselho de Estado foi associado à Duma como uma Câmara Alta legislativa; a partir dessa época, o poder legislativo foi exercido normalmente pelo imperador apenas em conjunto com as duas câmaras. O Conselho do Império, ou Conselho Imperial, reconstituído para esse propósito, era composto por 196 membros, dos quais 98 eram nomeados pelo imperador, enquanto 98 eram eleitos. Os ministros, também nomeados, eram membros ex officio. Dos membros eleitos, 3 foram eleitos pelo clero "negro" (os monges), 3 pelo clero "branco" (secular), 18 pelas corporações de nobres, 6 pela academia de ciências e universidades, 6 pelas câmaras de comércio, 6 pelos conselhos industriais, 34 pelos zemstvos governamentais locais, 16 pelos governos locais que não tinham zemstvos e 6 pela Polônia. Como órgão legislativo, os poderes do conselho eram coordenados com os da Duma; na prática, contudo, ele raramente ou nunca iniciou legislação.

### Duma Estatal
A Duma do Império ou Duma Imperial (Gosudarstvennaya Duma), que formava a câmara baixa do parlamento russo, consistia (desde o ukaz de 2 de junho de 1907) de 442 membros, eleitos por um processo extremamente complicado. A filiação foi manipulada para garantir uma maioria esmagadora dos ricos (especialmente as classes proprietárias de terras) e também dos representantes dos povos russos às custas das nações subjugadas. Cada província do império, exceto a Ásia Central, retornou um certo número de membros; aos quais se somaram aqueles retornados por várias grandes cidades. Os membros da Duma eram escolhidos pelos colégios eleitorais e estes, por sua vez, eram eleitos pelas assembleias das três classes: proprietários de terras, cidadãos e camponeses. Nessas assembleias, os proprietários mais ricos sentavam-se pessoalmente, enquanto os proprietários menores eram representados por delegados. A população urbana foi dividida em duas categorias de acordo com a riqueza tributável e os delegados foram eleitos diretamente para o colégio dos governos estaduais . Os camponeses eram representados por delegados selecionados pelas subdivisões regionais chamadas volosts. Os trabalhadores eram tratados de maneira especial, com cada empresa industrial empregando cinquenta trabalhadores e elegendo um ou mais delegados para o colégio eleitoral.
Na própria faculdade, a votação para a Duma era por escrutínio secreto e a maioria simples era a vencedora. Como a maioria era composta por elementos conservadores (os proprietários de terras e os delegados urbanos), os progressistas tinham pouca chance de representação, exceto pela curiosa disposição de que pelo menos um membro de cada governo deveria ser escolhido de cada uma das cinco classes representadas no colégio. O facto de a Duma ter tido elementos radicais deveu-se principalmente ao direito de voto peculiar desfrutado pelas sete maiores cidades — São Petersburgo, Moscovo, Kiev, Odessa, Riga, e as cidades polacas de Varsóvia e Łódź. Eles elegiam seus delegados para a Duma diretamente e, embora seus votos fossem divididos (com base na propriedade tributável) de forma a dar vantagem à riqueza, cada um elegeu o mesmo número de delegados.

### Conselho de Ministros
Em 1905, foi criado um Conselho de Ministros (Sovyet Ministrov), sob a liderança de um ministro presidente, a primeira aparição de um primeiro-ministro na Rússia. Este conselho era composto por todos os ministros e pelos chefes de outros departamentos principais. Os ministérios eram os seguintes: 
- Ministério da Corte Imperial
- Ministério das Relações Exteriores;
- Ministério da Guerra;
- Ministério da Marinha;
- Ministério das Finanças;
- Ministério do Comércio e Indústria (criado em 1905);
- Ministério do Interior (incluindo polícia, saúde, censura e imprensa, correios e telégrafos, religiões estrangeiras, estatísticas);
- Ministério da Agricultura e Patrimônio do Estado;
- Ministério das Comunicações;
- Ministério da Justiça;
- Ministério da Educação Nacional.

### Santíssimo Sínodo

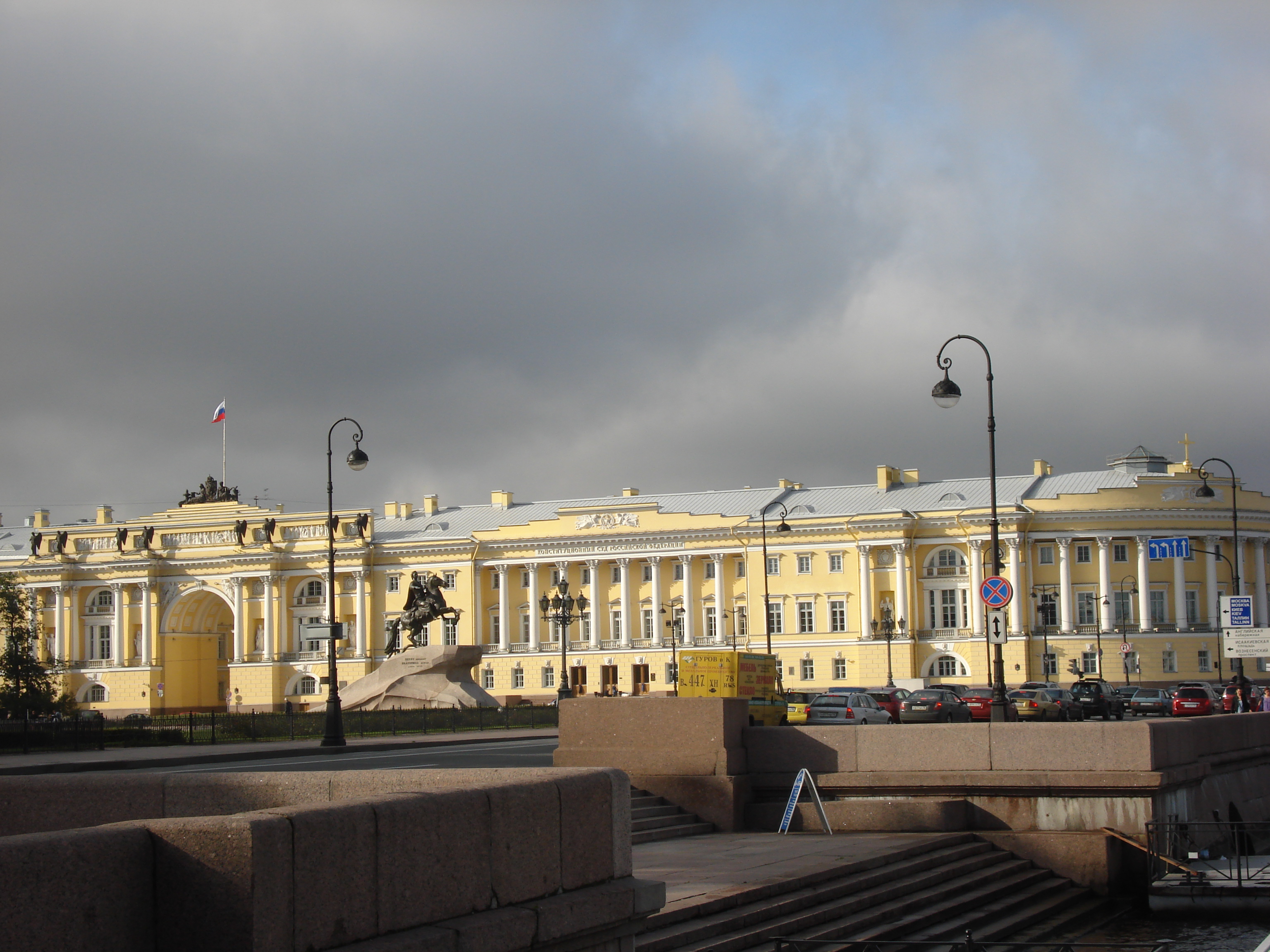
A sede do Senado e do Sínodo – hoje o Tribunal Constitucional da Federação Russa na Praça do Senado em São Petersburgo

O Santíssimo Sínodo (estabelecido em 1721) foi o órgão supremo de governo da Igreja Ortodoxa na Rússia. Era presidido por um procurador leigo, representando o imperador, e era composto pelos três metropolitas de Moscou, São Petersburgo e Kiev, o arcebispo da Geórgia e vários bispos que se revezavam.

### Senado
O Senado (Pravitelstvuyushchi Senat, ou seja, senado diretor ou governante), originalmente estabelecido durante a reforma do governo de Pedro, o Grande, era composto por membros nomeados pelo imperador. Sua grande variedade de funções era desempenhada pelos diferentes departamentos em que era dividido. Era o supremo tribunal de cassação; um escritório de auditoria; um tribunal superior de justiça para todos os delitos políticos; e um de seus departamentos desempenhava as funções de um colégio de arautos. Também tinha jurisdição suprema em todas as disputas decorrentes da administração do império, principalmente em diferenças entre representantes do poder central e os órgãos eleitos do autogoverno local. Por fim, promulgou novas leis, função que teoricamente lhe conferia um poder semelhante ao da Suprema Corte dos Estados Unidos, de rejeitar medidas que não estivessem de acordo com as leis fundamentais.

### Divisões administrativas

Mapa mostrando as subdivisões do Império Russo em 1914

Em 1914, a Rússia estava dividida em 81 províncias (gubernias), 20 oblasts e 1 okrug. Os vassalos e protetorados do Império Russo incluíam o Emirado de Bucara, o Canato de Quiva e, depois de 1914, Tuva (Uriankhai). Destes, 11 províncias, 17 oblasts e 1 okrug (Sacalina) pertenciam à Rússia Asiática. Do restante, 8 governadorias ficavam na Finlândia e 10 no Congresso da Polônia. A Rússia europeia abrangia assim 59 províncias e 1 oblast (o do Don). O Oblast de Don estava sob a jurisdição direta do Ministério da Guerra; o restante tinha um governador e um vice-governador, este último presidindo o conselho administrativo. Além disso, havia governadores-gerais, geralmente colocados em várias províncias e dotados de poderes mais amplos, geralmente incluindo o comando das tropas dentro dos limites de sua jurisdição. Em 1906, havia governadores-gerais na Finlândia, Varsóvia, Vilna, Kiev, Moscou e Riga. As cidades maiores (São Petersburgo, Moscou, Odessa, Sebastopol, Kerch, Nikolayev e Rostov) tinham sistemas administrativos próprios, independentes das províncias; nelas, o chefe de polícia atuava como governador.

## Sistema judicial
O sistema judicial do Império Russo foi estabelecido pelo estatuto de 20 de novembro de 1864 de Alexandre II. Este sistema – baseado em parte na lei inglesa e francesa – baseava-se na separação das funções judiciais e administrativas, na independência dos juízes e tribunais, nos julgamentos públicos e nos procedimentos orais, e na igualdade de todas as classes perante a lei. Além disso, um elemento democrático foi introduzido pela adoção do sistema de júri e pela eleição de juízes. Este sistema não era apreciado pela burocracia, pois colocava a administração da justiça fora da esfera executiva. Durante os últimos anos de Alexandre II e o reinado de Alexandre III, o poder que havia sido dado foi gradualmente retomado, e essa retomada foi totalmente revertida pela terceira Duma após a Revolução de 1905.[i]
O sistema estabelecido pela lei de 1864 tinha dois tribunais totalmente separados, cada um com seus próprios tribunais de apelação e entrando em contato um com o outro apenas no Senado, que atuava como o supremo tribunal de cassação. O primeiro tribunal, baseado no modelo inglês, eram os tribunais dos juízes de paz eleitos, com jurisdição sobre pequenas causas, civis ou criminais; o segundo, baseado no modelo francês, eram os tribunais ordinários de juízes nomeados, reunidos com ou sem júri para ouvir casos importantes.

## Administração local
Além dos órgãos locais do governo central na Rússia, existem três classes de órgãos eleitos locais encarregados de funções administrativas:
- as assembleias camponesas nos mirs e nos volosts;
- os zemstvos nas 34 províncias da Rússia;
- as dumas municipais.

### Dumas municipais

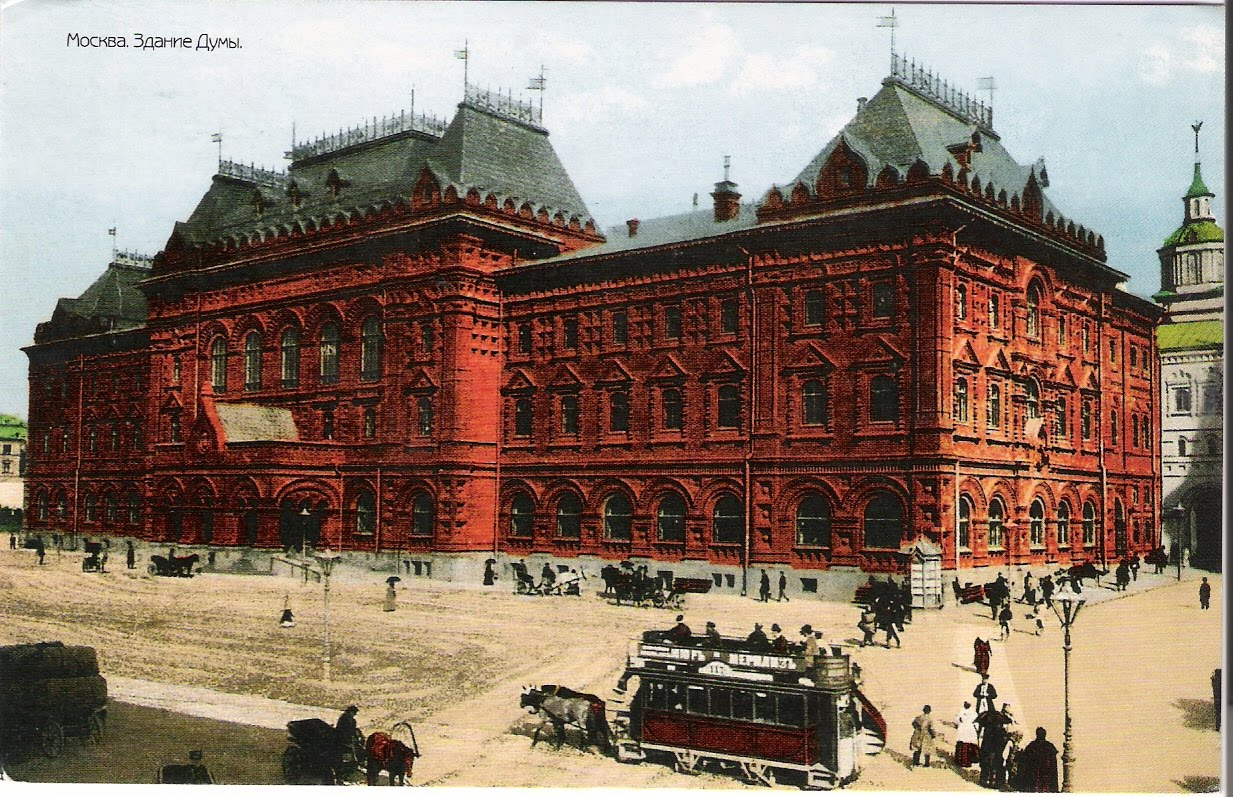
A Duma da Cidade de Moscou c. 1900 (fotografia colorida)

Desde 1870, os municípios da Rússia europeia tinham instituições como as dos zemstvos. Todos os proprietários de casas, comerciantes pagadores de impostos, artesãos e trabalhadores eram inscritos em listas, em ordem decrescente de acordo com sua riqueza avaliada. A avaliação total foi então dividida em três partes iguais, representando três grupos de eleitores muito desiguais em número, cada um dos quais elegeria um número igual de delegados para a duma municipal. O executivo estava nas mãos de um prefeito eleito e de uma uprava, que consistia de vários membros eleitos pela duma municipal. No entanto, sob Alexandre III, por meio de estatutos promulgados em 1892 e 1894, as dumas municipais foram subordinadas aos governadores da mesma forma que os zemstvos. Em 1894, instituições municipais, com poderes ainda mais restritos, foram concedidas a várias cidades na Sibéria e, em 1895, a algumas no Cáucaso.

### Províncias do Báltico
As províncias bálticas da Livônia e da Estônia, anteriormente controladas pelos suecos, e mais tarde o Ducado da Curlândia, um vassalo da Comunidade Polaco-Lituana, foram incorporadas ao Império Russo após a derrota da Suécia na Grande Guerra do Norte . Pelo Tratado de Nystad de 1721, a nobreza alemã do Báltico manteve poderes consideráveis de autogoverno e inúmeros privilégios em questões que afetavam a educação, a polícia e a administração local da justiça. Após 167 anos de administração e educação em língua alemã, em 1888 e 1889 foram aprovadas leis transferindo a administração da polícia e da justiça senhorial do controle da Alemanha Báltica para funcionários do governo central. Quase na mesma época, um processo de russificação estava sendo realizado nas mesmas províncias, em todos os departamentos de administração, nas escolas superiores e na Universidade Imperial de Dorpat, cujo nome foi alterado para Yuriev. Em 1893, comitês distritais para a gestão dos assuntos dos camponeses, semelhantes aos dos governos puramente russos, foram introduzidos nesta parte do império.

## Economia

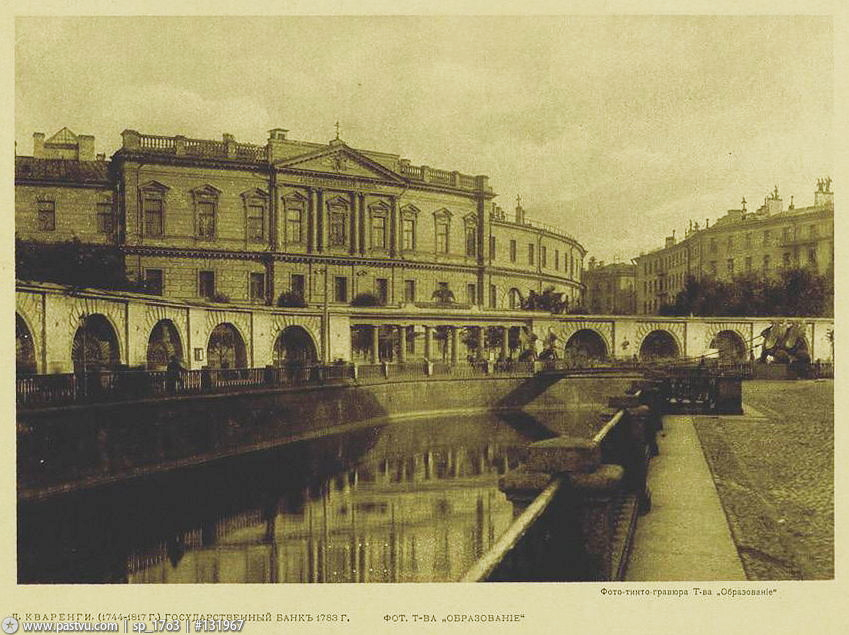
O Banco Estatal do Império Russo foi fundado em 1860 como uma estrutura de banco central (sede em São Petersburgo, fotografada em 1905)

Antes da libertação dos servos em 1861, a economia da Rússia dependia principalmente da agricultura. No censo de 1897, 95 por cento da população russa vivia no campo. Nicolau I tentou modernizar o seu país, e se este não fosse tão dependente de um único sector económico. Durante o reinado de Alexandre III, muitas reformas ocorreram. O Banco de Terras dos Camponeses foi fundado em 1883 para fornecer empréstimos aos camponeses russos, tanto individualmente quanto em comunas. O Banco de Terras dos Nobres, em 1885, concedeu empréstimos a taxas de juros nominais à nobreza proprietária de terras. O imposto eleitoral foi abolido em 1886.

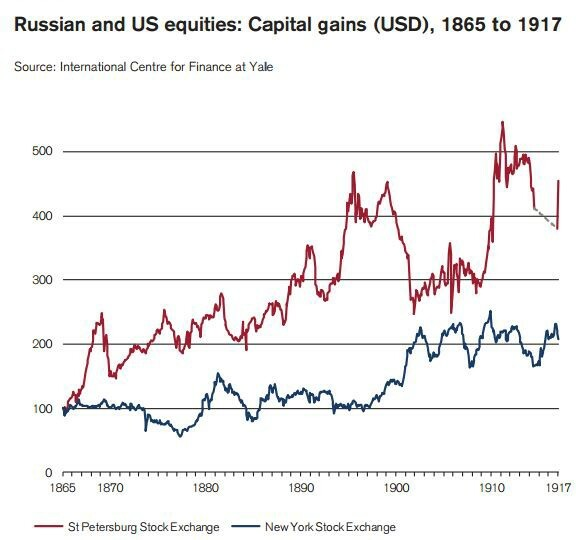
Ações russas e americanas, 1865 a 1917

Quando Ivan Vyshnegradsky foi nomeado o novo ministro das Finanças em 1886, ele aumentou a pressão sobre os camponeses aumentando os impostos sobre a terra e prescrevendo como eles colheriam grãos. Essas políticas levaram à grave fome russa de 1891-1892, que durou de 1891 a 1892, com quatrocentos mil pessoas morrendo de fome. Vyshnegradsky foi sucedido pelo conde Sergei Witte em 1892. Witte começou aumentando as receitas por meio de um monopólio sobre o álcool, o que rendeu 300 milhões de rublos em 1894. Estas reformas fizeram com que os camponeses voltassem a ser essencialmente servos. Em 1900, surgiu uma classe camponesa (também conhecida como kulak), representando menos de 20 por cento da população, que se caracterizava por possuir algumas das suas terras, máquinas e gado. Um imposto de renda foi introduzido em 1916.

### Agricultura
A Rússia tinha um acordo econômico de longa data sobre agricultura fundamental em grandes propriedades, que eram trabalhadas por camponeses russos (também conhecidos como servos), que não recebiam nenhum direito dos senhores de escravos sob o sistema de "barshchina" (russo:  барщина). Outro sistema era chamado obrok, (russo:  оброк) no qual os servos trabalhavam em troca de dinheiro ou bens do mestre, permitindo-lhes trabalhar fora da propriedade. Esses sistemas eram baseados em um código legal chamado Sobornoye Ulozheniye, que foi introduzido por Aleixo I em 1649.
De 1891 a 1892, os camponeses foram confrontados com novas políticas levadas a cabo por Ivan Vyshnegradsky, causando uma fome e uma doença que ceifaram a vida de quatrocentas mil pessoas,   especialmente na região do Volga, provocando o maior declínio na produção de cereais.

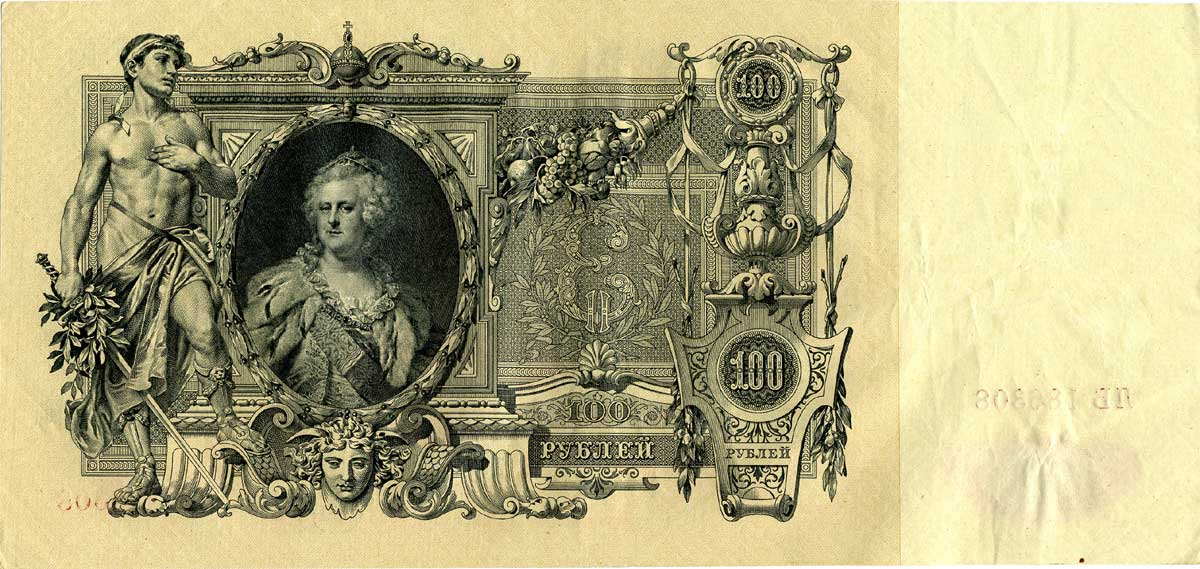
Nota de 100 rublos (1910)

### Mineração e indústria pesada
|             | Região dos Urais | Região Sul | Cáucaso | Sibéria | Reino da Polônia |
| ----------- | ---------------- | ---------- | ------- | ------- | ---------------- |
| Ouro        | 21%              | –          | –       | 88.2%   |                  |
| Platina     | 100%             | –          | –       | –       | –                |
| Prata       | 36%              | –          | 24.3%   | 29.3%   | –                |
| Chumbo      | 5.8%             | –          | 92%     | –       | 0.9%             |
| Zinco       | –                | –          | 25.2%   | –       | 74.8%            |
| Cobre       | 54.9%            | –          | 30.2%   | 14.9%   | –                |
| Gusa        | 19.4%            | 67.7%      | –       | –       | 9.3%             |
| Ferro e Aço | 17.3%            | 36.2%      | –       | –       | 10.8%            |
| Manganês    | 0.3%             | 29.2%      | 70.3%   | –       | –                |
| Carvão      | 3.4%             | 67.3%      | –       | 5.8%    | 22.3%            |
| Petróleo    | –                | –          | 96%     | –       | –                |

## Infraestrutura

### Ferrovias

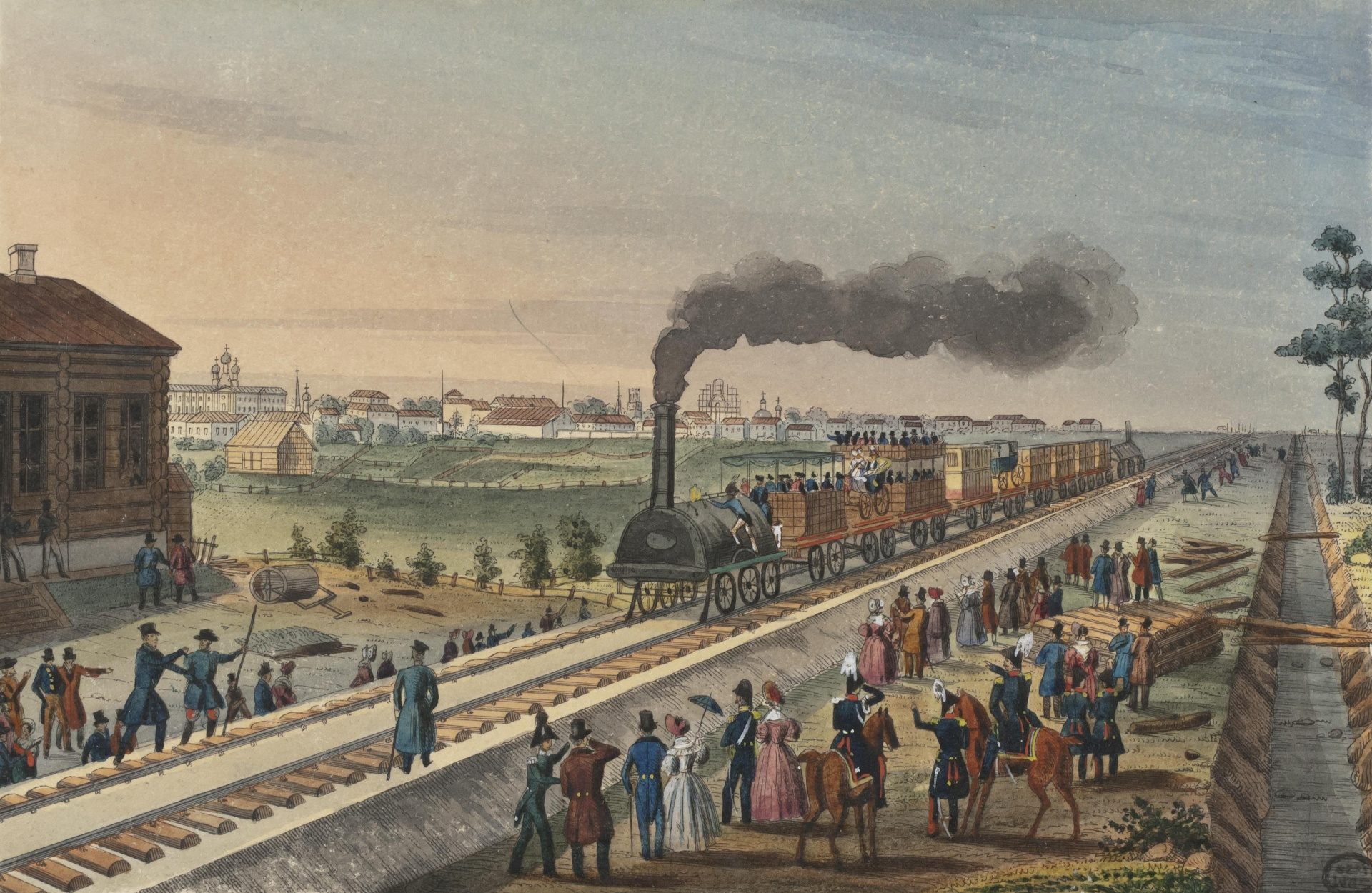
Litografia em aquarela, da década de 1840, representando a chegada do primeiro trem da Ferrovia Tsarskoye Selo em Tsarskoye Selo vindo de São Petersburgo em 30 de outubro de 1837

Depois de 1860, o planejamento e a construção da rede ferroviária tiveram efeitos de longo alcance na economia, na cultura e na vida cotidiana da Rússia. As autoridades centrais e a elite imperial tomaram a maior parte das decisões-chave, mas as elites locais exigiram ligações ferroviárias. Nobres, comerciantes e empresários locais imaginaram um futuro de promoção dos seus interesses regionais, da "localidade" ao "império". Muitas vezes eles tiveram que competir com outras cidades. Ao imaginarem o seu próprio papel numa rede ferroviária, compreenderam a importância que tinham para a economia do império.
Durante a década de 1880, o exército russo construiu duas grandes linhas ferroviárias na Ásia Central. A Ferrovia Transcaucasiana ligava a cidade de Batum, no Mar Negro, e o centro petrolífero de Baku, no Mar Cáspio. A Ferrovia Transcaspiana começou em Krasnovodsk, no Mar Cáspio, e alcançou Bukhara, Samarcanda e Tashkent. Ambas as linhas serviram às necessidades comerciais e estratégicas do império e facilitaram a migração.

## Religião

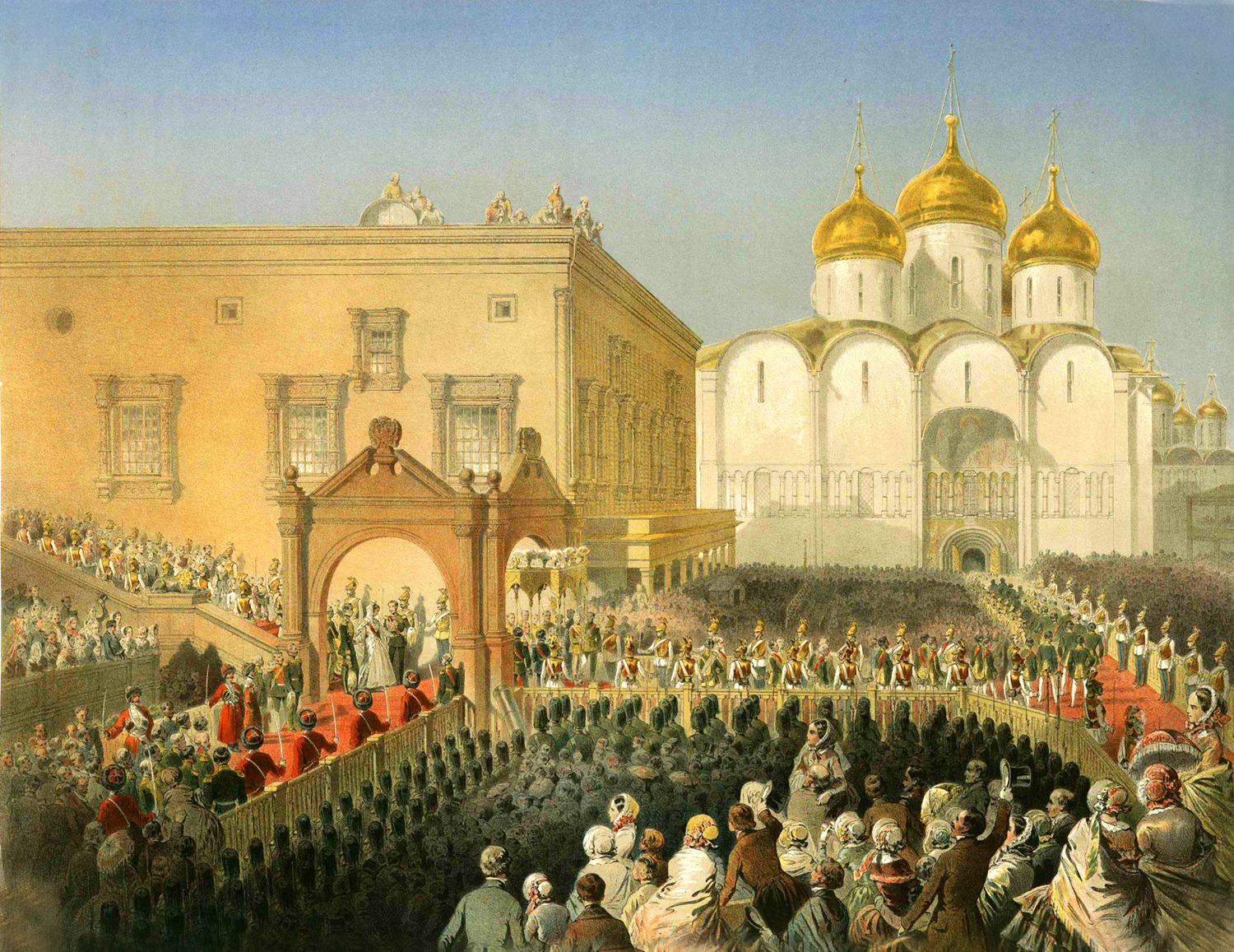
Pintura contemporânea da procissão do Imperador Alexandre II na Catedral da Dormição em Moscou durante sua coroação em 1856

Mapa das subdivisões do Império Russo pelo maior grupo etnolinguístico (1897)

A religião oficial do Império Russo era o cristianismo ortodoxo. O imperador não tinha permissão para "professar qualquer fé que não fosse a Ortodoxa" (Artigo 62 das Leis Fundamentais de 1906) e era considerado "o Supremo Defensor e Guardião dos dogmas da Fé predominante e é o Guardião da pureza da Fé e de toda a boa ordem dentro da Santa Igreja" (Artigo 64 ex supra ). Embora tenha feito e anulado todas as nomeações eclesiásticas de alto escalão, ele não resolveu questões de dogma ou ensinamento da Igreja. A principal autoridade eclesiástica da Igreja Russa — que estendia sua jurisdição sobre todo o território do império, incluindo o antigo Reino de Cártlia-Caquécia — era o Santíssimo Sínodo, sendo o Procurador Civil do Santo Sínodo um dos ministros do conselho com amplos poderes de fato em assuntos eclesiásticos.
Os chefes eclesiásticos da Igreja Ortodoxa Russa nacional consistiam em três metropolitas (São Petersburgo, Moscou, Kiev), quatorze arcebispos e cinquenta bispos, todos oriundos do clero monástico (celibatário). O clero paroquial tinha que ser casado quando nomeado, mas os viúvos que ficassem não tinham permissão para se casar novamente; essa regra continua a ser aplicada hoje.

### Política religiosa
Todas as religiões não ortodoxas foram formalmente proibidas de fazer proselitismo dentro do império. Numa política influenciada por Catarina II, mas solidificada no século XIX, a Rússia czarista exibiu uma crescente "confessionalização", prosseguindo a reorganização de cima para baixo das religiões do império, também referida como "estado confessional". A administração czarista procurou organizar "ortodoxias" dentro do islamismo, do budismo e das religiões protestantes, o que foi feito através da criação de assembleias espirituais (no caso do islamismo, judaísmo e luteranismo), proibindo e declarando bispados (no caso do catolicismo romano) e arbitrando disputas doutrinárias. Quando o Estado não tinha recursos para fornecer uma burocracia secular em todo o seu território, a “reforma” orientada das religiões forneceu elementos de controlo social.

#### Antissemitismo
Depois de Catarina II ter anexado a Polónia oriental nas Partições Polacas, foram impostas restrições aos judeus, conhecidas como a Zona de Assentamento, uma área da Rússia czarista dentro da qual os judeus estavam autorizados a estabelecer-se, e fora da qual eram privados de vários direitos, como a liberdade de circulação ou de comércio. Particularmente repressivo foi o Imperador Nicolau I, que procurou a assimilação forçada dos judeus, a partir de 1827 recrutou crianças judias como cantonistas em instituições militares no leste com o objectivo de as obrigar a converterem-se ao cristianismo, tentou estratificar os judeus em "úteis" e "não úteis" com base na riqueza e restringiu ainda mais os direitos religiosos e comerciais dentro da Zona de Assentamento. O imperador Alexandre II cessou este tratamento severo e prosseguiu um tipo de assimilação mais burocrático, como a compensação dos cantonistas pelo seu serviço militar anterior, incluindo aqueles que permaneceram judeus, embora certas patentes militares ainda estivessem limitadas aos cristãos. Em contraste, o Imperador Alexandre III retomou uma atmosfera de opressão, incluindo as Leis de Maio, que restringiram ainda mais os assentamentos judaicos e os direitos à propriedade, bem como limitaram os tipos de profissões disponíveis, e a expulsão dos judeus de Kiev em 1886 e de Moscovo em 1891. A política antijudaica geral do Império Russo levou a uma emigração significativa e sustentada.

#### Perseguição de muçulmanos

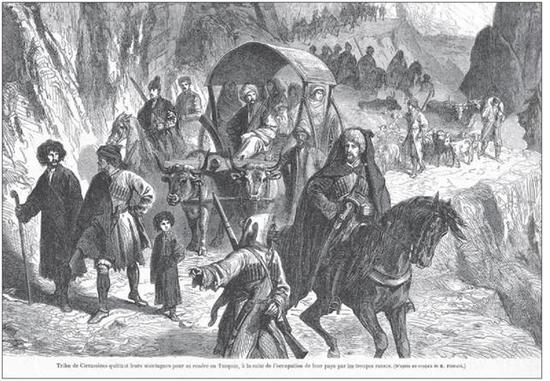
Retrato de tribos muçulmanas circassianas fugindo da perseguição após a conquista russa da Circássia durante a década de 1860. Resumindo a política imperial do genocídio circassiano, o historiador militar russo Rostislav Fadeyev escreveu: "O estado precisava das terras dos circassianos, mas não tinha absolutamente nenhuma necessidade delas."

O Islão ocupava um lugar “protegido mas precário” no Império Russo. Inicialmente, conversões forçadas esporádicas eram exigidas contra muçulmanos no início do Império Russo. No século XVIII, Catarina II emitiu um édito de tolerância que deu estatuto legal ao Islão e permitiu aos muçulmanos cumprirem as suas obrigações religiosas. Catarina também fundou a Assembleia Espiritual Muçulmana de Orenburg, que tinha um certo grau de jurisdição imperial sobre a organização da prática islâmica no país. À medida que o Império Russo se expandia, os administradores czaristas consideraram conveniente recorrer às instituições religiosas islâmicas existentes que já existiam.
No século XIX, as políticas restritivas tornaram-se muito mais opressivas durante as Guerras Russo-Turcas, e o Império Russo perpetrou perseguições como o genocídio circassiano durante a década de 1860. Após a conquista da Circássia, cerca de 1 a 1,5 milhões de circassianos – quase metade da população total – foram mortos ou deportados à força. Muitos dos que fugiram da perseguição também morreram a caminho de outros países. Hoje, a grande maioria dos circassianos vive em comunidades da diáspora. Ao longo do final do século XIX, o termo "circassiano" tornou-se um adágio comum para "bandido" nas regiões dos Balcãs e da Anatólia, devido à prevalência de refugiados circassianos sem-abrigo.
Muitos grupos de muçulmanos, como os tártaros da Crimeia, foram forçados a emigrar para o Império Otomano após a derrota russa na Guerra da Crimeia. Durante a última parte do século XIX, o estatuto do Islão no Império Russo tornou-se associado aos princípios ideológicos do regime czarista de Nacionalidade Oficial, que exigiam a Ortodoxia Russa. No entanto, em certas áreas, as instituições islâmicas foram autorizadas a operar, como a Assembleia de Orenburg, mas foram designadas com um estatuto inferior.

#### Política em relação às seitas cristãs não ortodoxas orientais

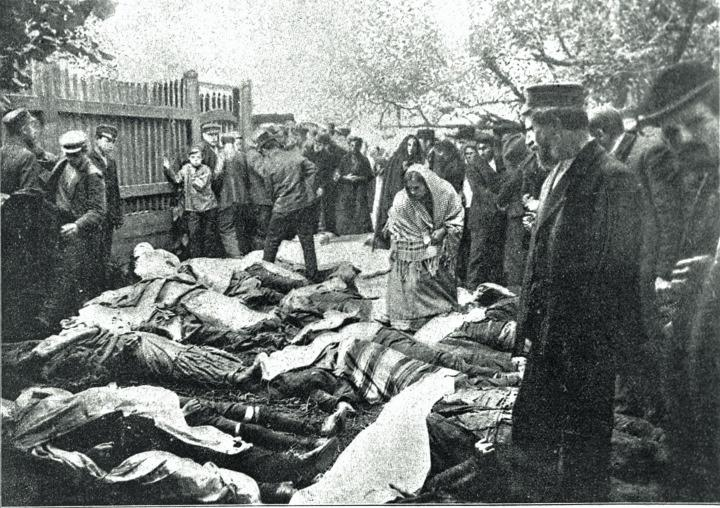
Cadáveres de vítimas judias recolhidos para sepultamento após o pogrom de Białystok (1906)

Apesar da predominância da Ortodoxia, várias denominações cristãs eram professadas. Os luteranos foram particularmente tolerados com o convite à colonização dos alemães do Volga e a presença da nobreza alemã do Báltico. Durante o reinado de Catarina II, a repressão aos jesuítas não foi promulgada, então os jesuítas sobreviveram no Império Russo, e esta "Sociedade Russa" desempenhou um papel no restabelecimento dos jesuítas no Ocidente. No geral, o catolicismo romano foi estritamente controlado durante o reinado de Catarina II, que foi considerado uma época de relativa tolerância ao catolicismo. Os católicos eram vistos com desconfiança pelo Império Russo como elementos do nacionalismo polaco, uma percepção que aumentou especialmente após a Revolta de Janeiro. Depois disso, as políticas de russificação se intensificaram e igrejas ortodoxas, como a Catedral de Alexander Nevsky, em Varsóvia, foram construídas em toda a Polônia do Congresso, mas nenhuma conversão forçada foi tentada.
A política religiosa czarista centrava-se na punição dos dissidentes ortodoxos, como os uniatas e os sectários. Os Velhos Crentes eram vistos como elementos perigosos e eram severamente perseguidos. Várias seitas menores, como os cristãos espirituais e os molocanos, foram banidas para o exílio interno na Transcaucásia e na Ásia Central, com algumas delas emigrando para as Américas. Os Doukhobores vieram estabelecer-se principalmente no Canadá.
Em 1905, o Imperador Nicolau II emitiu um édito de tolerância religiosa que deu estatuto legal às religiões não ortodoxas. Isto criou uma “Idade de Ouro da Velha Fé” para os Velhos Crentes anteriormente perseguidos até ao surgimento da União Soviética. No início do século XX, algumas das restrições da Zona de Assentamento foram revertidas, embora não tenham sido formalmente abolidas até a Revolução de Fevereiro. No entanto, alguns historiadores avaliam o czar Nicolau II como tendo dado aprovação tácita aos pogroms antissemitas que resultaram de motins reaccionários. Edward Radzinsky sugeriu que muitos pogroms foram incitados pelas autoridades e apoiados pela polícia secreta russa czarista, a Okhrana, mesmo que alguns tenham ocorrido espontaneamente. Segundo Radzinsky, Sergei Witte (nomeado primeiro-ministro em 1905) observou nas suas Memórias que descobriu que algumas proclamações que incitavam pogroms foram impressas e distribuídas pela Polícia Imperial. (p69)

## Demografia

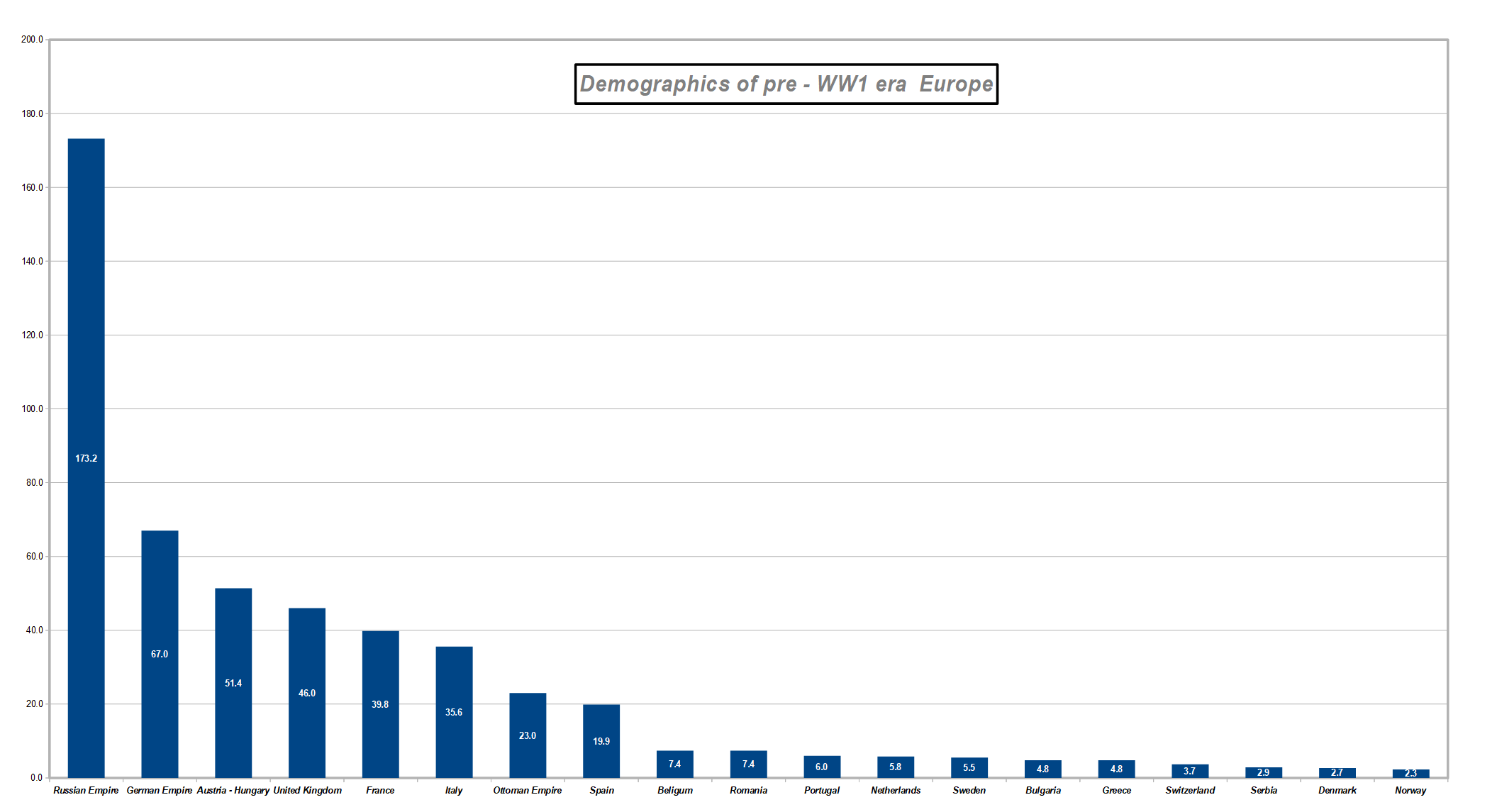
Demografia dos países europeus pré-Primeira Guerra Mundial

### Censo imperial de 1897
De acordo com dados publicados em 1905, com base no censo do Império Russo de 1897, os adeptos das diferentes comunidades religiosas do império eram aproximadamente os seguintes.

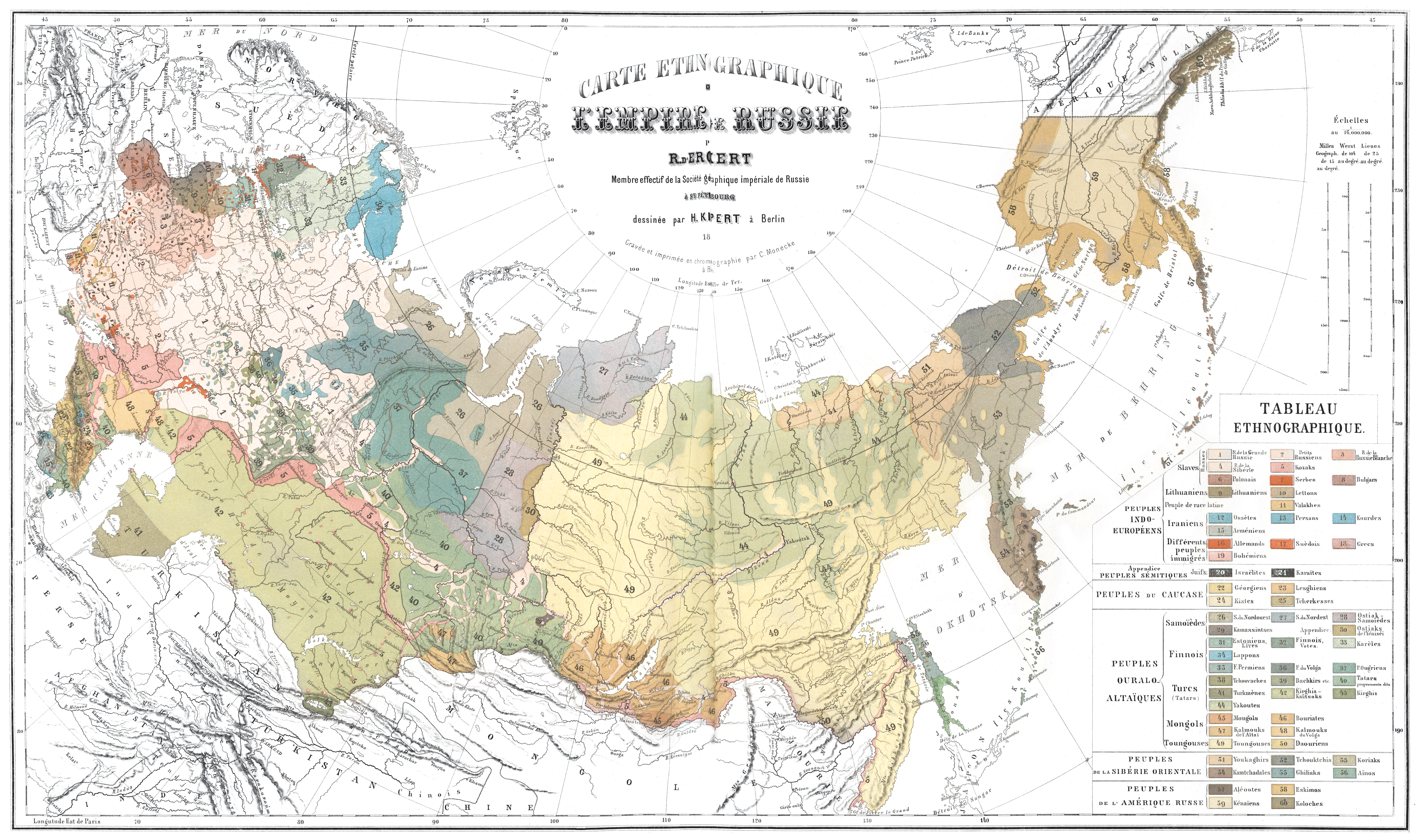
Mapa Etnográfico do Império Russo por Pauli Gustav-Fedor Khristianovich 1862

| Religião                                 | Adeptos    | %     |
| ---------------------------------------- | ---------- | ----- |
| Cristianismo Ortodoxo Russo              | 87.123.604 | 69,3% |
| Islamismo                                | 13.906.972 | 11,1% |
| Catolicismo Romano                       | 11.467.994 | 9,1%  |
| Judaísmo Rabínico                        | 5.215.805  | 4,2%  |
| Luteranismo[j]                           | 3.572.653  | 2,8%  |
| Igreja Ortodoxa Russa dos Velhos Crentes | 2.204.596  | 1,8%  |
| Igreja Apostólica Armênia                | 1.179.241  | 0,9%  |
| Budistas (menores) e Lamaístas (menores) | 433.863    | 0,4%  |
| Outras religiões não-cristãs             | 285.321    | 0,2%  |
| Reformada                                | 85.400     | 0,1%  |
| Menonitas                                | 66.564     | 0,1%  |
| Igreja Católica Arménia                  | 38.840     | 0,0%  |
| Batistas                                 | 38.139     | 0,0%  |
| Caraísmo                                 | 12.894     | 0,0%  |
| Anglicanos                               | 4.183      | 0,0%  |
| Outras religiões cristãs                 | 3.952      | 0,0%  |

### Ásia Central Russa
A Ásia Central Russa também era chamada de Turquestão. De acordo com o censo de 1897, os cinco oblasts da Ásia Central Russa continham 5.260.300 habitantes, 13,9% deles urbanos. As maiores cidades foram Tashkent (156.400), Kokand (82.100), Namangan (61.900) e Samarcanda (54.900). Em 1911, 17 por cento da população de Semireche e metade dos seus residentes urbanos eram russos, quatro quintos deles colonos agrícolas. Nos outros quatro oblasts, no mesmo ano, os russos constituíam apenas 4% da população e a esmagadora maioria vivia em povoações de estilo europeu ao lado dos bairros nativos nas grandes cidades.

## Militares

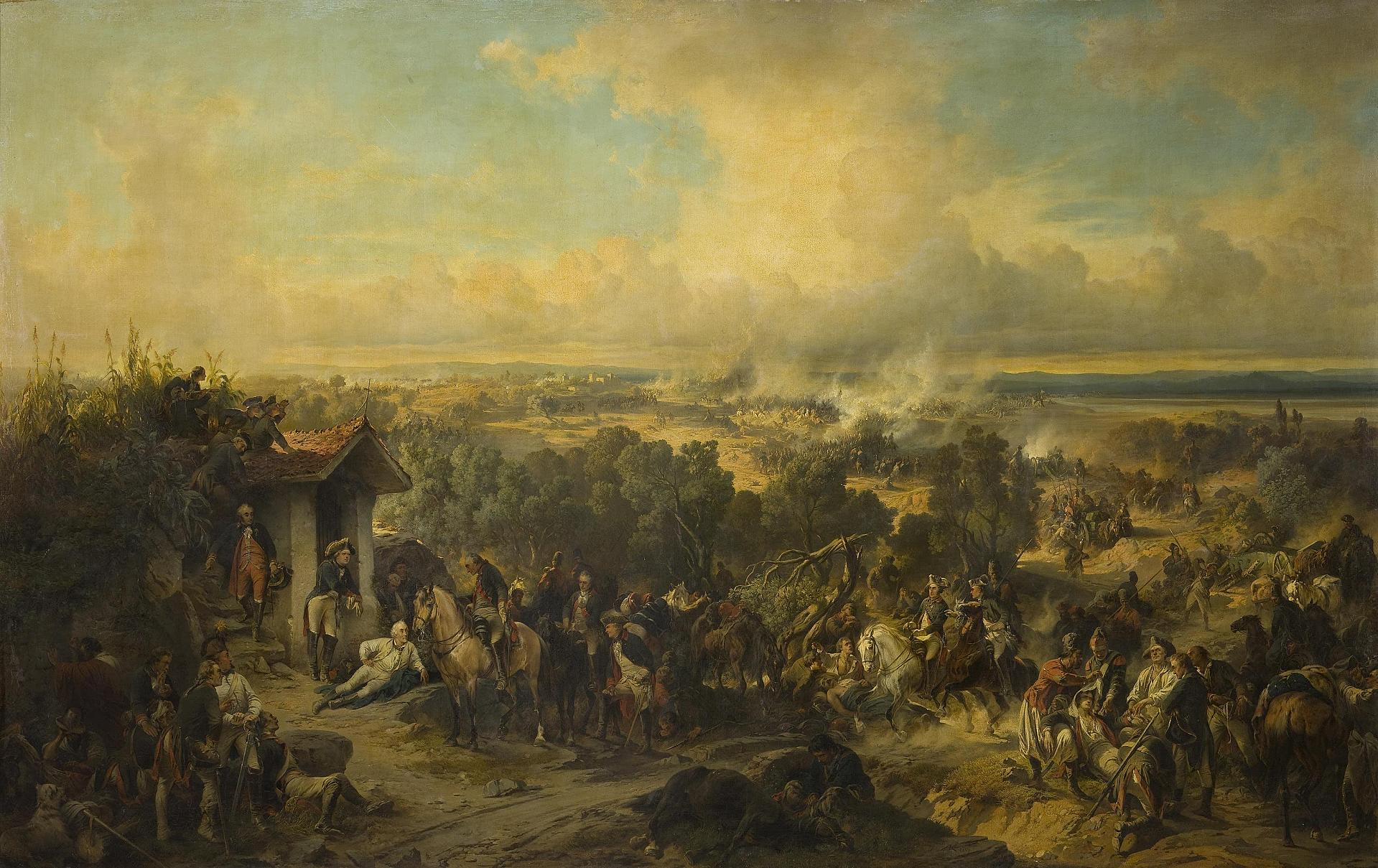
Batalha do Trebbia (1799) por Alexander von Kotzebue

As forças armadas do Império Russo consistiam no Exército Imperial Russo e na Marinha Imperial Russa . O Imperador da Rússia era o comandante-chefe das forças armadas e implementava suas políticas militares por meio do Ministério da Guerra e do Ministério da Marinha, que eram encarregados de administrar seus respectivos ramos. Não havia uma equipe conjunta, mas comissões conjuntas foram formadas para trabalhar em tarefas específicas que envolviam ambos os serviços.  O Estado-Maior do Ministério da Guerra administrava a organização, o treinamento e a mobilização do Exército, além de coordenar os diferentes ramos do Exército, enquanto o Estado-Maior Geral era responsável pelo planejamento operacional. Esta estrutura desenvolveu-se na década de 1860, após a Guerra da Crimeia. O Ministério da Marinha tinha uma estrutura semelhante, incluindo um Estado-Maior encarregado da administração e um Comité Tecnológico Naval, e após a Guerra Russo-Japonesa foi adicionado um Estado-Maior Naval para planeamento operacional e preparação para a guerra. 

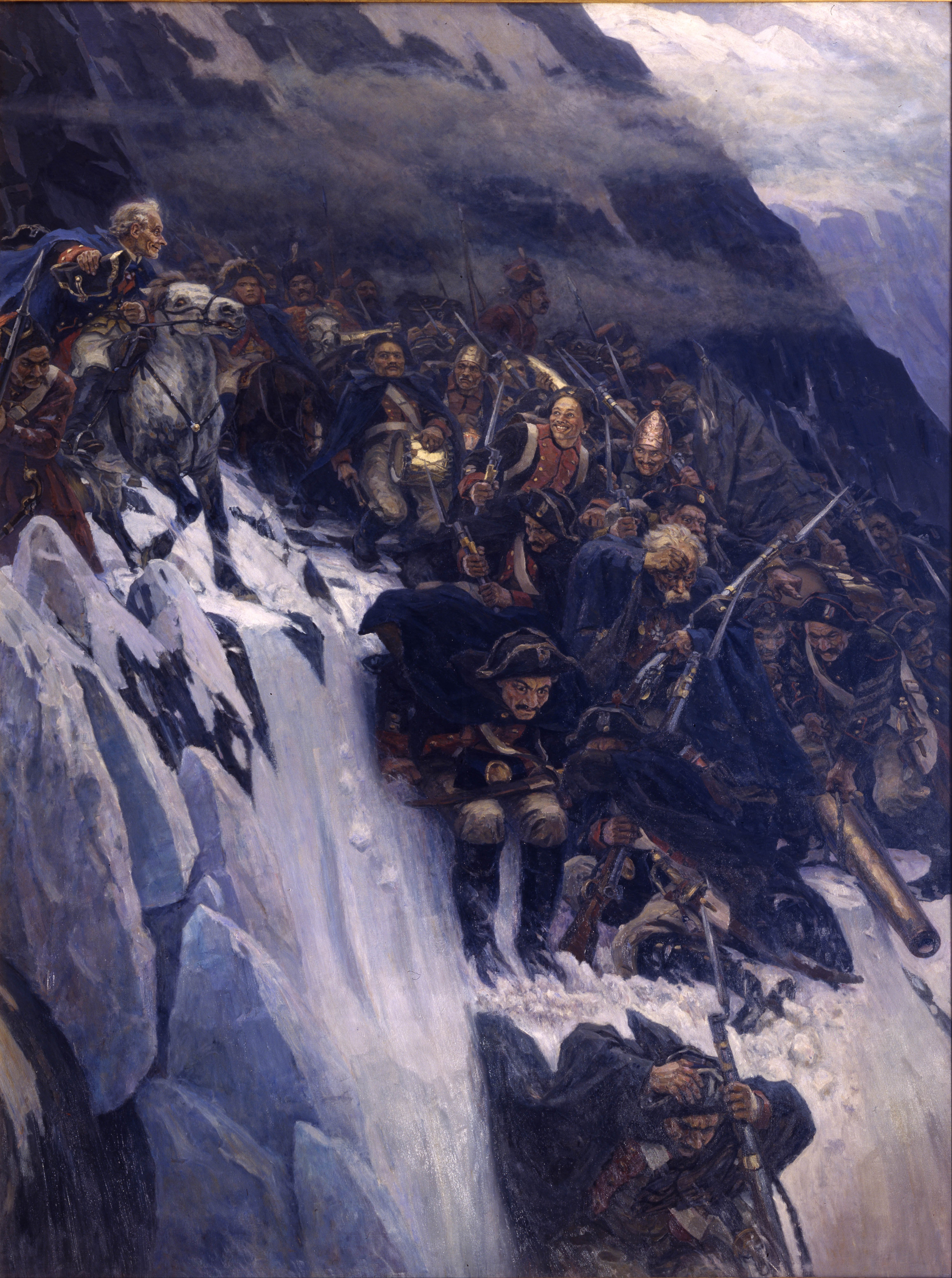
Suvorov cruzando os Alpes em 1799. Por Vasily Surikov

Pedro, o Grande, transformou a mistura de forças irregulares, feudais e modernizadas da Rússia em um exército e uma marinha permanentes para atender às demandas impostas pela Grande Guerra do Norte contra a Suécia e os conflitos com o Império Otomano. Seu reinado também acelerou mudanças que já haviam começado antes. Pedro emitiu um decreto em 1699 que formou a base para o recrutamento do exército,  fundou uma escola de artilharia em 1701 e uma escola de engenharia em 1709, elaborou regulamentos militares para a organização do exército em 1716,  criou órgãos administrativos para supervisionar as forças terrestres e navais em 1718 (o Colégio de Guerra e o Almirantado),  e supervisionou a construção de uma nova marinha do zero. Estas reformas foram feitas com a ajuda de especialistas estrangeiros, embora antes do fim do reinado de Pedro estes especialistas estivessem a ser cada vez mais substituídos por oficiais russos.
A maioria dos soldados e marinheiros alistados eram recrutas camponeses, embora no final do século XIX a Marinha Imperial preferisse recrutar membros da classe trabalhadora urbana para preencher suas funções mais técnicas. Tanto o exército como a marinha tinham escassez de oficiais não comissionados, que eram promovidos das fileiras alistadas e tendiam a abandonar o exército no final do seu serviço obrigatório.  Com excepção de algumas unidades especiais,  quase ninguém se juntou voluntariamente ao exército sem a intenção de se tornar oficial. Após as reformas pós-Guerra da Crimeia, havia três principais fontes de comissionamento de oficiais do exército: o Corpo de Pajens, o corpo de cadetes e os junkers ou escolas militares. O corpo de cadetes, entre os quais o Corpo de Pajens era considerado o mais elitista,  fornecia uma educação militar em internato aos filhos da alta nobreza quando adolescentes. As escolas de junker forneciam o maior número de oficiais e tinham um programa educacional de dois anos para soldados alistados mais velhos que serviam por pelo menos um ano, e estes eram, na maioria das vezes, da nobreza menor ou plebeus. A maioria dos oficiais do exército eram nobres, embora isso tenha mudado no final do século XIX, com os não nobres sendo quase metade do corpo de oficiais na década de 1890. A fonte dos oficiais navais era o Corpo de Cadetes Navais. A maioria dos oficiais da Marinha também pertencia à nobreza, e muitos deles descendiam de famílias alemãs do Báltico ou suecas com um histórico de serviço naval.
O orçamento militar russo diminuiu no final do século XIX, à medida que o governo priorizava os gastos para fins civis, pagando juros sobre empréstimos estrangeiros e construindo ferrovias. A Rússia manteve um grande exército permanente em tempo de paz, com mais de um milhão de homens, nas décadas que se seguiram às Guerras Napoleónicas, e, no início da Primeira Guerra Mundial, era o maior da Europa. Durante a guerra, o Exército Russo não conseguiu igualar o Exército Alemão em proficiência táctica e operacional, mas o seu desempenho contra o Exército Austro-Húngaro e o Exército Otomano foi credível. A Guerra Russo-Japonesa levou a Rússia da terceira maior marinha do mundo para a sexta maior. Um programa de reconstrução aprovado pela Duma Estatal em 1912, mas não foi concluído antes da Primeira Guerra Mundial. A Frota do Báltico da Rússia permaneceu na defensiva contra a Frota Alemã de Alto-Mar,  mas sua Frota do Mar Negro teve sucesso em atacar navios mercantes otomanos e ameaçou a capacidade do Império Otomano de continuar a guerra.

## Sociedade
O Império Russo era predominantemente uma sociedade rural espalhada por vastos espaços. Em 1913, 80% da população eram camponeses. A historiografia soviética proclamou que o Império Russo do século XIX foi caracterizado por uma crise sistémica, que empobreceu os trabalhadores e camponeses e culminou nas revoluções do início do século XX. Pesquisas recentes de estudiosos russos contestam esta interpretação. Mironov avalia os efeitos das reformas do final do século XIX, especialmente em termos da emancipação dos servos em 1861, das tendências da produção agrícola, de vários indicadores de padrão de vida e da tributação dos camponeses. Ele argumenta que essas reformas trouxeram melhorias mensuráveis no bem-estar social. De forma mais geral, ele descobre que o bem-estar do povo russo diminuiu durante a maior parte do século 18, mas aumentou lentamente desde o final do século 18 até 1914.

### Propriedades
Os súditos do Império Russo foram segregados em sosloviyes, ou propriedades sociais (classes), como nobreza (dvoryanstvo), clero, mercadores, cossacos e camponeses. Povos nativos do Cáucaso, áreas russas não étnicas como Tartaristão, Bascortostão, Sibéria e Ásia Central foram oficialmente registrados como uma categoria chamada inorodtsy (não-eslavos, literalmente: "pessoas de outra origem").
A maioria da população, 81,6%, pertencia à ordem camponesa. As demais classes eram a nobreza, 0,6%; clero, 0,1%; os burgueses e comerciantes, 9,3%; e militares, 6,1%. Mais de 88 milhões de russos eram camponeses, alguns dos quais eram ex-servos (10.447.149 homens em 1858) – o restante sendo "camponeses do estado" (9.194.891 homens em 1858, excluindo a província de Arcanjo) e "camponeses do domínio" (842.740 homens no mesmo ano).

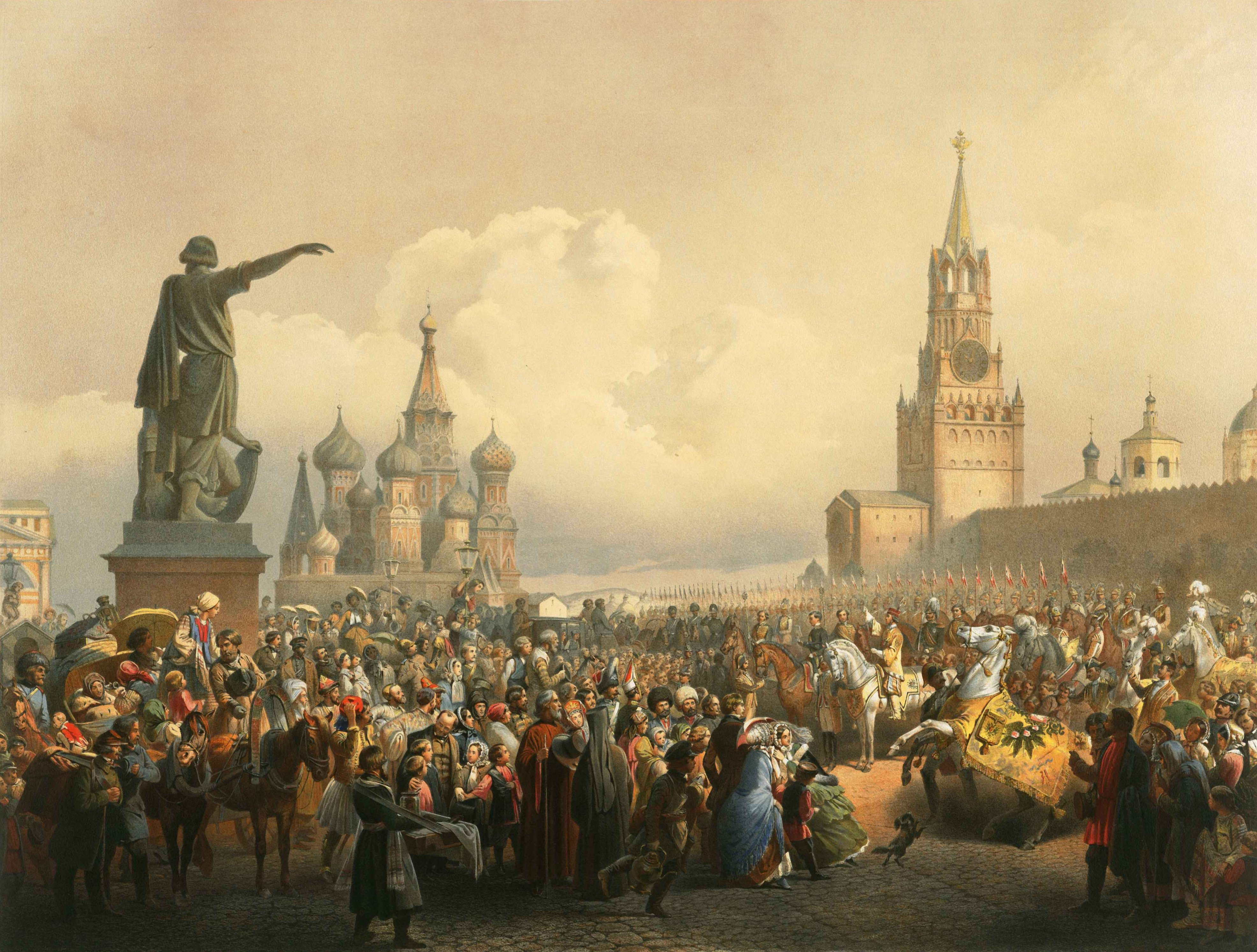
Pintura de 1856 imaginando o anúncio da coroação de Alexandre II naquele ano

Outros status:
- Intelligentsia
- Raznochintsy
- Zemlyachestvo

### Servidão
A servidão que se desenvolveu na Rússia no século XVI e foi consagrada na lei em 1649 foi abolida em 1861.

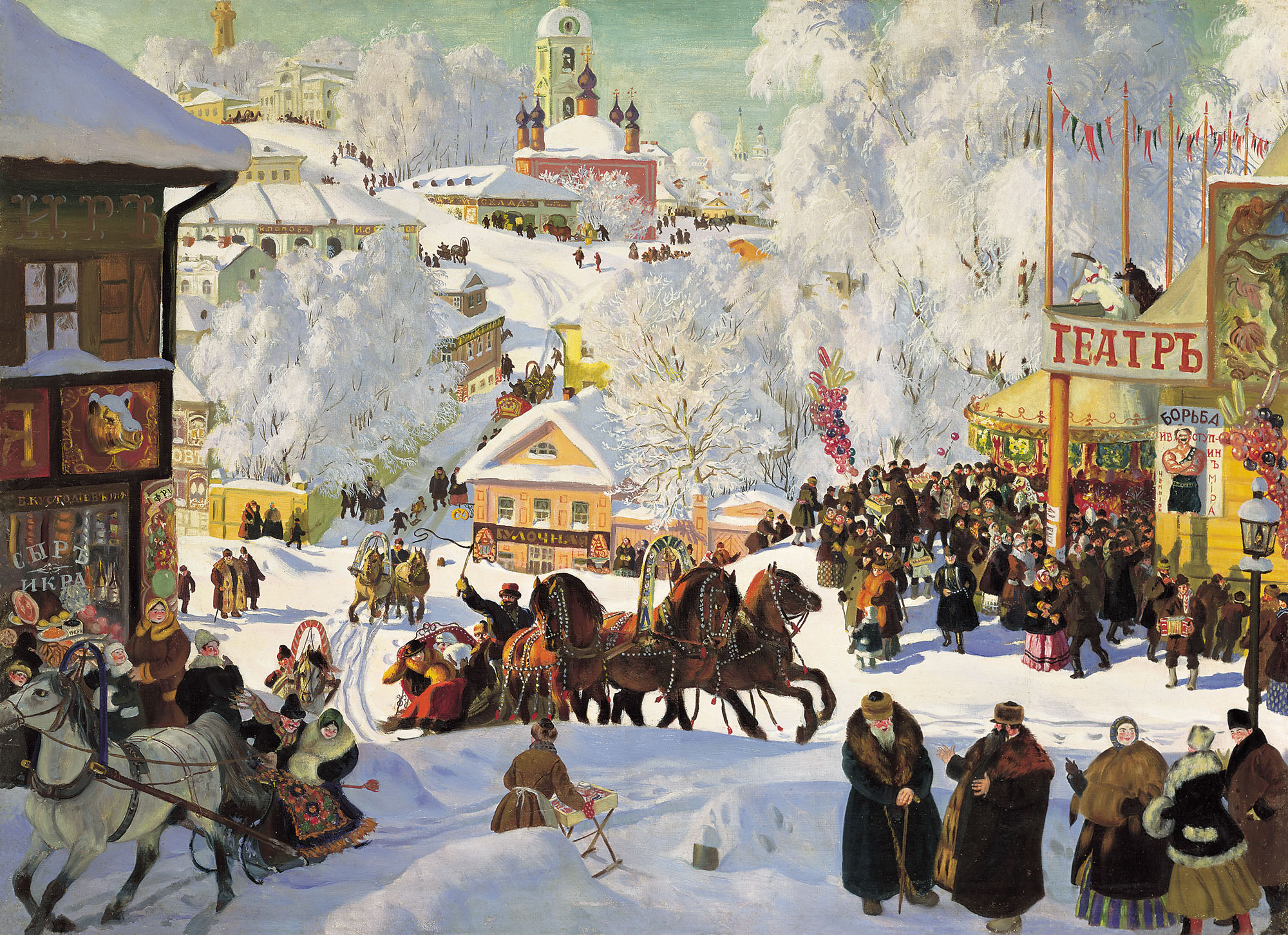
A pintura Maslenitsa de Boris Kustodiev, de 1916, retratando uma cidade russa no inverno

Jovens camponesas russas em frente a uma tradicional casa de madeira (c. 1909-1915), fotografia tirada por Prokudin-Gorskii

Os empregados domésticos ou dependentes vinculados ao serviço pessoal eram apenas libertados, enquanto os camponeses proprietários recebiam as suas casas e pomares, e parcelas de terra arável. Estas parcelas foram entregues à comuna rural, a mir, a quem cabia o pagamento dos impostos das parcelas. Por estas parcelas, os camponeses tinham de pagar uma renda fixa, que poderia ser paga pelo trabalho pessoal. As parcelas poderiam ser resgatadas pelos camponeses com a ajuda da Coroa, e então eles seriam liberados de todas as obrigações para com o proprietário. A Coroa pagava ao senhorio e os camponeses tinham de reembolsar a Coroa, durante quarenta e nove anos a juros de 6%. O resgate financeiro ao senhorio não era calculado sobre o valor dos lotes, mas era considerado como uma compensação pela perda do trabalho obrigatório dos servos. Muitos proprietários conseguiram reduzir as parcelas que os camponeses ocupavam sob a servidão e frequentemente privaram-nos precisamente daquelas terras de que mais necessitavam: pastagens em redor das suas casas. O resultado foi obrigar os camponeses a arrendar terras aos seus antigos senhores.
Os servos viviam em condições deploráveis, trabalhando nos campos quase sete dias por semana e sendo exilados nas duras terras da Sibéria ou enviados para o serviço militar. Os proprietários tinham o direito de vender escravos, dependendo se estavam atacando terras ou eram acusados (ou seja, haviam fugido do trabalho). Os filhos dos servos recebiam menos educação . Esses servos eram fortemente tributados, o que os tornava os mais pobres de todos os russos. Em 1861, o imperador Alexandre II viu os servos como um problema que impedia o desenvolvimento da Rússia, por isso libertou 23 milhões de servos para se tornarem livres,  mas eles permaneceram indigentes em toda a população anteriormente escravizada, apesar dos seus direitos. O sistema zemstvo foi introduzido em 1865 como uma assembleia rural com autoridade administrativa sobre a população local, incluindo educação e bem-estar, que os ex-servos não conseguiam adquirir.
Estatutos excepcionais:
- Agricultor livre
- Servo do estado

### Camponeses
Os antigos servos tornaram-se camponeses, juntando-se aos milhões de agricultores que já tinham o estatuto de camponeses. A maioria dos camponeses vivia em dezenas de milhares de pequenas aldeias sob um sistema altamente patriarcal. Centenas de milhares de pessoas mudaram-se para as cidades para trabalhar nas fábricas, mas normalmente mantiveram as suas ligações nas aldeias.

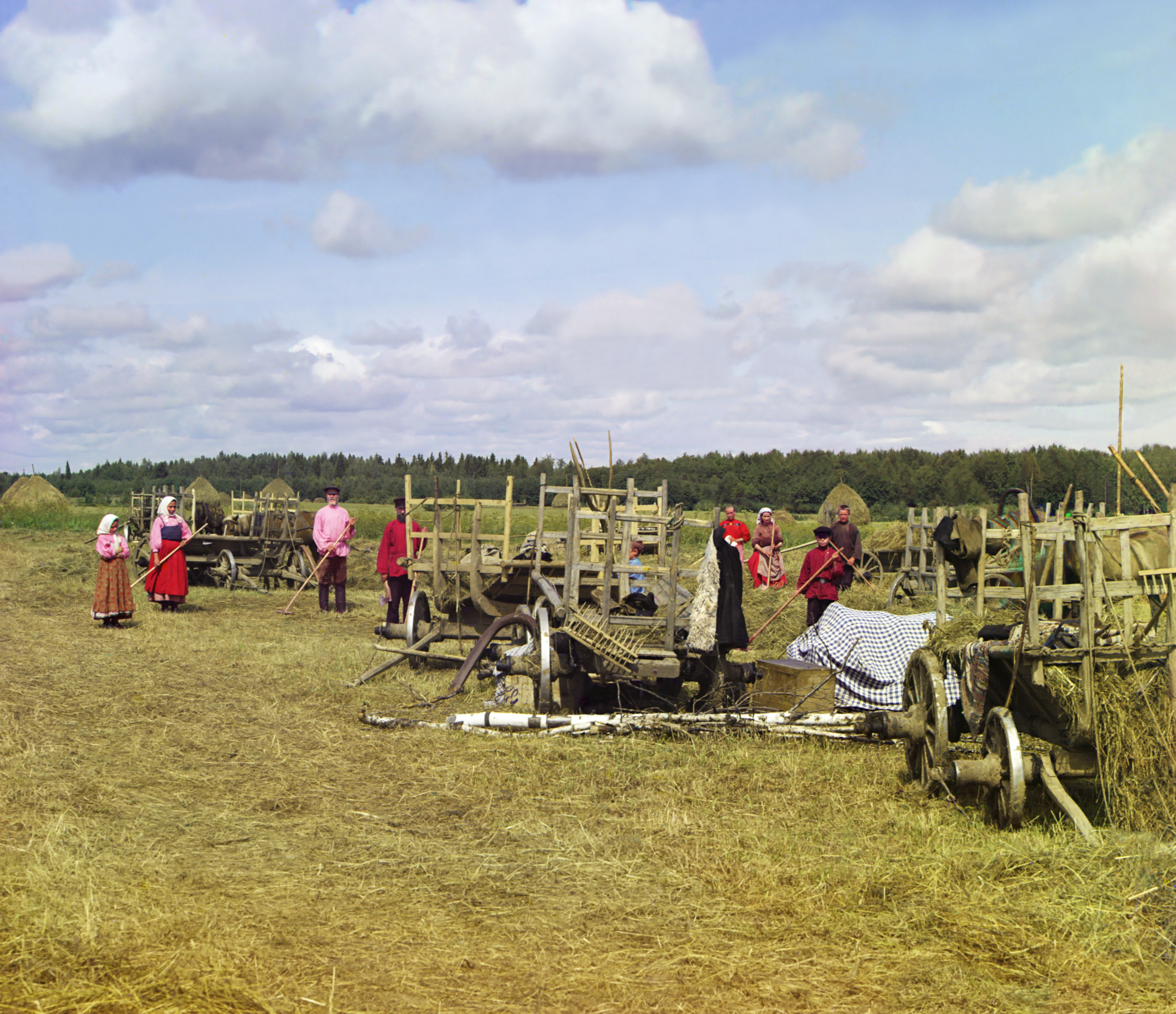
Camponeses na Rússia (fotografia tirada por Sergey Prokudin-Gorsky em 1909)

Após a reforma da Emancipação, um quarto dos camponeses recebeu parcelas de apenas 2,9 acre(s)s (1,2 ha) por homem, e metade recebeu menos de 3.4 a 4.6 hectares (8.5 a 11.4 acres); o tamanho normal da parcela necessária para a subsistência de uma família no sistema de três campos é estimado em 11 a 17 hectares (28 a 42 acres). Este terreno foi necessariamente alugado aos proprietários. O valor agregado do resgate e dos impostos sobre a terra atingia frequentemente 185 a 275% do valor normal de arrendamento dos lotes, para não falar dos impostos para fins de recrutamento, da igreja, das estradas, da administração local, e assim por diante, cobrados principalmente sobre os camponeses. . Este fardo aumentava a cada ano; conseqüentemente, um quinto dos habitantes abandonou suas casas e o gado desapareceu. Todos os anos, mais de metade dos homens adultos (em alguns distritos, três quartos dos homens e um terço das mulheres) abandonam as suas casas e vagueiam por toda a Rússia em busca de trabalho. Nos governos da Área da Terra Negra a situação não era melhor. Muitos camponeses receberam "cotas gratuitas", cujo valor era cerca de um oitavo das cotas normais.
A cota média em Kherson era de apenas 0,90 acre(s)s (0,36 ha), e para cotas de 1.2 a 2.3 hectares (2.9 a 5.8 acres) os camponeses pagavam 5 a 10 rublos de imposto de resgate. Os camponeses do Estado estavam em melhor situação; mas eles também estavam emigrando em massa. Foi apenas na estepe que a situação era mais esperançosa. Na Ucrânia, onde as quotas eram pessoais (o mir existia apenas entre os camponeses do Estado), a situação não era melhor, devido aos elevados impostos de resgate. Nas províncias ocidentais, onde as terras foram avaliadas de forma mais barata e as distribuições aumentaram um pouco após a insurreição polaca, a situação era melhor. Finalmente, nas províncias bálticas, quase todas as terras pertenciam aos proprietários alemães, que cultivavam as terras eles próprios, com trabalhadores contratados, ou as alugavam em pequenas explorações. Apenas um quarto dos camponeses eram agricultores; o restante eram meros trabalhadores.

### Proprietários de terras
A situação dos antigos proprietários de servos também era insatisfatória. Acostumados ao uso do trabalho compulsório, não conseguiram se adaptar às novas condições. Os milhões de rublos de dinheiro de resgate recebidos da coroa foram gastos sem que quaisquer melhorias agrícolas reais ou duradouras tivessem sido efetuadas. As florestas foram vendidas e os únicos proprietários prósperos eram aqueles que cobravam aluguéis exorbitantes pelas terras distribuídas aos camponeses. Houve um aumento de riqueza entre poucos, mas junto com isso um empobrecimento geral da massa popular. Somado a isso, a instituição peculiar do mir – enquadrada no princípio da propriedade comunitária e ocupação da terra – o efeito geral não foi encorajador do esforço individual.
Durante os anos de 1861 a 1892, as terras pertencentes aos nobres diminuíram 30%, ou de 850,000 para 610,000 km2 (210,000,000 to 150,000,000 acres); durante os quatro anos seguintes, mais 2 119 500
 acre(s)s (8 600 km2) foram vendidos; e desde então as vendas prosseguiram em ritmo acelerado, até que só em 1903 perto de 8 000 km2 (2 000 000 acre(s)s) saíram de suas mãos. Por outro lado, desde 1861, e mais especialmente desde 1882, quando foi fundado o Banco de Terras Camponesas para fazer adiantamentos aos camponeses que desejassem adquirir terras, os antigos servos, ou melhor, os seus descendentes, compraram entre 1883 e 1904 cerca de 19 500 000
 acre(s)s (78 900 km2) de seus antigos senhores.
Em Novembro de 1906, contudo, o Imperador Nicolau II promulgou uma ordem provisória permitindo aos camponeses tornarem-se proprietários livres das parcelas feitas no momento da emancipação, sendo todas as taxas de resgate remetidas. Esta medida, que foi aprovada pela Terceira Duma numa lei aprovada em 21 de Dezembro de 1908, foi calculada para ter efeitos profundos e de longo alcance na economia rural da Rússia. Treze anos antes, o governo havia se esforçado para garantir maior estabilidade e permanência da posse, estabelecendo que pelo menos doze anos deveriam decorrer entre cada duas redistribuições da terra pertencente a um mir entre aqueles com direito a compartilhá-la. A ordem de Novembro de 1906 previa que as diversas faixas de terra detidas por cada camponês fossem fundidas numa única propriedade; a Duma, porém, a conselho do governo, deixou a sua implementação para o futuro, considerando-a um ideal que só poderia ser concretizado gradualmente.

### Mídia
A censura foi severa até o reinado de Alexandre II, mas nunca desapareceu. Os jornais eram estritamente limitados no que podiam publicar, e os intelectuais preferiam as revistas literárias como seus veículos editoriais. Fiódor Dostoiévski, por exemplo, ridicularizou os jornais de São Petersburgo, como Golos e Peterburgskii Listok, que acusou de publicar ninharias e distrair os leitores das prementes preocupações sociais da Rússia contemporânea através da sua obsessão pelo espetáculo e pela cultura popular europeia.

### Educação

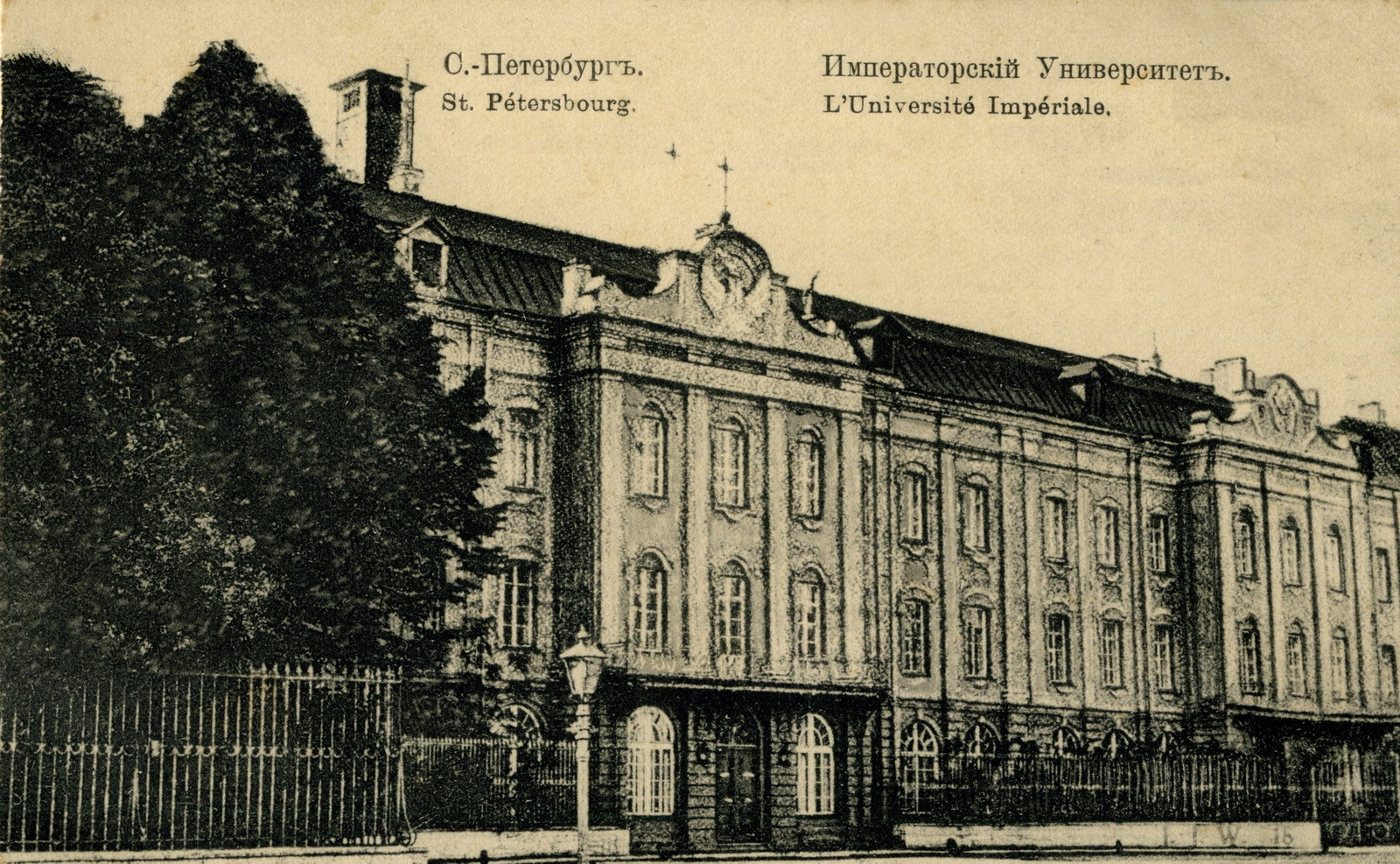
Universidade Imperial de São Petersburgo

Os padrões educacionais eram muito baixos no Império Russo, embora tenham aumentado lentamente no último século de existência. Em 1800, o nível de alfabetização entre os camponeses do sexo masculino variava entre 1 e 12 por cento e entre 20 e 25 por cento para os homens urbanos. A alfabetização entre as mulheres era muito baixa. As taxas de alfabetização eram mais altas para a nobreza (84 a 87 por cento), para os comerciantes (mais de 75 por cento) e depois para os trabalhadores e camponeses. Os servos eram os menos alfabetizados. Em todos os grupos, as mulheres eram muito menos alfabetizadas que os homens. Em contraste, na Europa Ocidental, os homens urbanos tinham uma taxa de alfabetização de cerca de 50%. A hierarquia ortodoxa suspeitava da educação, não vendo qualquer necessidade religiosa de alfabetização. Os camponeses não precisavam ser alfabetizados, e aqueles que precisavam – como artesãos, empresários e profissionais liberais – eram poucos. Ainda em 1851, apenas 8% dos russos viviam em cidades.
A adesão em 1801 de Alexandre I (1801-1825) foi amplamente saudada como uma abertura a novas ideias liberais do Iluminismo europeu. Muitas reformas foram prometidas, mas poucas foram realmente realizadas antes de 1820, quando o imperador voltou sua atenção para as relações exteriores e a religião pessoal e ignorou as questões de reforma. Em nítido contraste com a Europa Ocidental, todo o império tinha uma burocracia muito pequena – cerca de 17 mil funcionários públicos, a maioria dos quais viviam em duas das maiores cidades, Moscovo e São Petersburgo. A modernização do governo exigiu números muito maiores; mas isso, por sua vez, exigia um sistema educativo que pudesse proporcionar formação adequada. A Rússia não tinha isso e, para obter educação universitária, os jovens iam para a Europa Ocidental. O exército e a igreja tinham os seus próprios programas de formação, estreitamente centrados nas suas necessidades específicas. A reforma bem-sucedida mais importante sob Alexandre I foi a criação de um sistema nacional de educação.

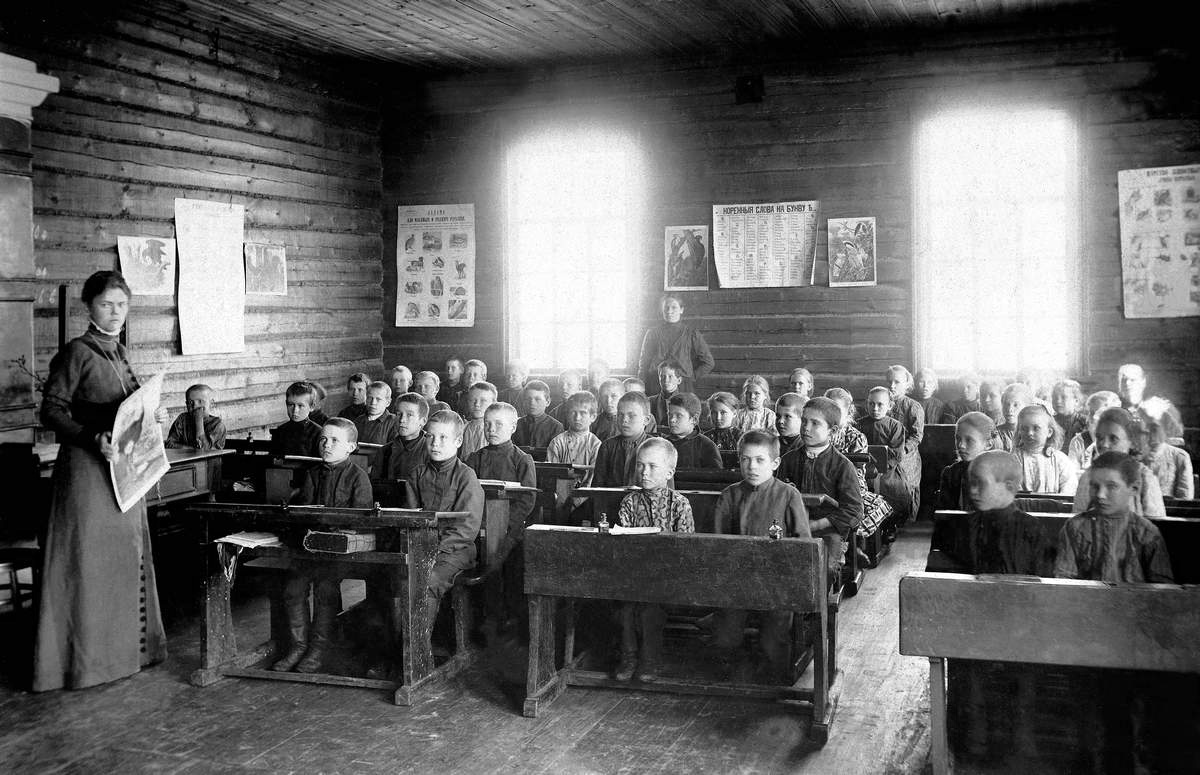
Escola primária russa em 1900

O Ministério da Educação foi criado em 1802 e o país foi dividido em seis regiões educacionais. O plano a longo prazo previa uma universidade em cada região, uma escola secundária em cada grande cidade, escolas primárias melhoradas e – servindo o maior número de estudantes – uma escola paroquial para cada duas freguesias. Em 1825, o governo nacional administrava seis universidades, quarenta e oito escolas secundárias estaduais e 337 escolas primárias melhoradas. Professores altamente qualificados chegaram da França, fugindo da revolução local. Os jesuítas exilados criaram internatos de elite até que sua ordem foi expulsa em 1815. No mais alto nível, as universidades baseavam-se no modelo alemão — em Kazan, Kharkov, São Petersburgo, Vilna (refundada como Universidade Imperial em 1803) e Dorpat — enquanto a relativamente jovem Universidade Imperial de Moscou era expandida. As formas superiores de educação estavam reservadas a uma elite muito pequena, com apenas algumas centenas de estudantes nas universidades em 1825 e 5.500 nas escolas secundárias. Não havia escolas abertas para meninas. A maioria das famílias ricas ainda dependia de professores particulares.
O imperador Nicolau I era um reacionário que queria neutralizar as ideias estrangeiras, especialmente aquelas que ele ridicularizava como "pseudo-conhecimento". No entanto, o seu ministro da educação, Sergey Uvarov, a nível universitário promoveu mais liberdade académica para o corpo docente, que estava sob suspeita de oficiais reacionários da igreja. Uvarov elevou os padrões acadêmicos, melhorou as instalações e abriu um pouco mais as portas de admissão. Nicolau tolerou as conquistas de Uvarov até 1848, depois reverteu suas inovações. Durante o resto do século, o governo nacional continuou a concentrar-se nas universidades e, em geral, ignorou as necessidades educativas primárias e secundárias. Em 1900, havia 17 mil estudantes universitários e mais de 30 mil estavam matriculados em institutos técnicos especializados. Os estudantes destacaram-se em Moscovo e São Petersburgo como uma força política tipicamente na vanguarda das manifestações e distúrbios. A maioria das instituições terciárias do império usava o russo, enquanto algumas usavam outras línguas, mas posteriormente passaram pela russificação. Outras instituições educacionais do império incluíam a Escola Nersisiana em Tíflis.

### Biografia
Pesquisas
- Ascher, Abraham. Russia: A Short History (2011) excerpt and text search Arquivado em 2014-12-24 no Wayback Machine
- Bushkovitch, Paul. A Concise History of Russia (2011) excerpt and text search Arquivado em 2017-05-25 no Wayback Machine
- Freeze, George (2002). Russia: A History 2nd ed. Oxford: Oxford University Press. 556 páginas. ISBN 978-0-19-860511-9. Consultado em 11 de setembro de 2017. Cópia arquivada em 26 de março de 2023
- Geoffrey, Hosking (2011). Russia and the Russians: A History 2nd ed. [S.l.]: Harvard University Press. ISBN 978-0-674-06195-8. Consultado em 5 de janeiro de 2023. Cópia arquivada em 20 de janeiro de 2023
- Hughes, Lindsey (2000). Russia in the Age of Peter the Great. New Haven, CT: Yale University Press. 640 páginas. ISBN 978-0-300-08266-1
- Kamenskii, Aleksandr B. The Russian Empire in the Eighteenth Century: Searching for a Place in the World (1997) . xii. 307 pp. A synthesis of much Western and Russian scholarship.
- Lieven, Dominic, ed. The Cambridge History of Russia: Volume 2, Imperial Russia, 1689–1917 (2015)
- Lieven, Dominic. Empire; The Russian Empire and Its Rivals (Yale UP, 2001)
- Lincoln, W. Bruce. The Romanovs: Autocrats of All the Russias (1983) excerpt and text search Arquivado em 2017-05-25 no Wayback Machine, sweeping narrative history
- Longley, David (2000). The Longman Companion to Imperial Russia, 1689–1917. New York: Longman Publishing Group. 496 páginas. ISBN 978-0-582-31990-5
- McKenzie, David & Michael W. Curran. A History of Russia, the Soviet Union, and Beyond. 6th ed. Belmont, CA: Wadsworth Publishing, 2001.ISBN 0-534-58698-8.
- Moss, Walter G. A History of Russia. Vol. 1: To 1917. 2d ed. Anthem Press, 2002.
- Pares, Bernard. A history of Russia (1947) pp 221–537, by a famous historian online free to borrow
- Perrie, Maureen, et al. The Cambridge History of Russia. (3 vol. Cambridge University Press, 2006). excerpt and text search Arquivado em 2016-03-17 no Wayback Machine
- Riasanovsky, Nicholas V. and Mark D. Steinberg. A History of Russia. 7th ed. New York: Oxford University Press, 2004, 800 pages. online 4th edition free to borrow
- Ziegler; Charles E. The History of Russia (Greenwood Press, 1999) online edition

Geografia, mapas tópicos
- Barnes, Ian. Restless Empire: A Historical Atlas of Russia (2015), copies of historic maps
- Catchpole, Brian. A Map History of Russia (Heinemann Educational Publishers, 1974), new topical maps.
- Channon, John, and Robert Hudson. The Penguin historical atlas of Russia (Viking, 1995), new topical maps.
- Chew, Allen F. An atlas of Russian history: eleven centuries of changing borders (Yale UP, 1970), new topical maps.
- Gilbert, Martin. Atlas of Russian history (Oxford UP, 1993), new topical maps.
- Parker, William Henry. An historical geography of Russia (Aldine, 1968).

1801–1917
- Lieven, Dominic (2015). The End of Tsarist Russia: The March to World War I and Revolution. [S.l.]: Penguin. ISBN 978-0-14-310955-6. Consultado em 10 de janeiro de 2023. Cópia arquivada em 27 fev 2024
- Manning, Roberta. The Crisis of the Old Order in Russia: Gentry and Government. Princeton University Press, 1982.
- Pares, Bernard.  The Fall Of The Russian Monarchy (1939) pp 94–143. Online
- Pipes, Richard. Russia under the Old Regime (2nd ed. 1997)
- Seton-Watson, Hugh (1967). The Russian empire 1801–1917 (PDF). [S.l.: s.n.]
- Waldron, Peter (1997). The End of Imperial Russia, 1855–1917. New York: St. Martin's Press. 189 páginas. ISBN 978-0-312-16536-9
- Westwood, J. N. (2002). Endurance and Endeavour: Russian History 1812–2001 5th ed. Oxford: Oxford University Press. pp. 656. ISBN 978-0-19-924617-5

#### Relações militares e externas
- Adams, Michael. Napoleon and Russia (2006).
- Dowling, Timothy C. (2014). Russia at War: From the Mongol Conquest to Afghanistan, Chechnya, and Beyond [2 volumes]. [S.l.]: ABC-CLIO. ISBN 978-1-59884-948-6. Consultado em 12 de maio de 2016. Cópia arquivada em 12 de janeiro de 2023
- Englund, Peter (2002). The Battle That Shook Europe: Poltava and the Birth of the Russian Empire. New York: I. B. Tauris. 288 páginas. ISBN 978-1-86064-847-2
- Fuller, William C. Strategy and Power in Russia 1600–1914 (1998) excerpts Arquivado em 2021-03-25 no Wayback Machine; military strategy
- Gatrell, Peter. "Tsarist Russia at War: The View from Above, 1914 – February 1917." Journal of Modern History 87#3 (2015): 668–700.
- Jelavich, Barbara. St. Petersburg and Moscow: Tsarist and Soviet Foreign Policy, 1814–1974 (1974) online
- Sanborn, Joshua A. (2014). Imperial Apocalypse: The Great War and the Destruction of the Russian Empire. [S.l.]: Oxford University Press. ISBN 978-0-19-964205-2. Consultado em 11 de janeiro de 2023. Cópia arquivada em 10 de janeiro de 2023
- Lieven, D.C.B. Russia and the Origins of the First World War (1983).
- Lieven, Dominic. Russia Against Napoleon: The True Story of the Campaigns of War and Peace (2011).
- LeDonne, John P. The Russian empire and the world, 1700–1917: The geopolitics of expansion and containment (1997).
- McMeekin, Sean (2011). The Russian Origins of the First World War. [S.l.]: Harvard University Press. ISBN 978-0-674-06210-8. Consultado em 10 de janeiro de 2023. Cópia arquivada em 7 de janeiro de 2023
- Neumann, Iver B. "Russia as a great power, 1815–2007." Journal of International Relations and Development 11#2 (2008): 128–151. online Arquivado em 2017-01-18 no Wayback Machine
- Saul, Norman E. Historical Dictionary of Russian and Soviet Foreign Policy (2014) excerpt and text search Arquivado em 2017-05-25 no Wayback Machine
- Seton-Watson, Hugh. The Russian Empire 1801–1917 (1967) pp 41–68, 83–182, 280–331, 430–460, 567–597, 677–697.
- Stone, David. A Military History of Russia: From Ivan the Terrible to the War in Chechnya excerpts Arquivado em 2017-05-25 no Wayback Machine
- Tucker, Spencer C., ed. (2014). World War I: The Definitive Encyclopedia and Document Collection [5 volumes]: The Definitive Encyclopedia and Document Collection. [S.l.]: ABC-CLIO. ISBN 9781851099658. Consultado em 30 dez 2022. Cópia arquivada em 26 dez 2022
- Tucker, Spencer C., ed. (2019). World War I: A Country-by-Country Guide. [S.l.]: ABC-CLIO. ISBN 978-1-4408-6369-1. Consultado em 30 dez 2022. Cópia arquivada em 26 dez 2022

História econômica, social e étnica
- Chapman, Tim (2002). Imperial Russia, 1801-1905. [S.l.]: Routledge. ISBN 978-1-134-57970-9. Consultado em 13 de janeiro de 2023. Cópia arquivada em 27 fev 2024
- Christian, David. A History of Russia, Central Asia and Mongolia. Vol. 1: Inner Eurasia from Prehistory to the Mongol Empire. (Blackwell, 1998).ISBN 0-631-20814-3.
- De Madariaga, Isabel. Russia in the Age of Catherine the Great (2002), comprehensive topical survey
- Dixon, Simon (1999). The Modernisation of Russia, 1676–1825. Cambridge: Cambridge University Press. 288 páginas. ISBN 978-0-521-37100-1
- Etkind, Alexander. Internal Colonization: Russia's Imperial Experience (Polity Press, 2011) 289 pages; discussion of serfdom, the peasant commune, etc.
- Franklin, Simon, and Bowers, Katherine (eds). Information and Empire: Mechanisms of Communication in Russia, 1600–1850 (Open Book Publishers, 2017) available to read in full online Arquivado em 2017-12-05 no Wayback Machine
- Freeze, Gregory L. From Supplication to Revolution: A Documentary Social History of Imperial Russia (1988)
- Kappeler, Andreas (2001). The Russian Empire: A Multi-Ethnic History. New York: Longman Publishing Group. 480 páginas. ISBN 978-0-582-23415-4
- Milward, Alan S. and S. B. Saul. The Development of the Economies of Continental Europe: 1850–1914 (1977) pp 365–425
- Milward, Alan S. and S. B. Saul. The Economic Development of Continental Europe 1780–1870 (2nd ed. 1979), 552pp
- Mironov, Boris N, and Ben Eklof. The Social History of Imperial Russia, 1700–1917 (2 vol Westview Press, 2000) vol 1 online Arquivado em 29 setembro 2008 no Wayback Machine; vol 2 online Arquivado em 29 setembro 2008 no Wayback Machine
- Mironov, Boris N. (2012) The Standard of Living and Revolutions in Imperial Russia, 1700–1917 (2012) excerpt and text search Arquivado em 2017-05-25 no Wayback Machine
- Mironov, Boris N. (2010) "Wages and Prices in Imperial Russia, 1703–1913", Russian Review (Jan 2010) 69#1 pp 47–72, with 13 tables and 3 charts online
- Moon, David (1999). The Russian Peasantry 1600–1930: The World the Peasants Made. Boston: Addison-Wesley. 396 páginas. ISBN 978-0-582-09508-3
- Pipes, Richard (2011). A Concise History of the Russian Revolution. [S.l.]: Knopf Doubleday Publishing Group. ISBN 978-0-307-78858-0. Consultado em 13 de janeiro de 2023. Cópia arquivada em 12 de janeiro de 2023
- Stein, Howard F. (dez 1976). «Russian Nationalism and the Divided Soul of the Westernizers and Slavophiles». Ethos. 4 (4): 403–438. doi:10.1525/eth.1976.4.4.02a00010
- Stolberg, Eva-Maria. (2004) "The Siberian Frontier and Russia's Position in World History", Review: A Journal of the Fernand Braudel Center 27#3 pp 243–267
- Wirtschafter, Elise Kimerling. Russia's age of serfdom 1649–1861 (2008).

Historiografia e memória
- Burbank, Jane, and David L. Ransel, eds. Imperial Russia: new histories for the Empire (Indiana University Press, 1998)
- Cracraft, James. ed. Major Problems in the History of Imperial Russia (1993)
- Hellie, Richard. "The structure of modern Russian history: Toward a dynamic model." Russian History 4.1 (1977): 1–22. Online Arquivado em 5 julho 2019 no Wayback Machine
- Lieven, Dominic. Empire: The Russian empire and its rivals (Yale UP, 2002), compares Russian with British, Habsburg & Ottoman empires. excerpt Arquivado em 5 julho 2022 no Wayback Machine
- Kuzio, Taras. "Historiography and national identity among the Eastern Slavs: towards a new framework." National Identities (2001) 3#2 pp: 109–132.
- Olson, Gust, and Aleksei I. Miller. "Between Local and Inter-Imperial: Russian Imperial History in Search of Scope and Paradigm." Kritika: Explorations in Russian and Eurasian History (2004) 5#1 pp: 7–26.
- Sanders, Thomas, ed. Historiography of imperial Russia: The profession and writing of history in a multinational state (ME Sharpe, 1999)
- Smith, Steve. "Writing the History of the Russian Revolution after the Fall of Communism." Europe‐Asia Studies (1994) 46#4 pp: 563–578.
- Suny, Ronald Grigor. "Rehabilitating Tsarism: The Imperial Russian State and Its Historians. A Review Article"  Comparative Studies in Society and History 31#1 (1989) pp. 168–179 online Arquivado em 28 julho 2019 no Wayback Machine
- Suny, Ronald Grigor. "The empire strikes out: Imperial Russia,'national' identity, and theories of empire." in A state of nations: Empire and nation-making in the age of Lenin and Stalin ed. by Peter Holquist, Ronald Grigor Suny, and Terry Martin. (2001) pp: 23–66.

Fontes primárias
- Golder, Frank Alfred. Documents Of Russian History 1914–1917 (1927), 680pp online
- Kennard, Howard Percy, and Netta Peacock, eds. The Russian Year-book: Volume 2 1912 (London, 1912) full text in English